# Rittersporne
Die Rittersporne (Delphinium) sind eine Pflanzengattung in der Familie der Hahnenfußgewächse (Ranunculaceae). Die 300 bis über 500 Arten sind in der Holarktis weitverbreitet. 2015 wurden die Rittersporne Giftpflanze des Jahres.

## Beschreibung

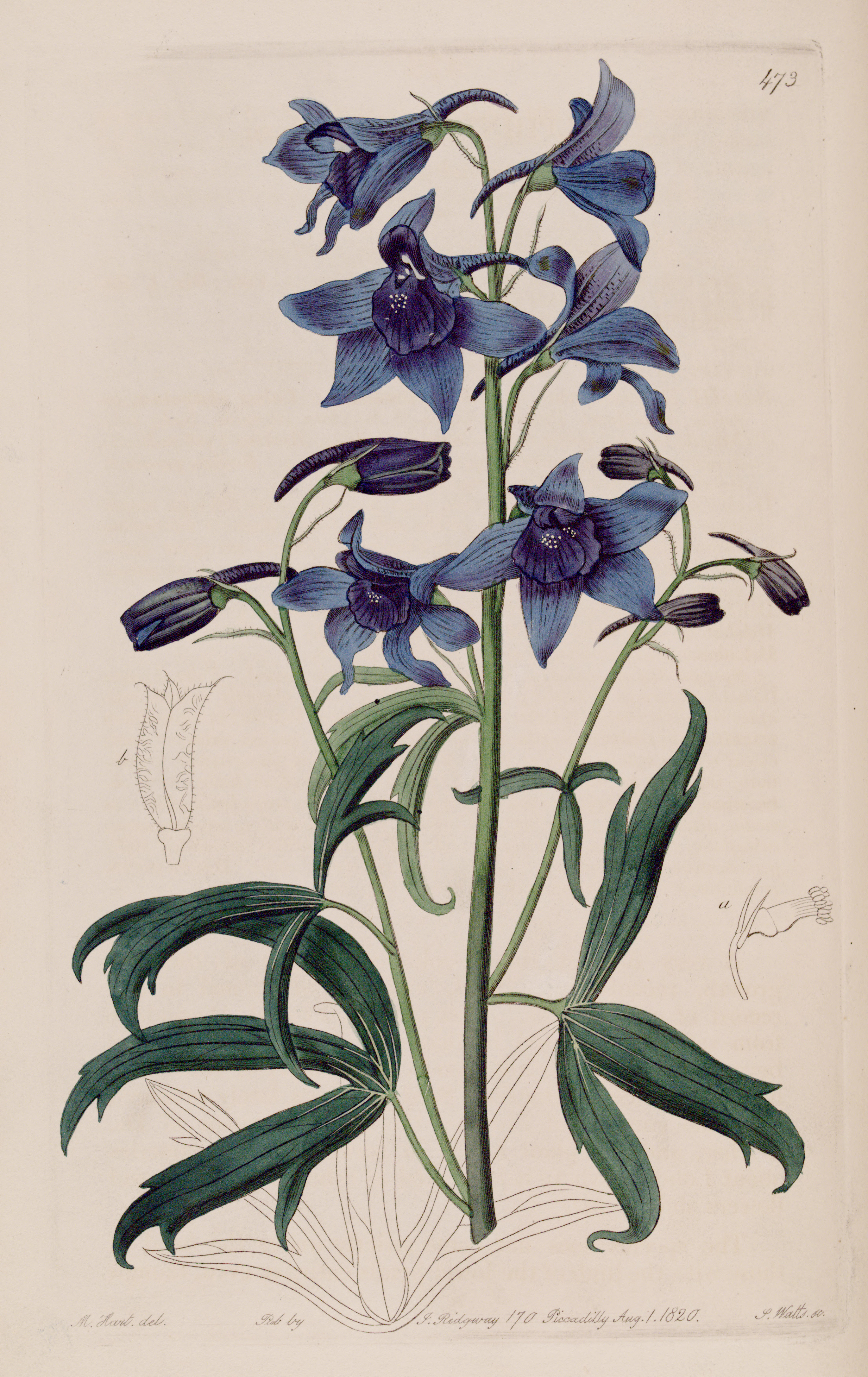
Delphinium cheilanthum aus The Botanical Register, 1820, Tafel 473, illustriert von Sydenham Edwards

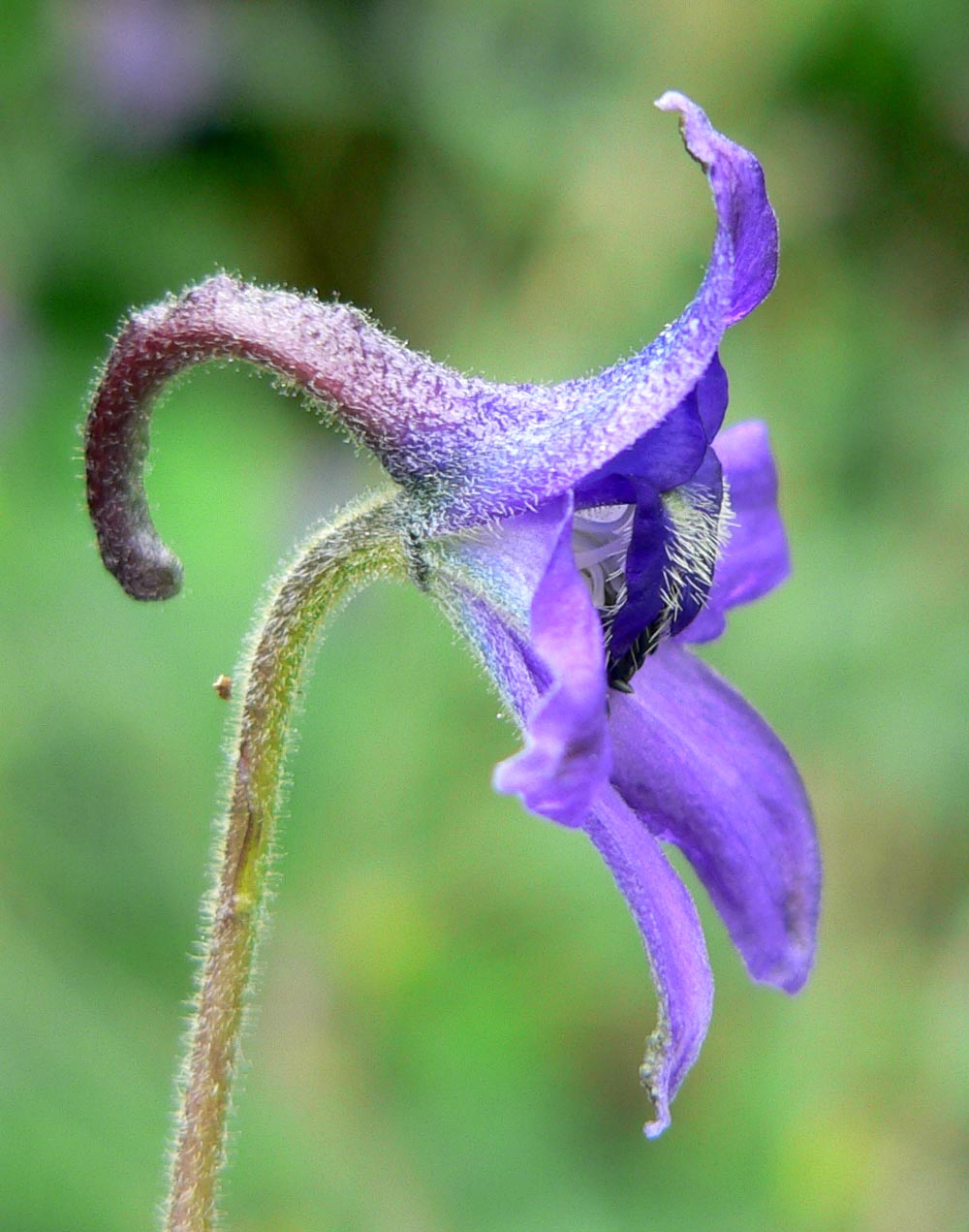
Delphinium ceratophorum: Blüte von der Seite, deutlich zu erkennen ist der Sporn.

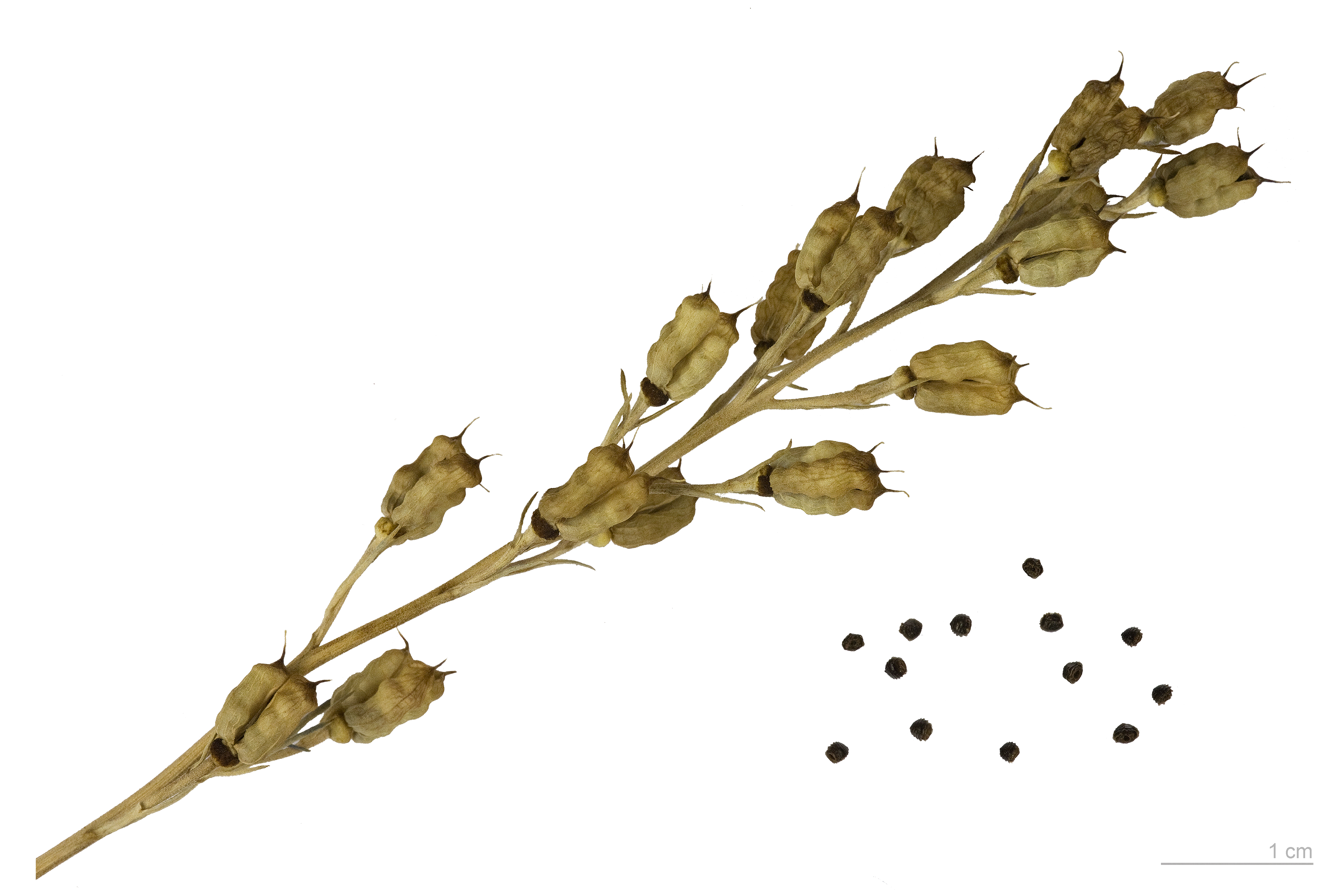
Früchte und Samen von Delphinium verdunense

### Vegetative Merkmale
Rittersporn-Arten wachsen selten als ein- bis zweijährige, meist als ausdauernde krautige Pflanzen. Die Laubblätter sind dreiteilig, handförmig gelappt bis stark zerteilt.

### Generative Merkmale
In traubigen oder schirmtraubigen Blütenständen stehen viele Blüten zusammen mit Tragblättern; selten stehen die Blüten einzeln.
Die zwittrigen Blüten sind zygomorph, gespornt und fünfzählig mit doppelter Blütenhülle. Die fünf freien, kronblattartigen Kelchblätter sind ungleich, es gibt zwei ventrale (obere), zwei seitliche und den Sporn. Von den vier freien Kronblättern sind die beiden oberen gespornt und enthalten Nektar; die beiden unteren sind ungespornt. Diese beiden Sporne der Krone sind vom Sporn des Kelchs umgeben. Die beiden seitlichen Kronblätter sind in einen schmalen Nagel und eine breite Zunge gegliedert. Von den ursprünglich fünf Kronblattanlagen entwickelt sich also eine nicht.
Falls die einzige Art der Gattung Pseudodelphinium H.Duman, Vural, Aytaç & Adigüzel in der Gattung Delphinium s l. enthalten ist, dann wäre das die einzige Art der Gattung mit einer radiärsymmetrischen Blüte.
Die vielen Staubblätter sind in acht Kreisen angeordnet. Es sind meist drei, seltener vier bis fünf freie Fruchtblätter vorhanden mit vielen Samenanlagen. Der Griffel besitzt eine deutlich erkennbare Narbe.
Es werden schmale Balgfrüchte gebildet. Die Samen besitzen schmale Flügel.

## Inhaltsstoffe

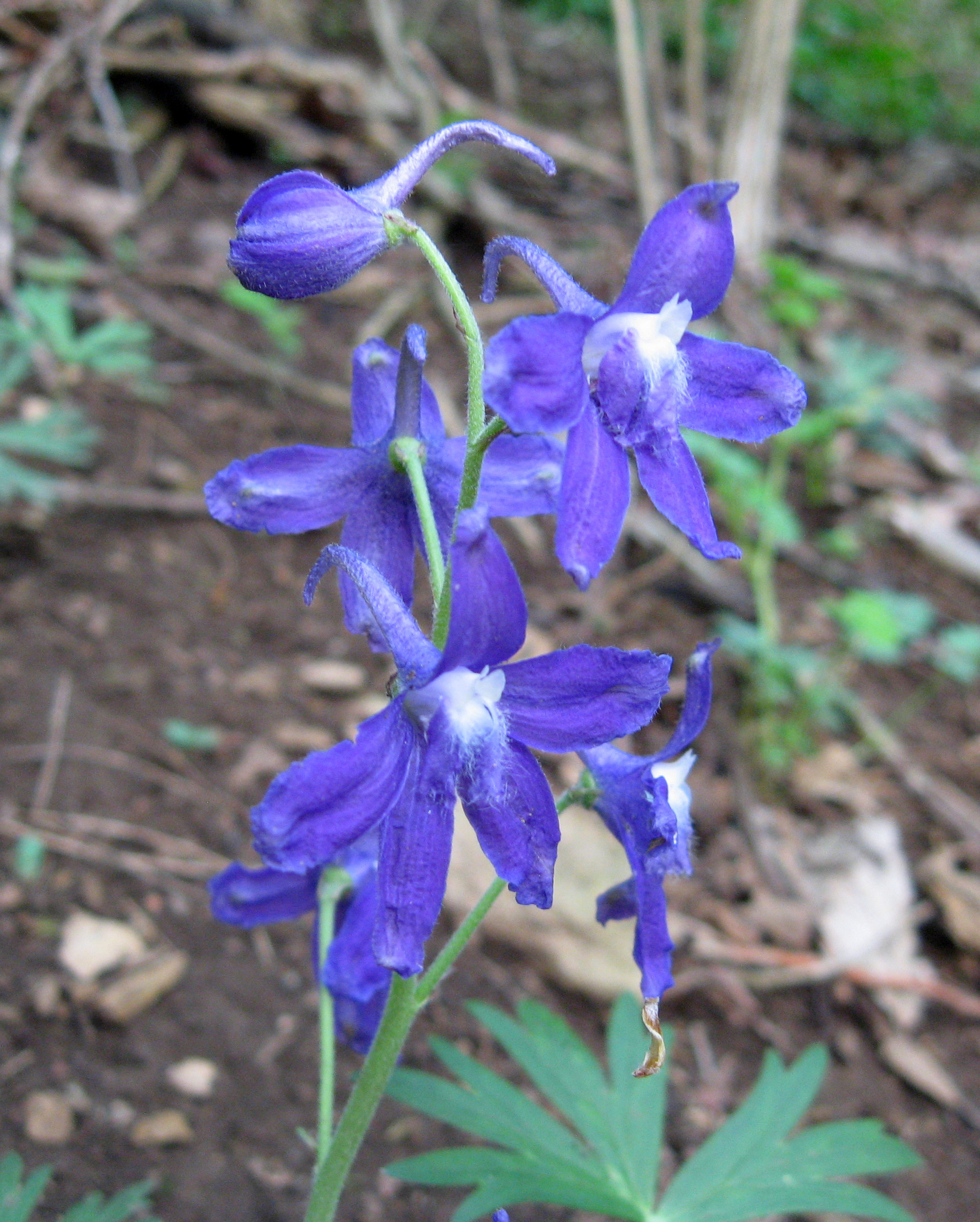
Blütenstand mit zygomorphen Blüten und Blütenknospe von Delphinium tricorne

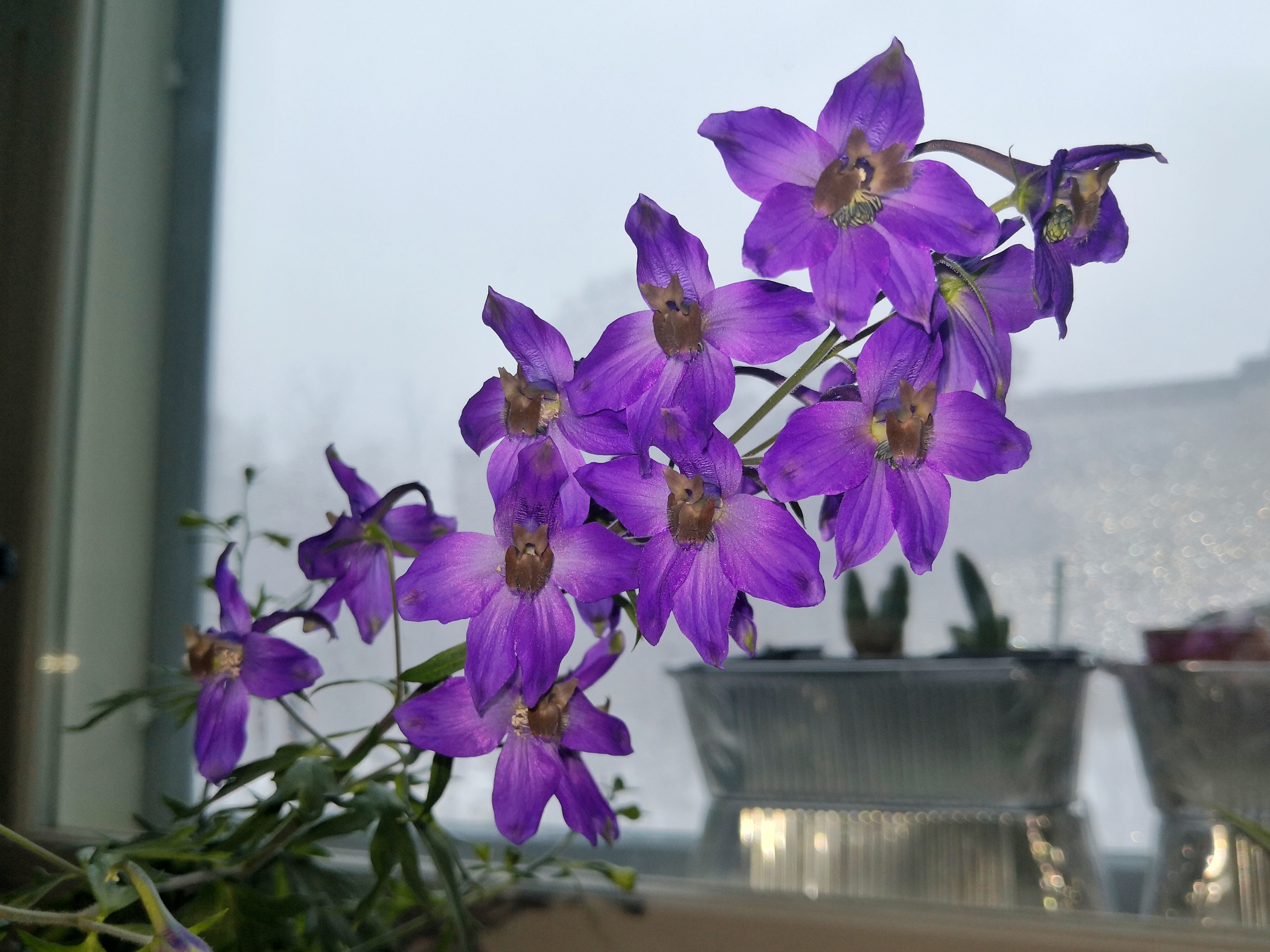
Blütenstand mit zygomorphen Blüten von Delphinium trisectum

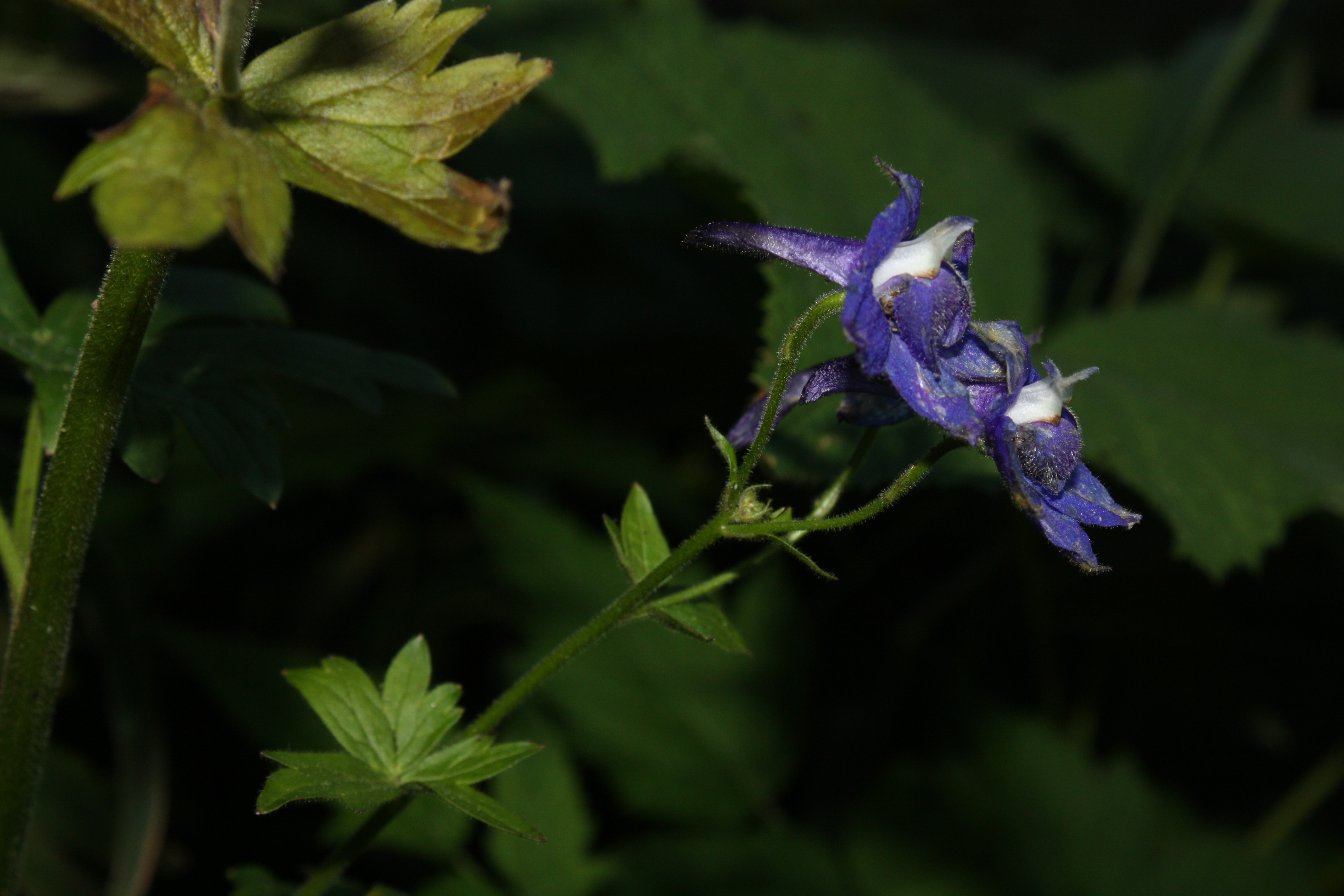
Delphinium trolliifolium

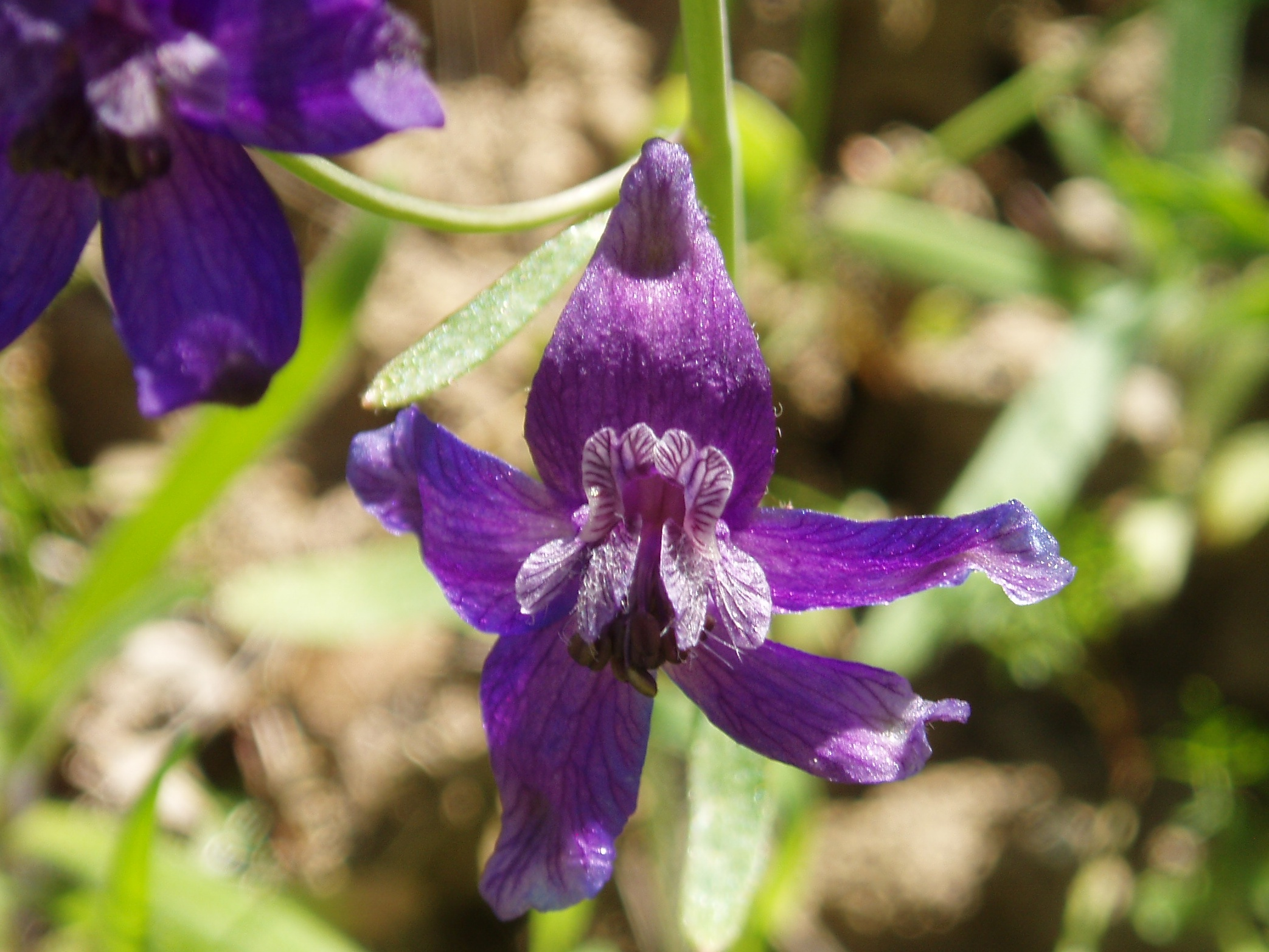
Zygomorphe Blüte von Delphinium variegatum

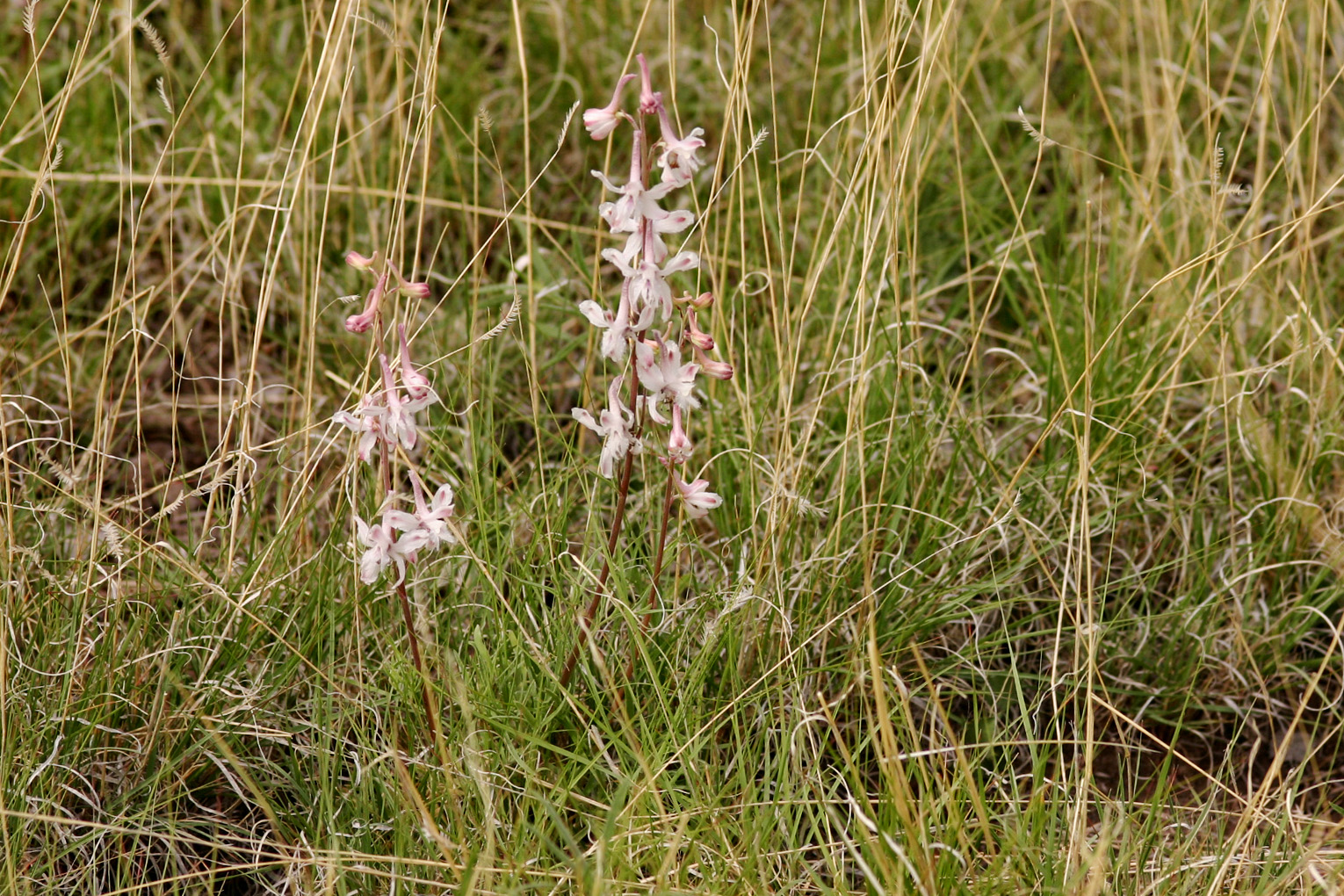
Delphinium wootonii im Habitat

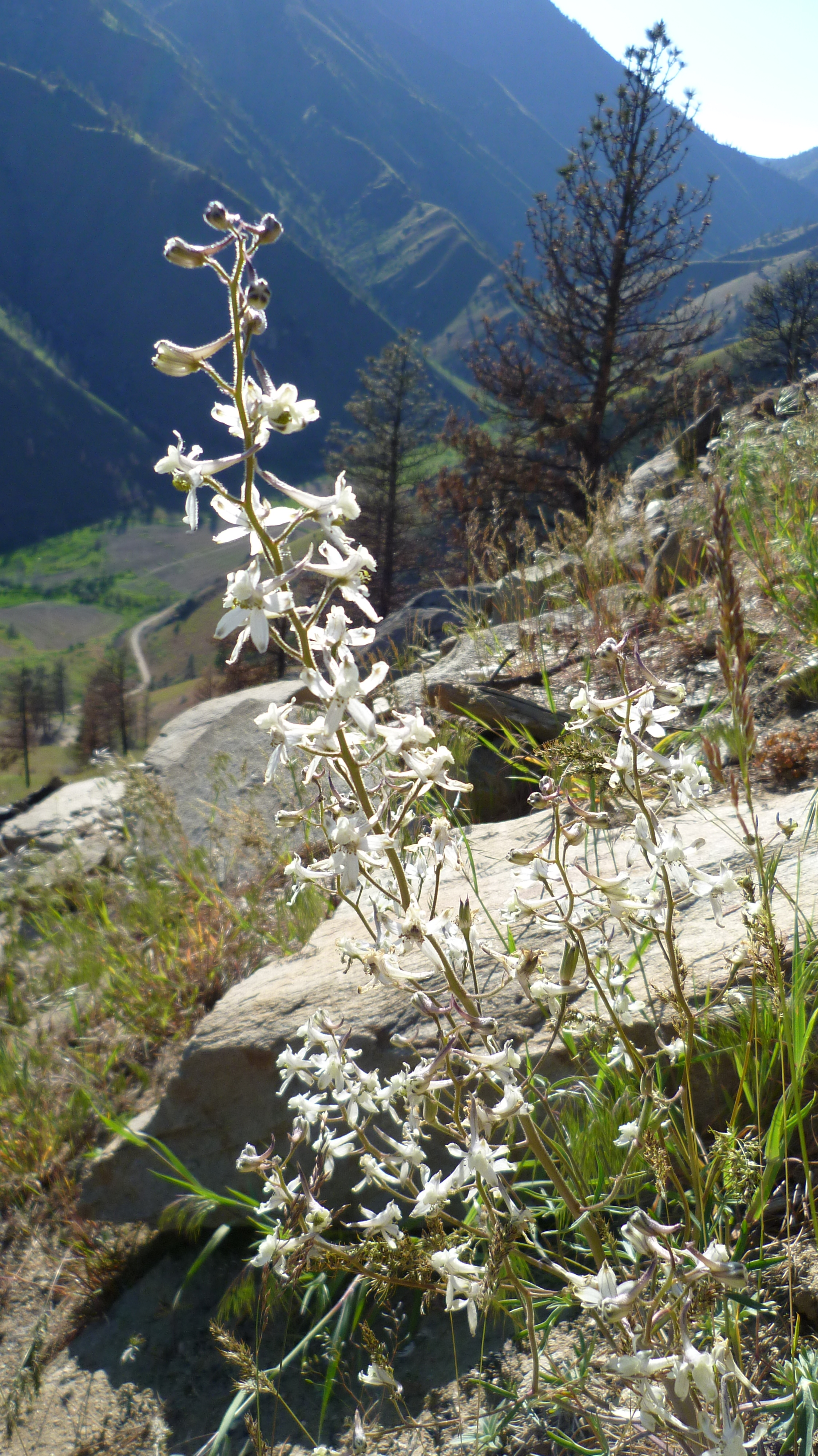
Delphinium xantholeucum im Habitat

Ausgehend von Quellen über einzelne Arten folgert man, dass die Rittersporn-Arten in allen Pflanzenteilen, besonders aber in den Samen, giftige Alkaloide, hauptsächlich Elatin enthalten. Ausgehend von Quellen über einzelne Arten folgert man, dass diese Rittersporn-Arten auch Delphinin, Methyllycaconitin, Delphisin, Delphinoidin, Delcosin, Delsonin und Lycoctonin enthalten. Einige Arten wurden aufgrund der Inhaltsstoffe schon im Altertum als Arzneipflanzen genutzt.
Die Vergiftungserscheinungen sind Magenreizungen mit Durchfall, Bewegungsstörungen und nervöse Symptome. Die Giftstoffe greifen auch die Herzmuskulatur an und erzeugen Hautreizungen. Die höchsten Giftgehalte weisen der Gartenrittersporn und der Hohe Rittersporn auf.
Als akute Sofortmaßnahme empfiehlt sich die Einnahme von Aktivkohle-Tabletten. Die Haut sollte nach Kontakt umgehend abgewaschen werden.

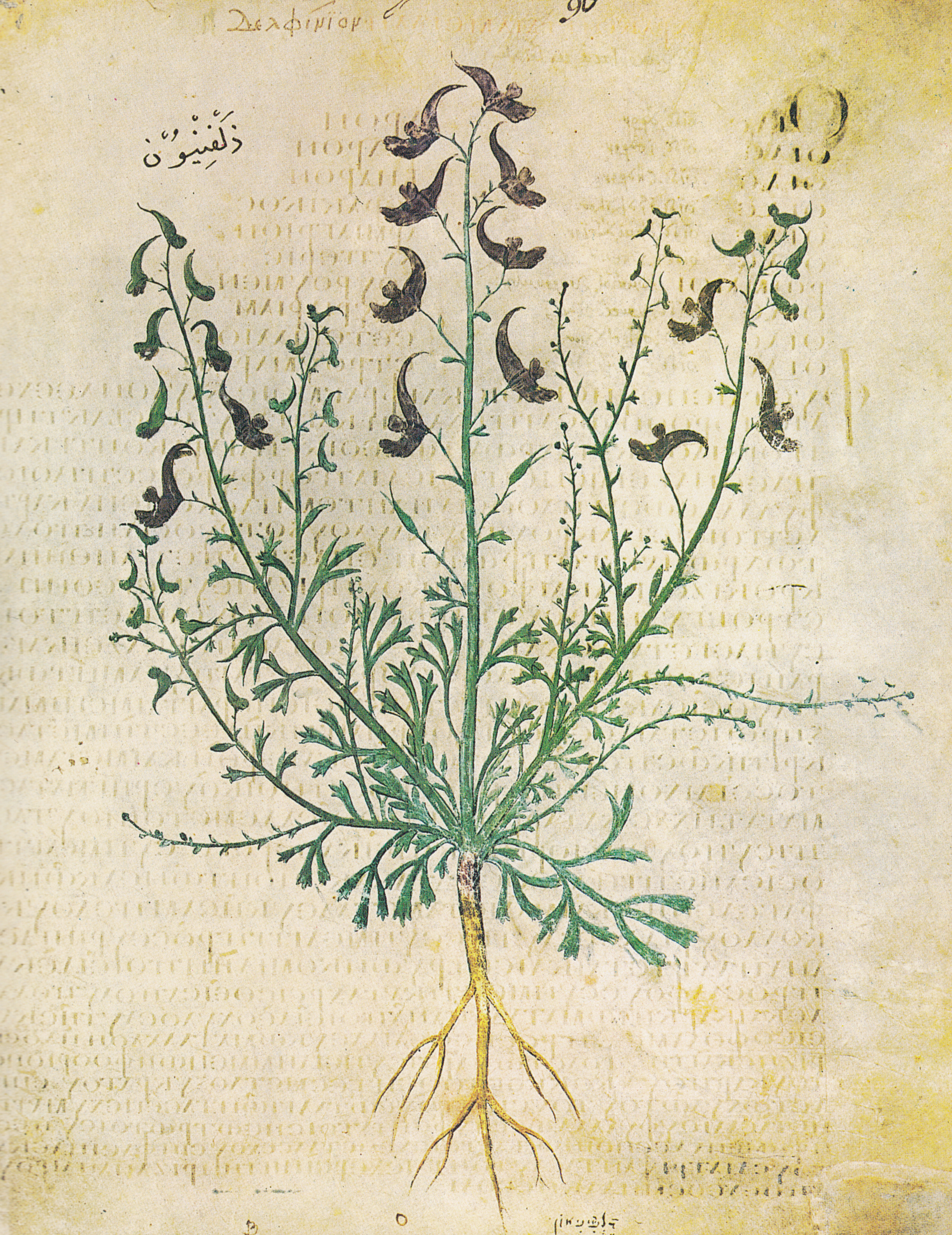
Illustration aus dem Wiener Dioskurides 6. Jahrhundert: „Delphinion“

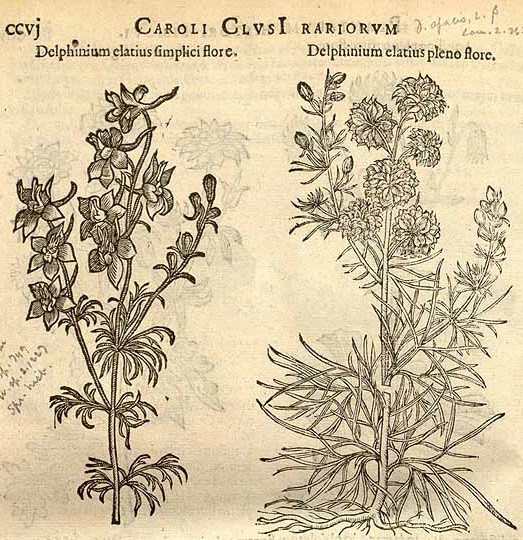
Illustration aus C. Clusius: Rariorum plantarum historia 1601 von zwei Formen des Garten-Feldrittersporn (Delphinium ajacis), dort als Delphinium elatius bezeichnet

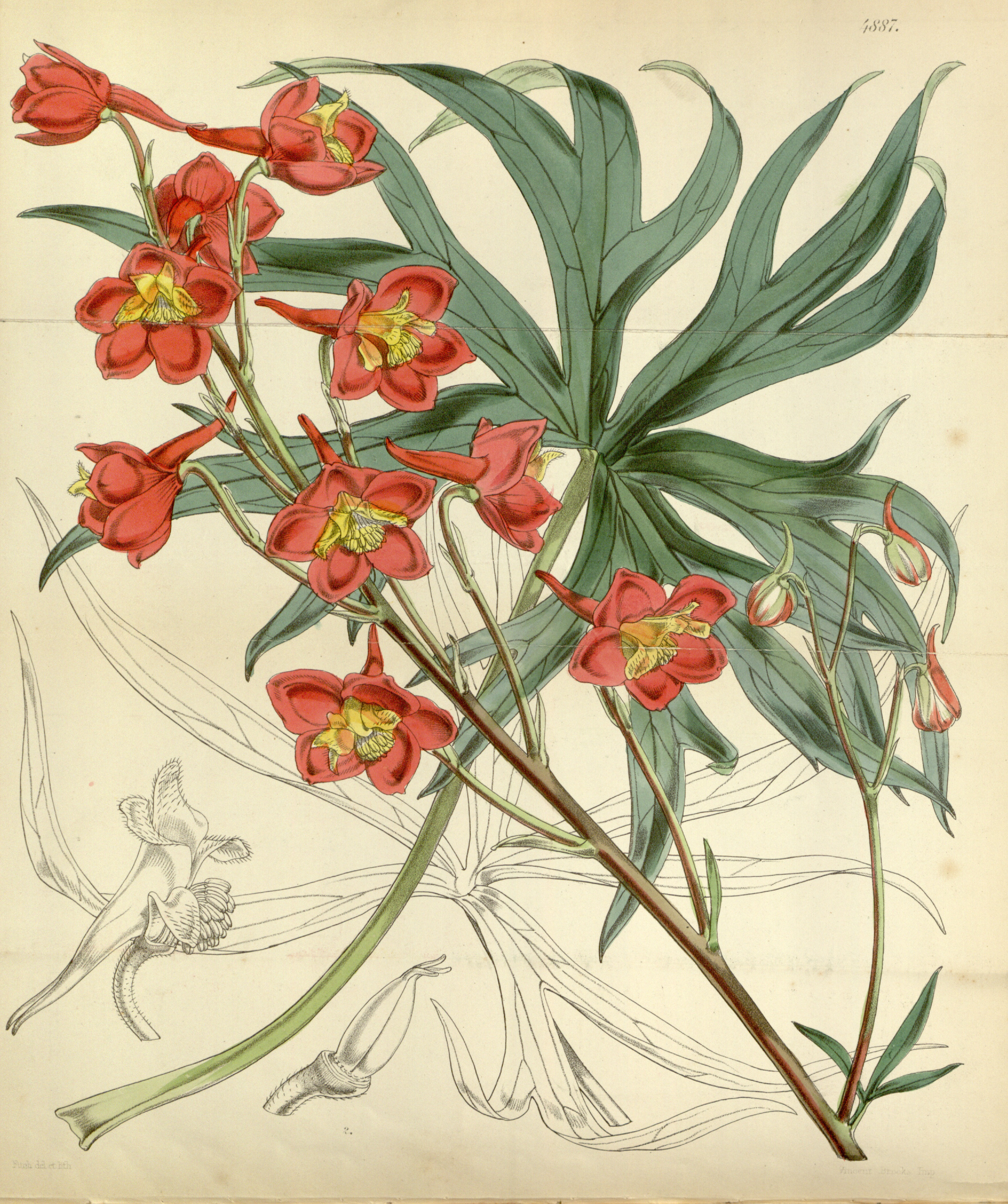
Illustration des Roten Rittersporn (Delphinium cardinale)

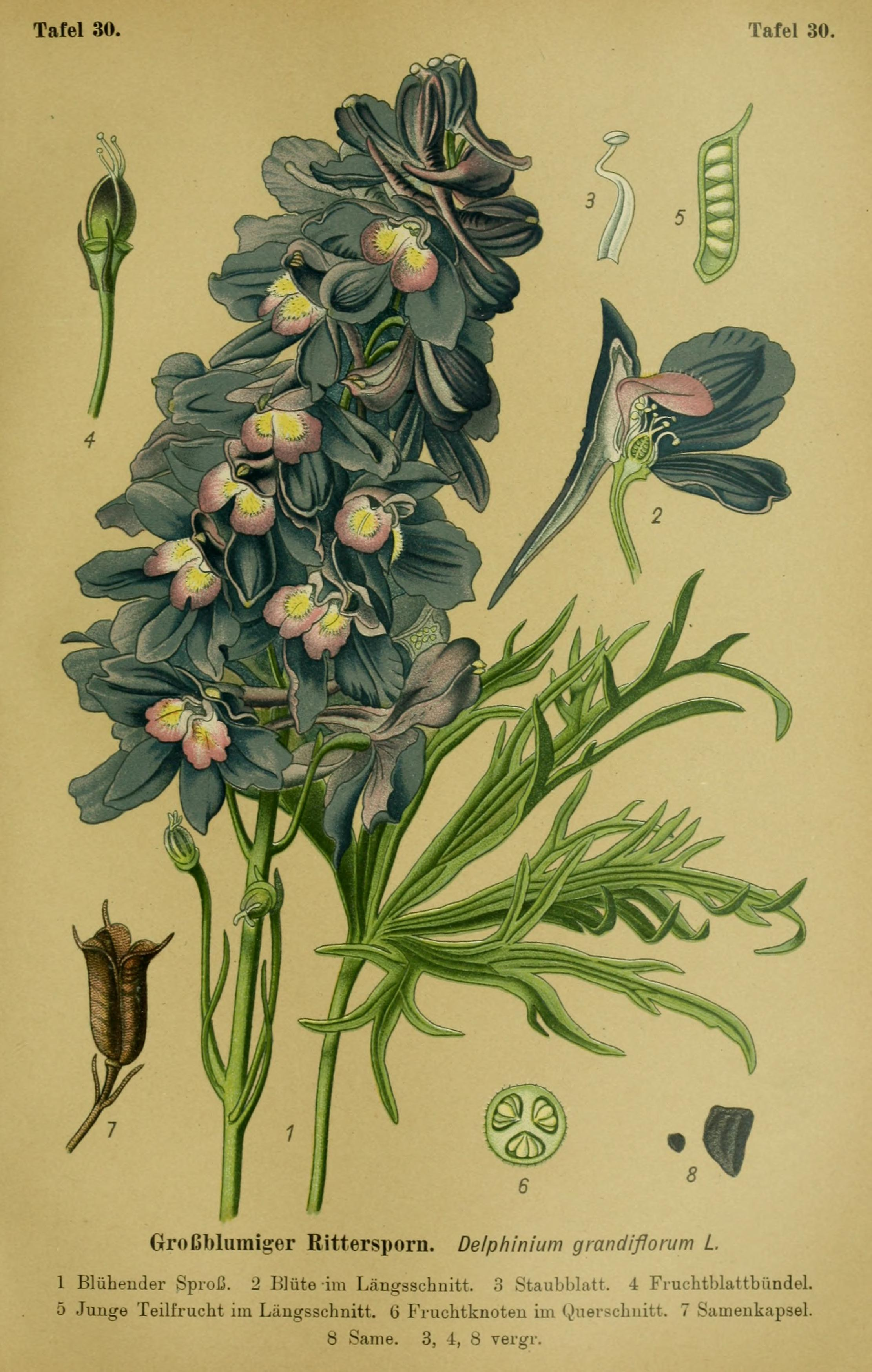
Illustration des Großblütigen Rittersporn (Delphinium grandiflorum)

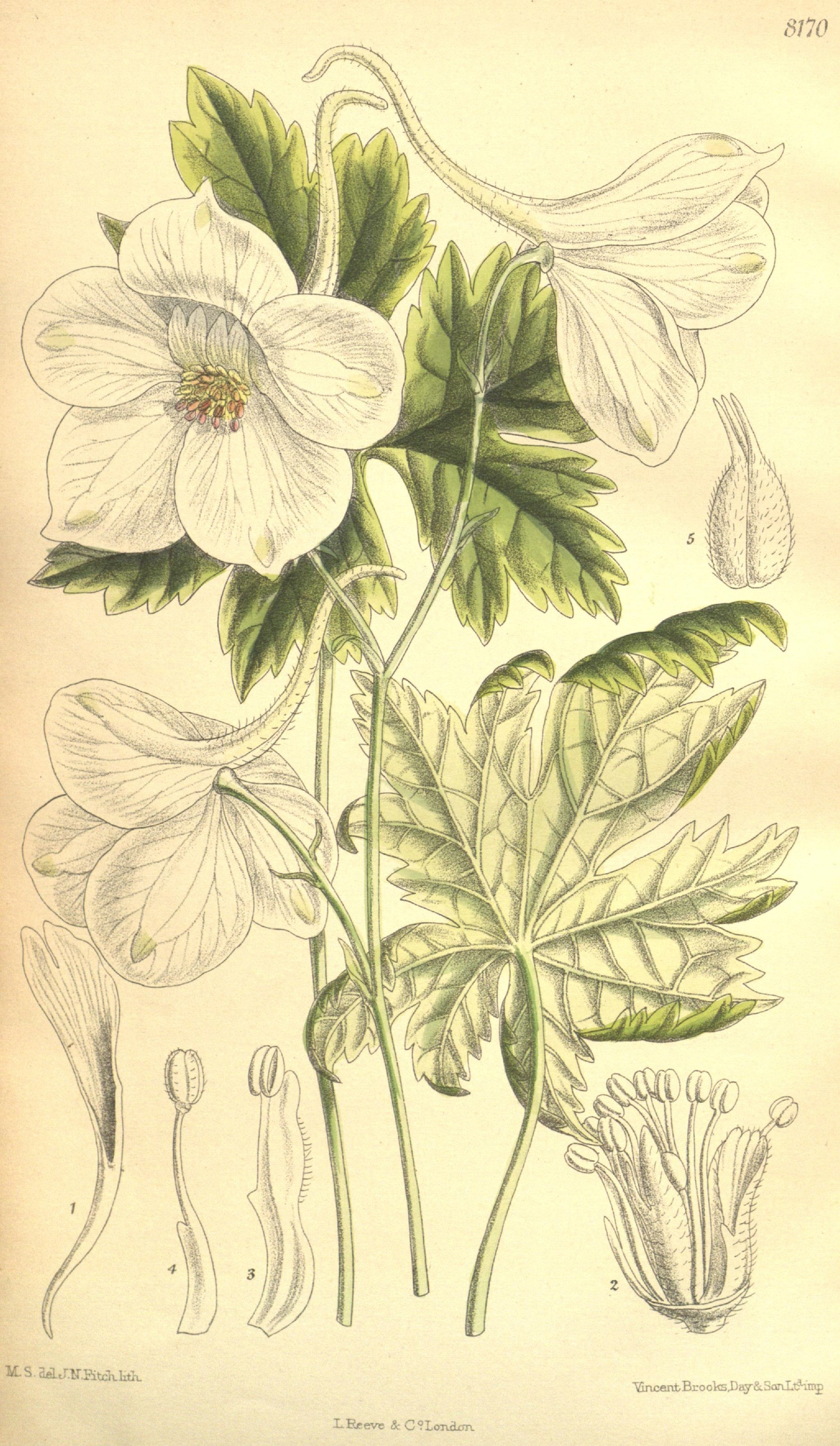
Illustration aus Curtis's Botanical Magazine, Tafel 8170 von Delphinium leroyi

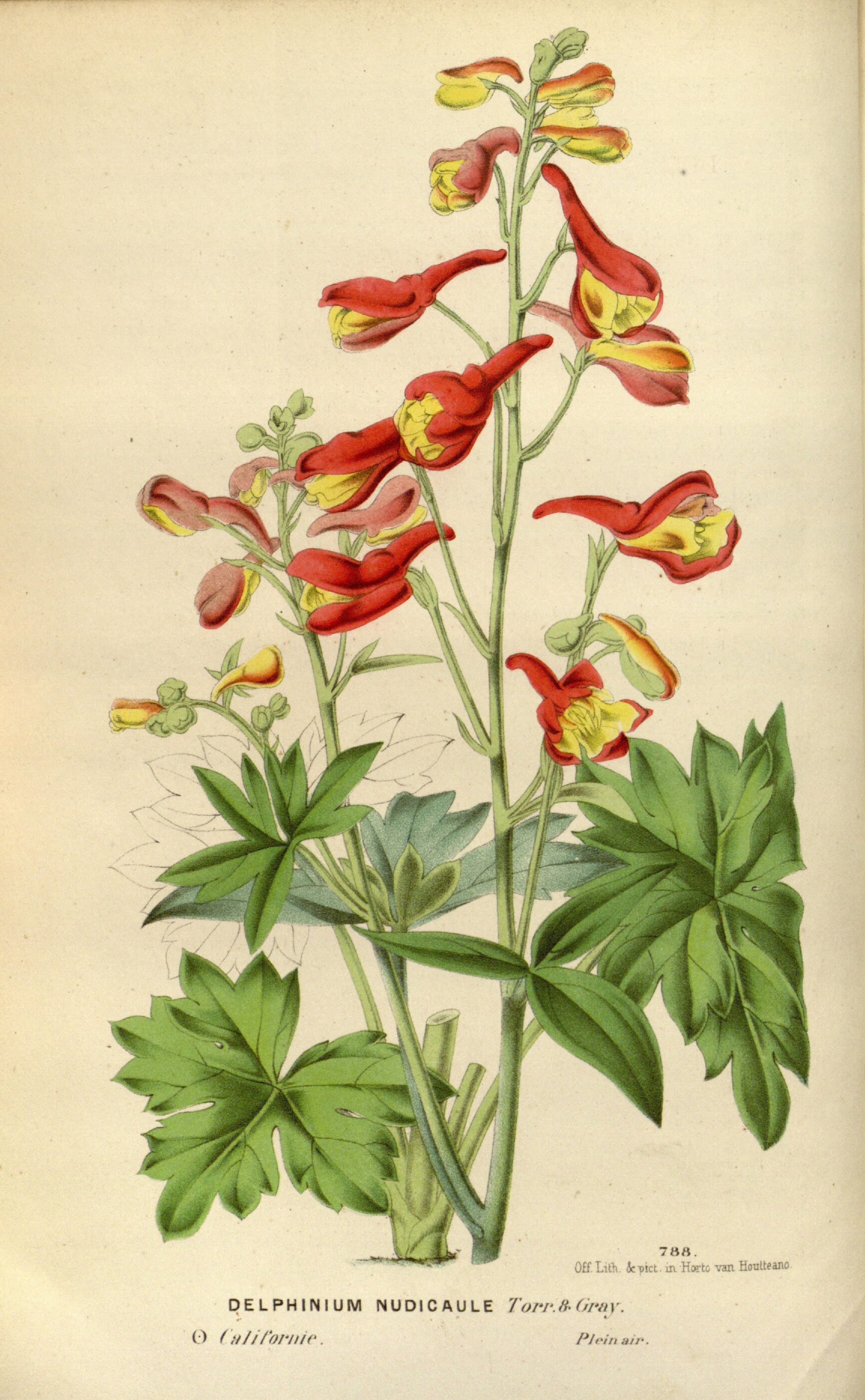
Illustration des Nacktstängligen Rittersporn (Delphinium nudicaule)

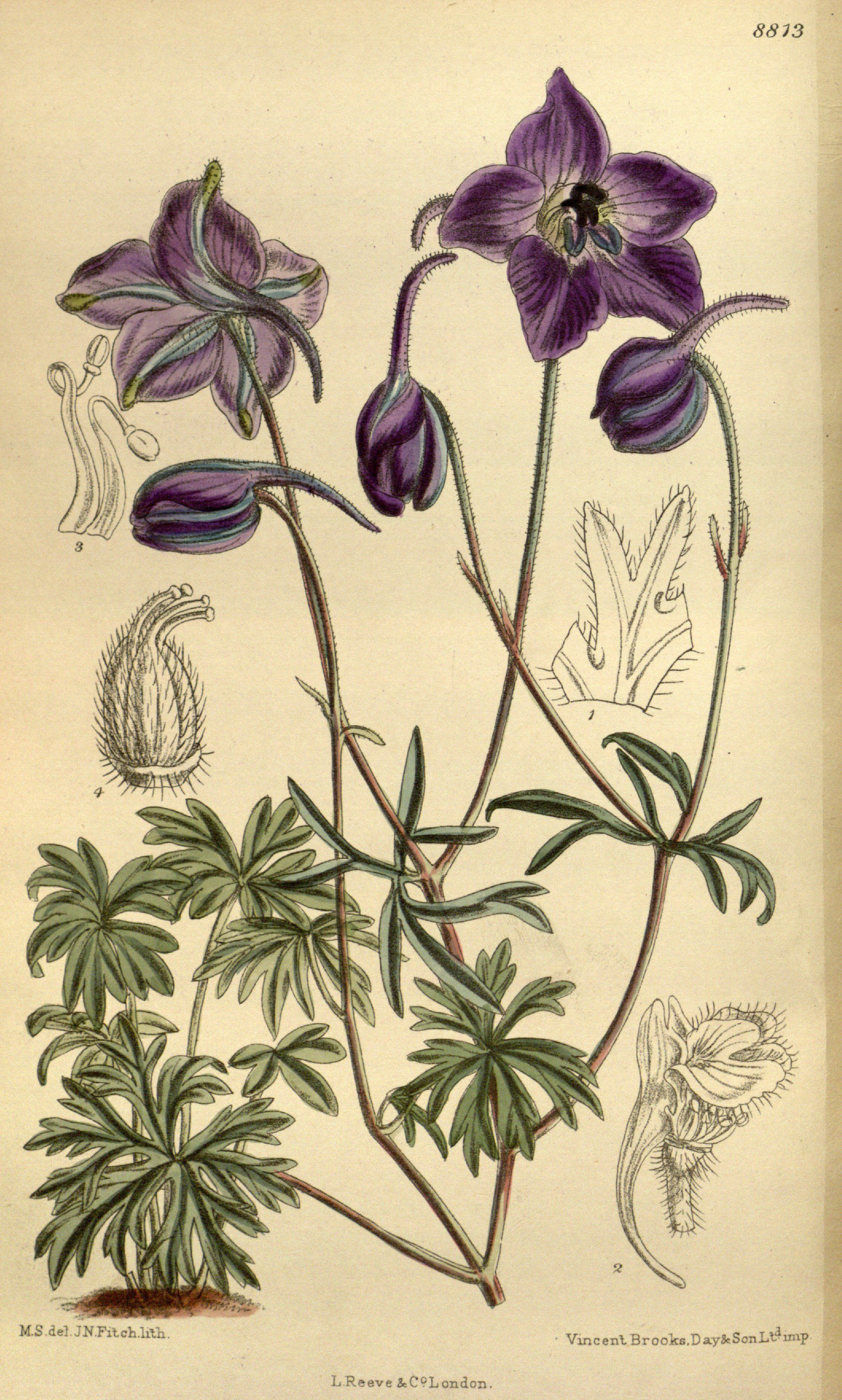
Illustration von Delphinium pylzowii

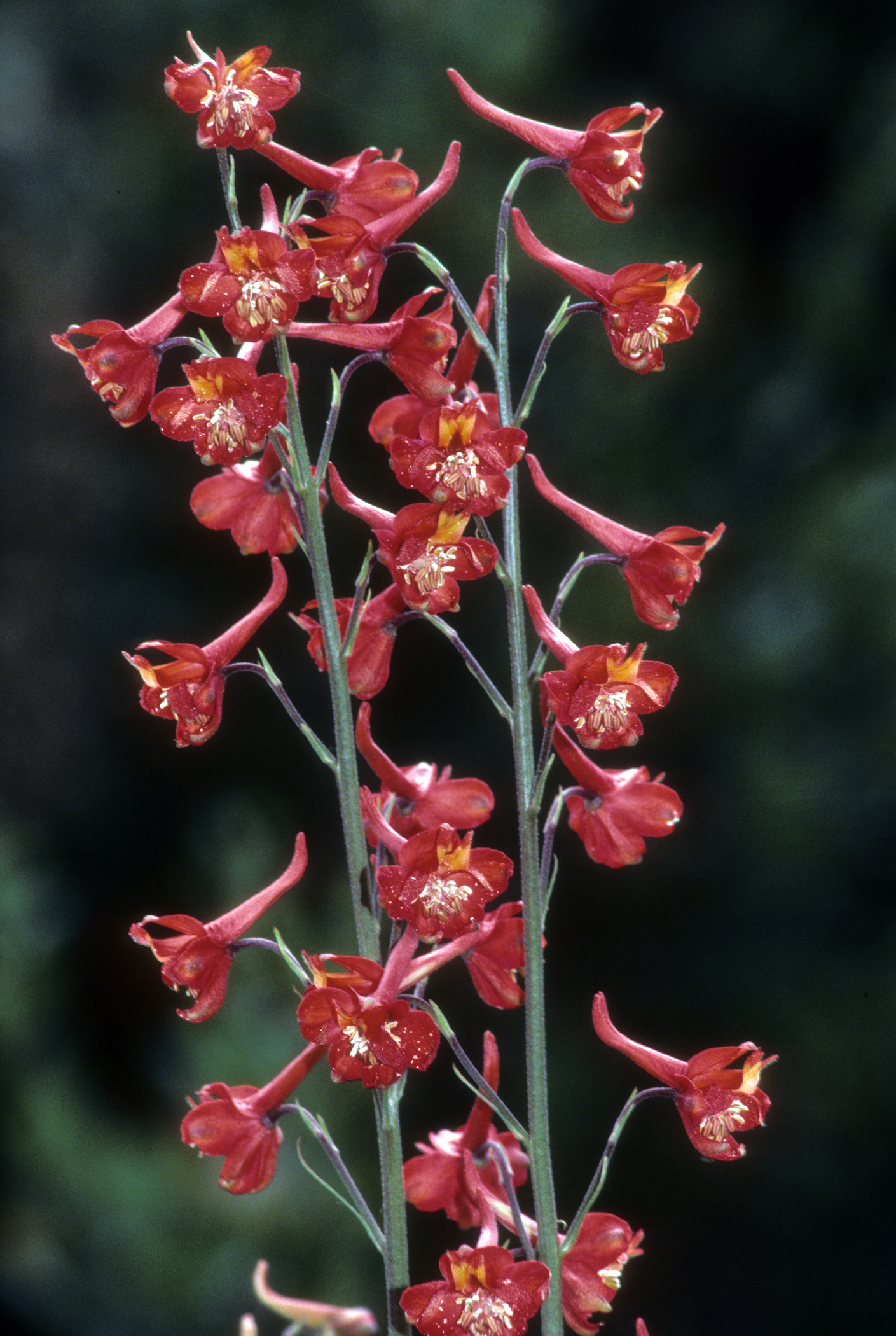
Roter Rittersporn (Delphinium cardinale)

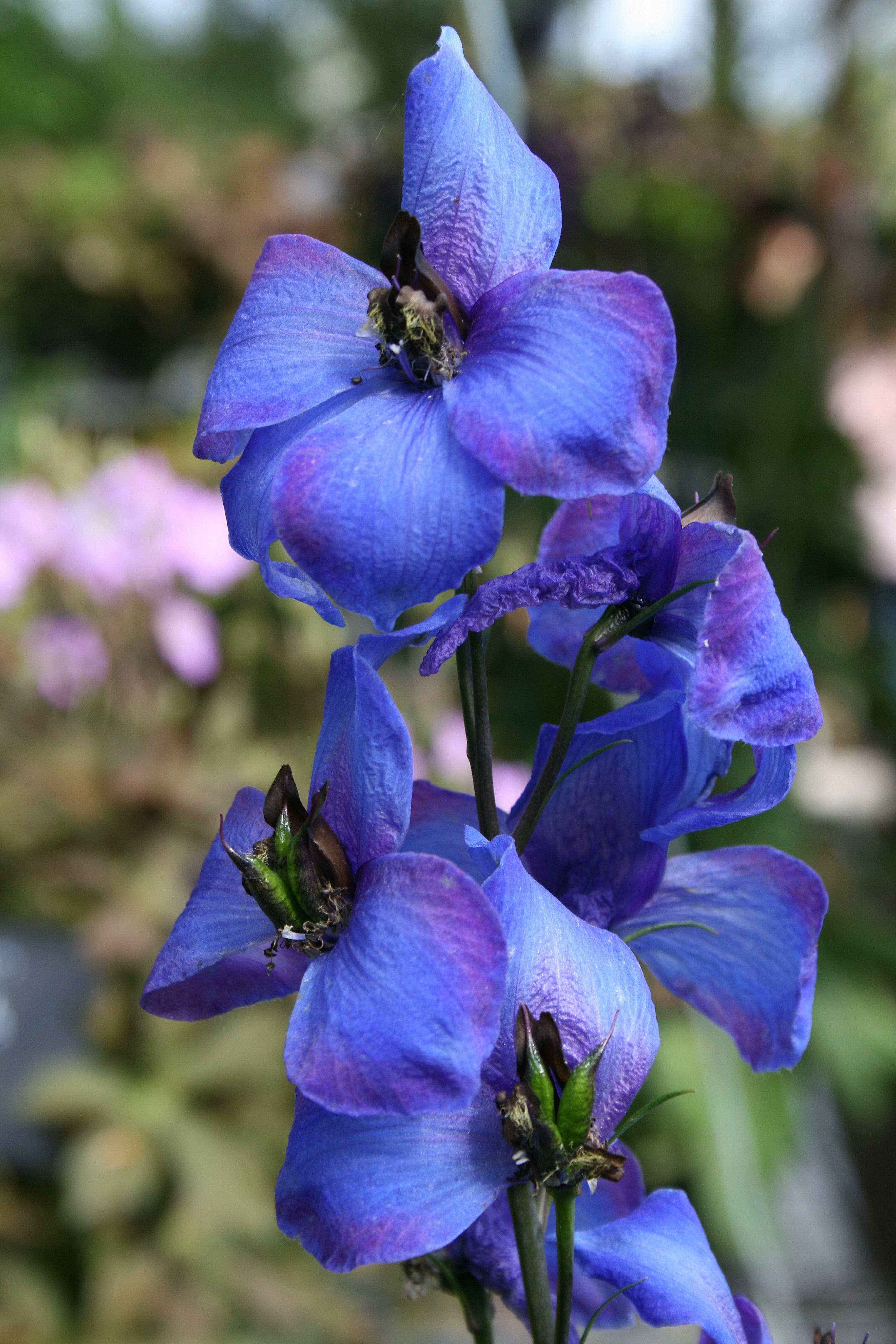
Hoher Rittersporn (Delphinium elatum)

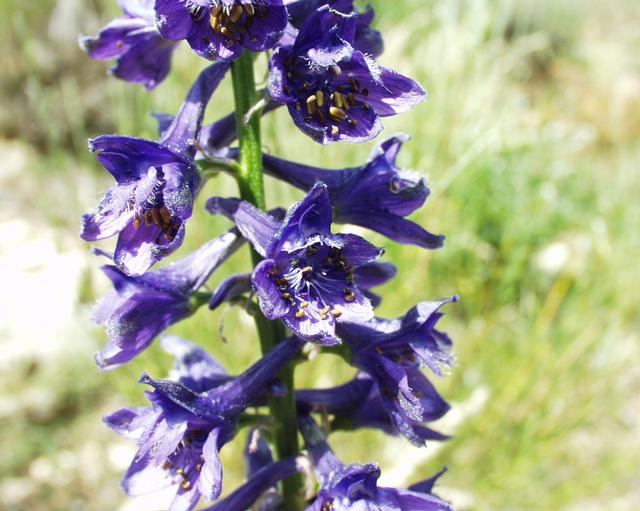
Schlitzblättriger Rittersporn (Delphinium fissum)

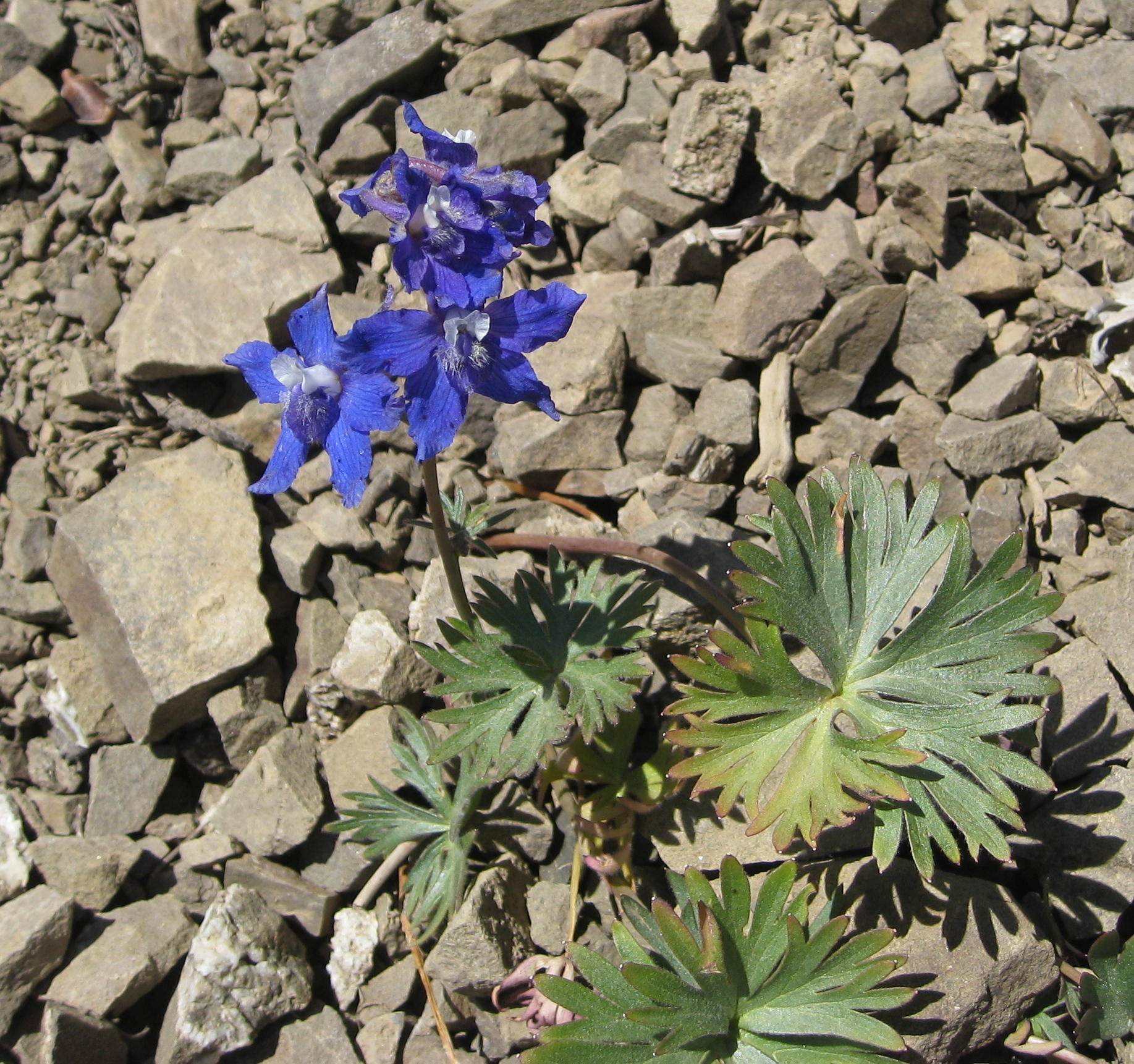
Delphinium glareosum

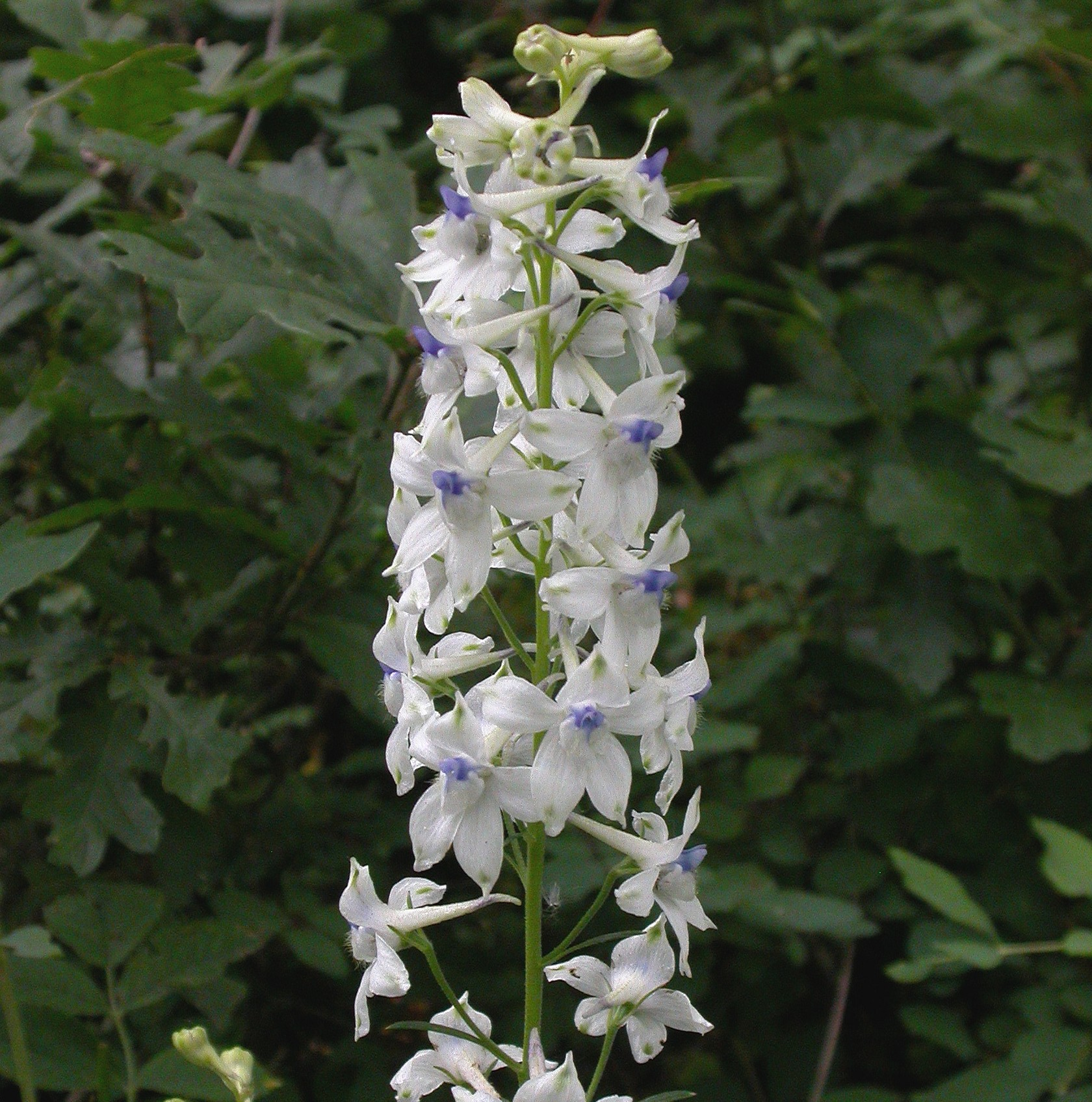
Blütenstand mit zygomorphen Blüten von Delphinium leucophaeum

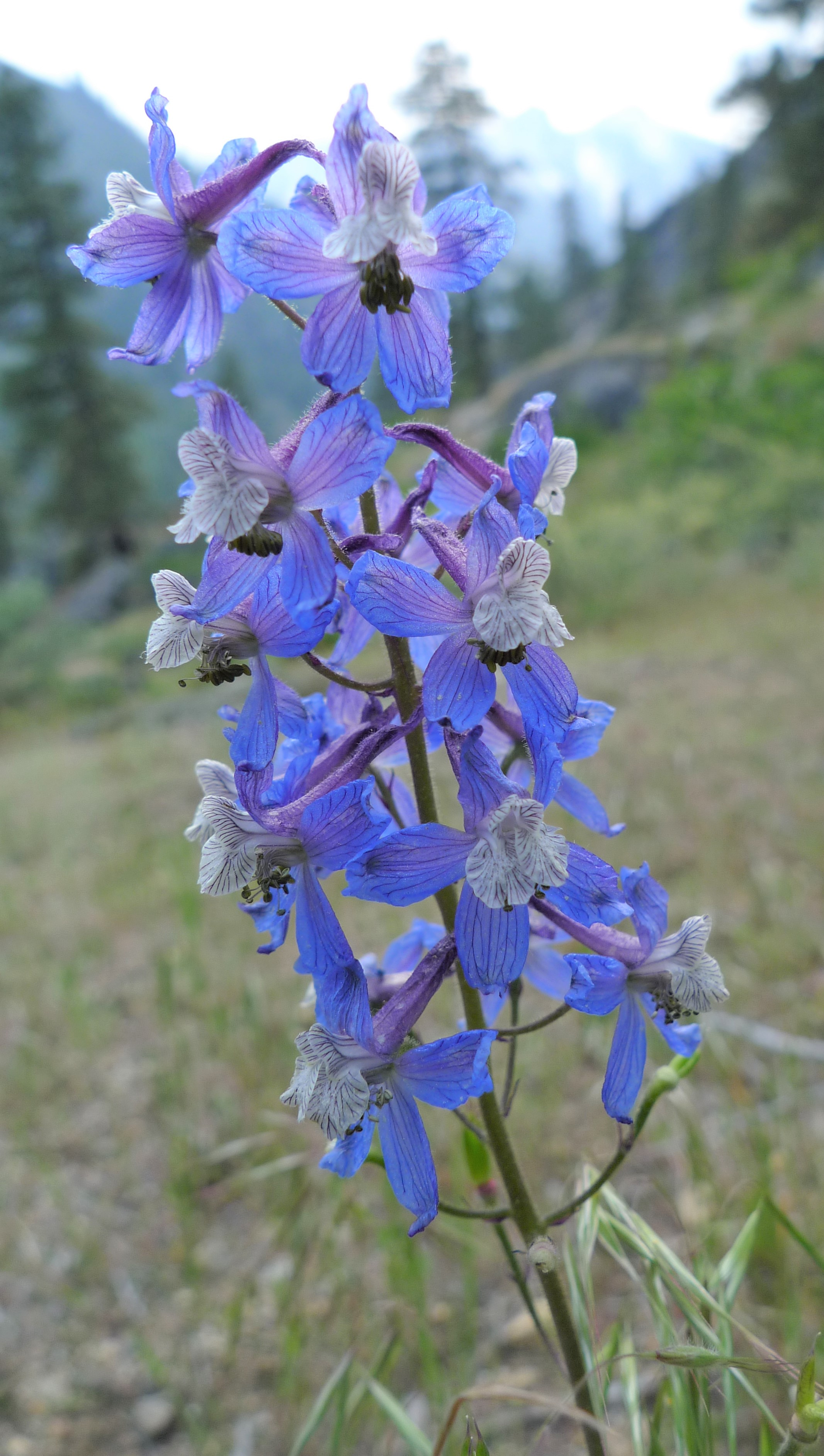
Blütenstand von Delphinium lineapetalum im Habitat

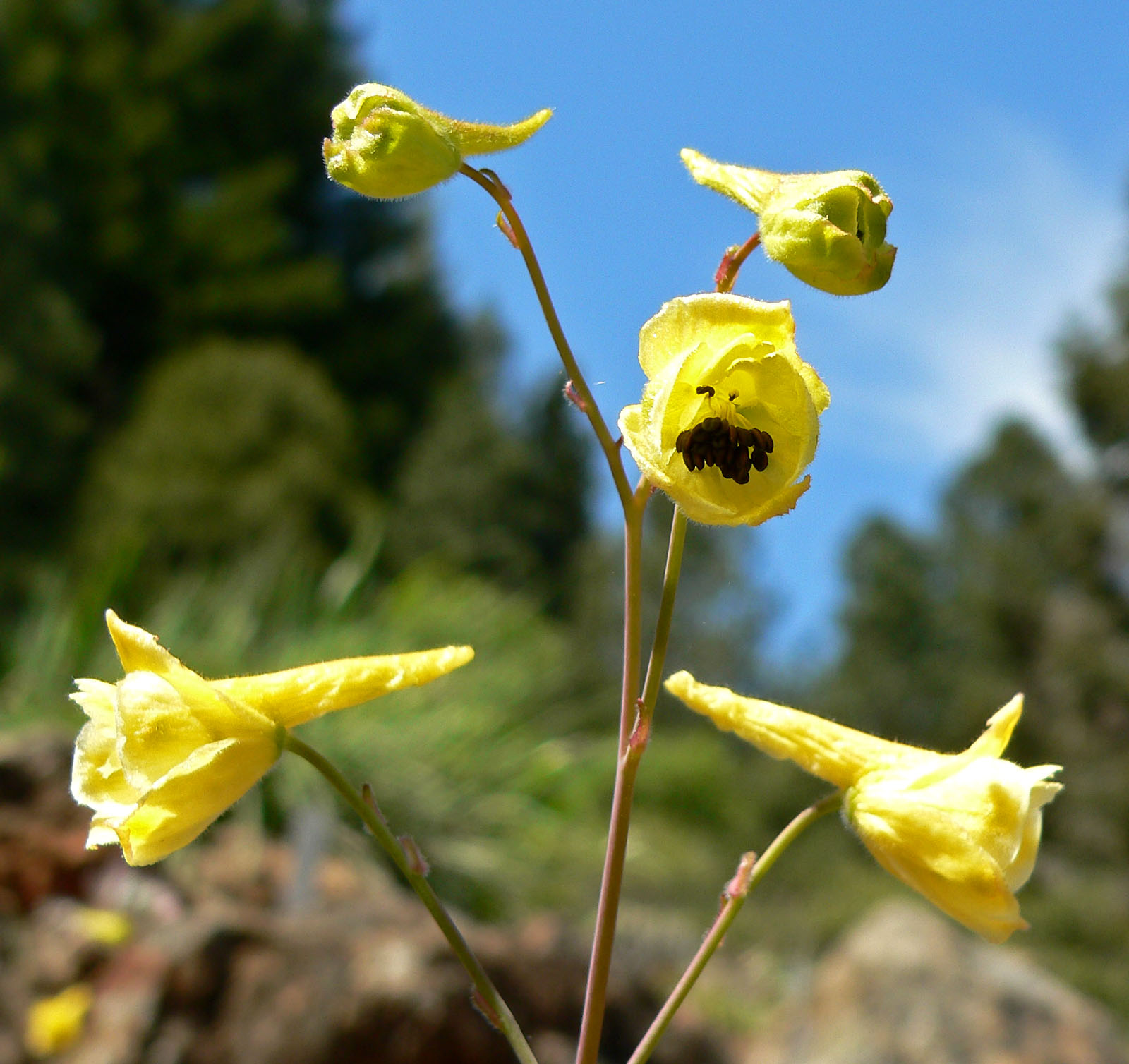
Delphinium luteum

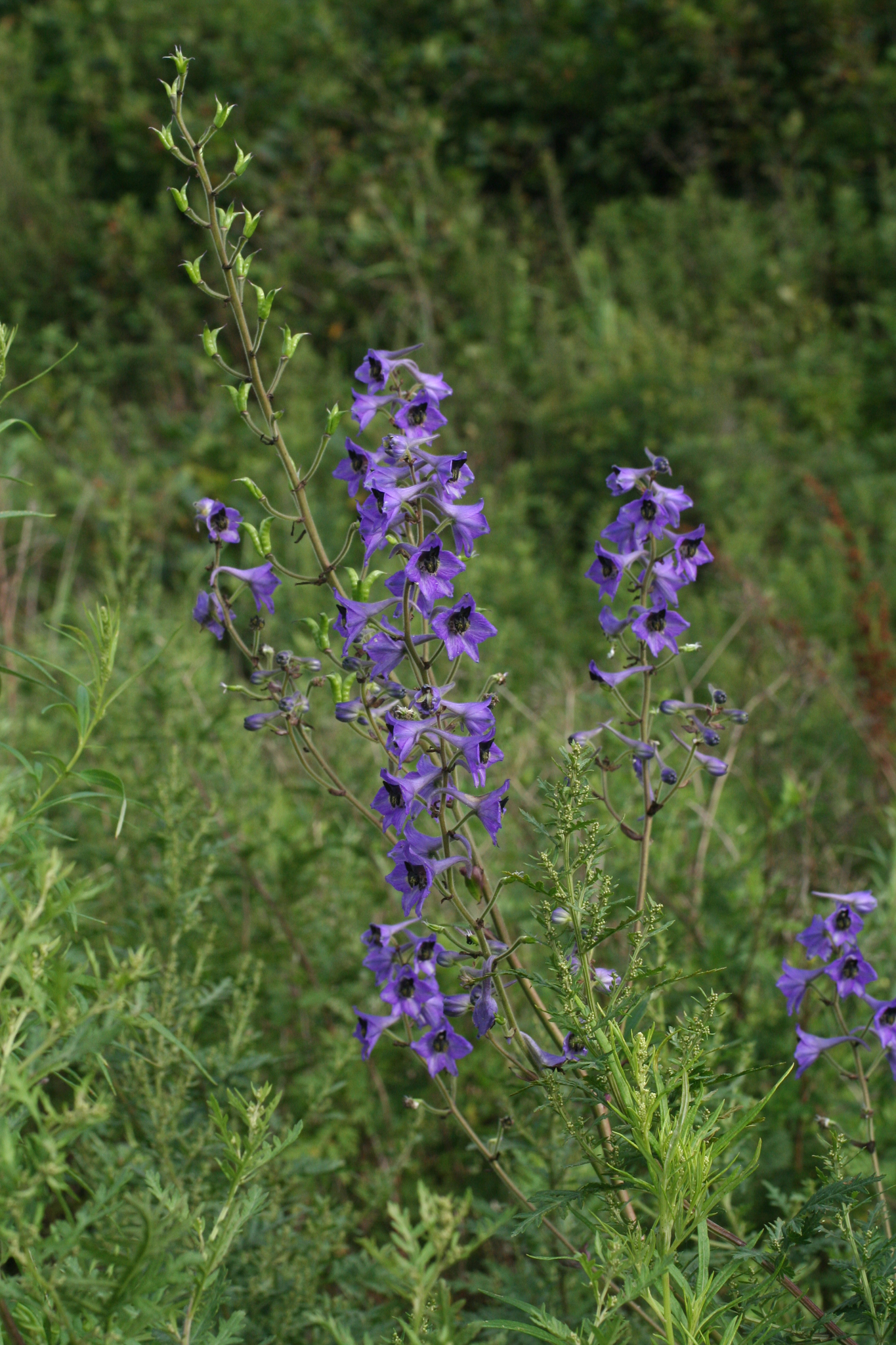
Delphinium maackianum

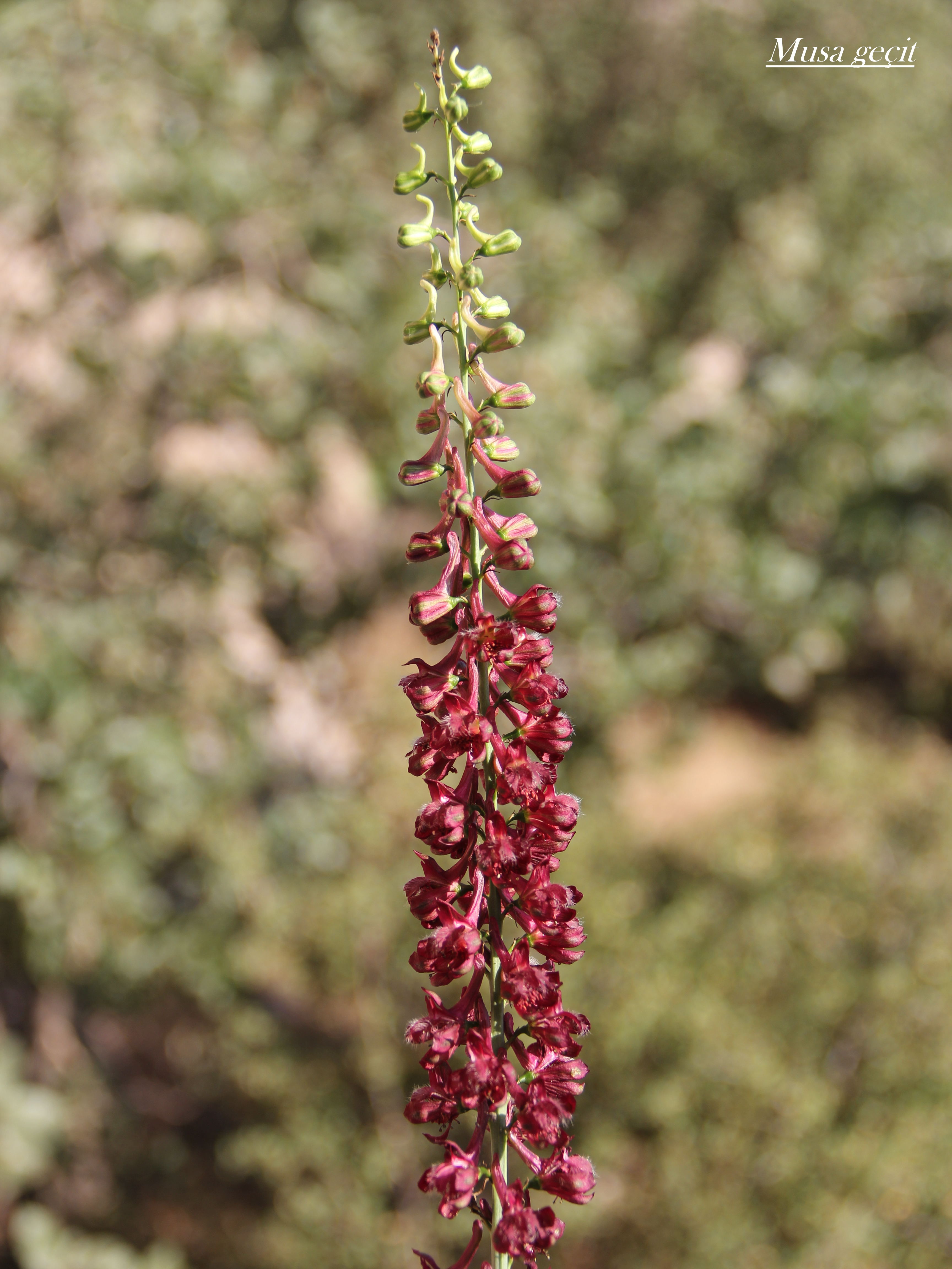
Blütenstand von Delphinium macrostachyum

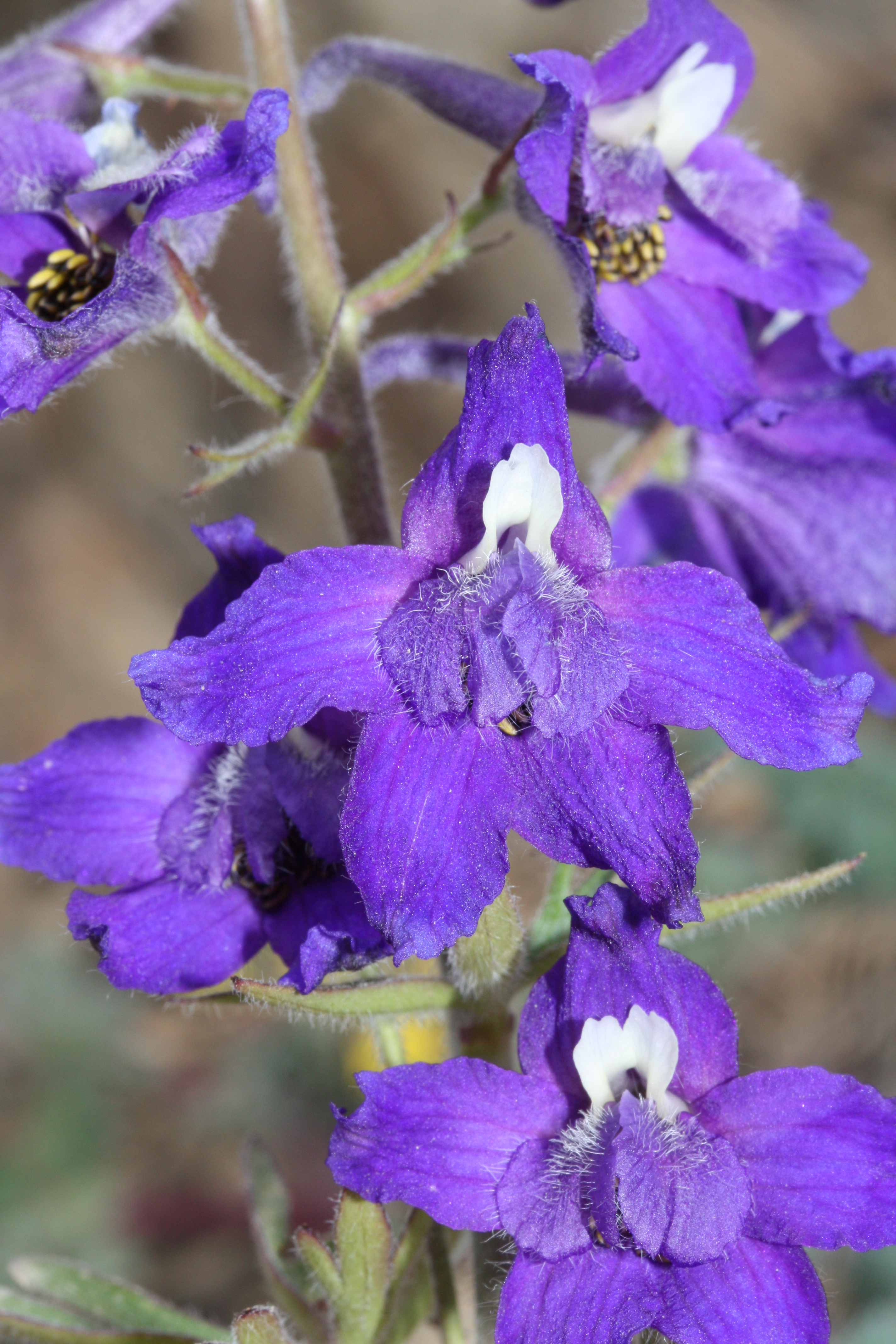
Delphinium menziesii

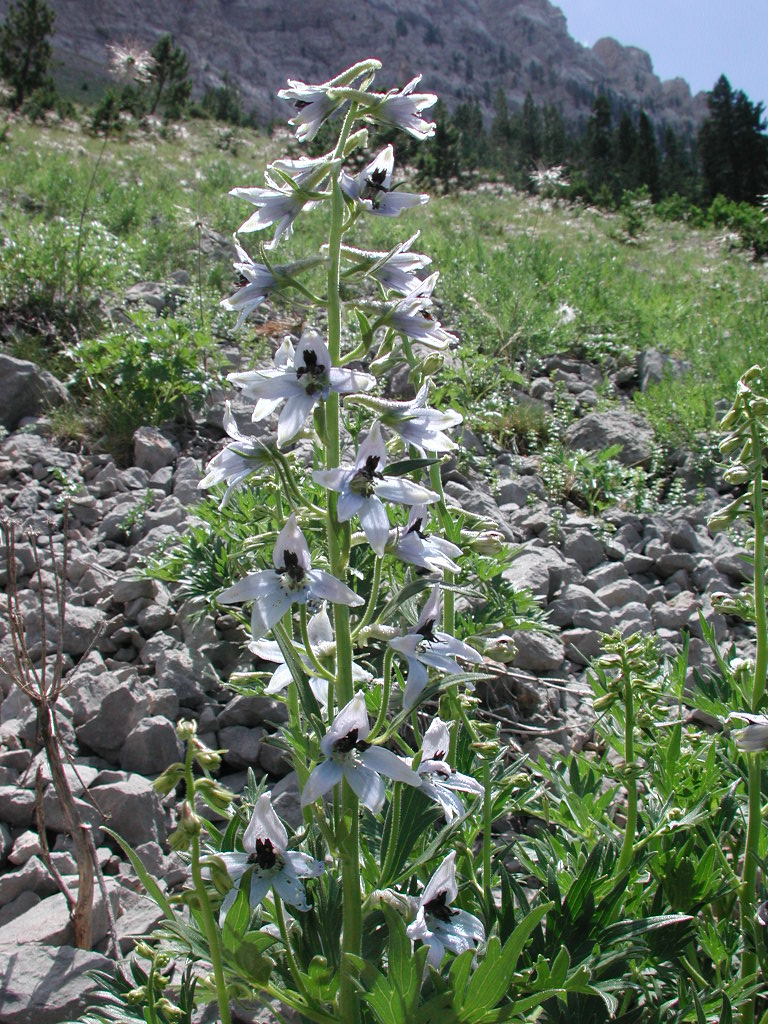
Delphinium montanum

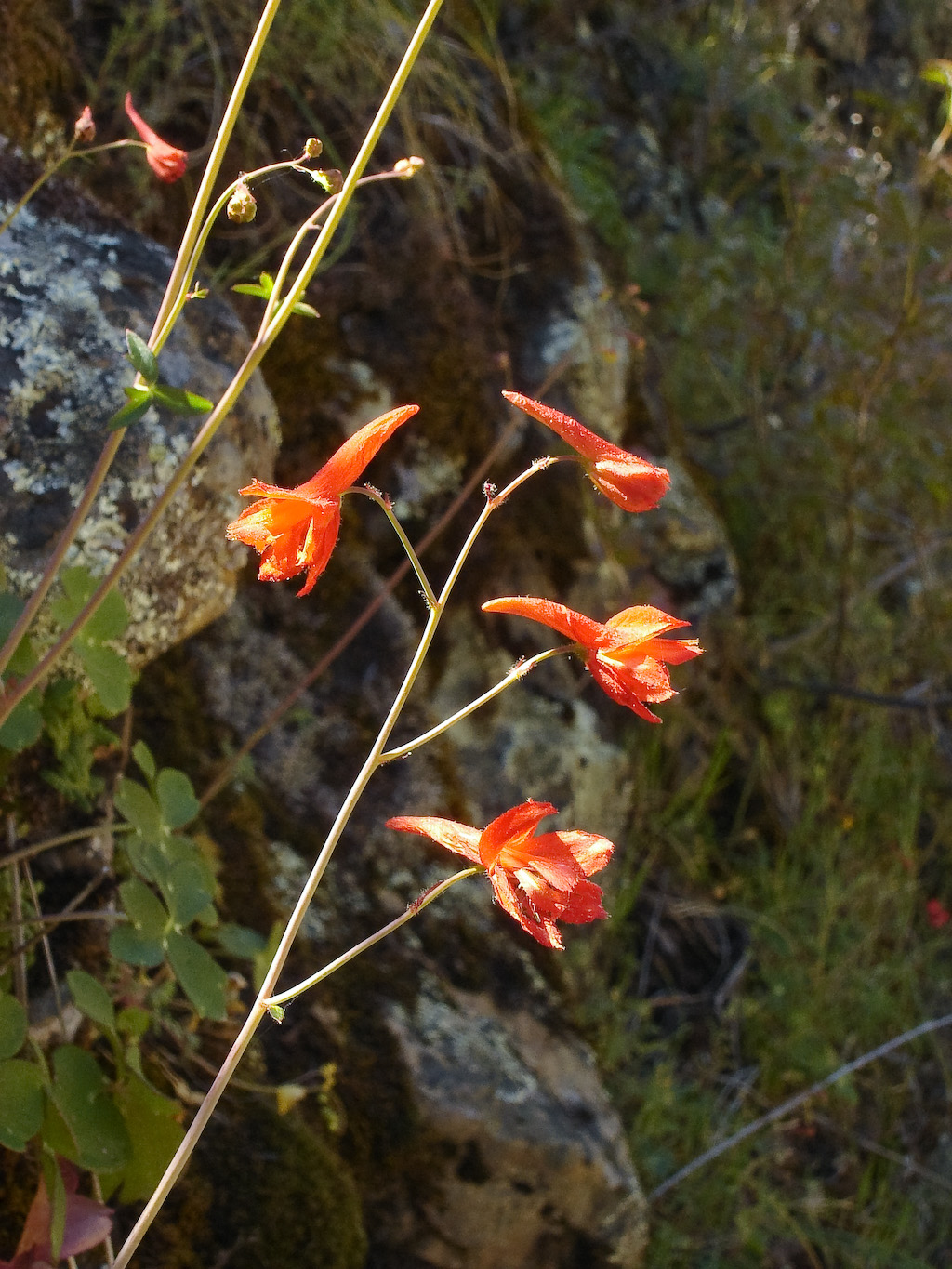
Nacktstängliger Rittersporn (Delphinium nudicaule)

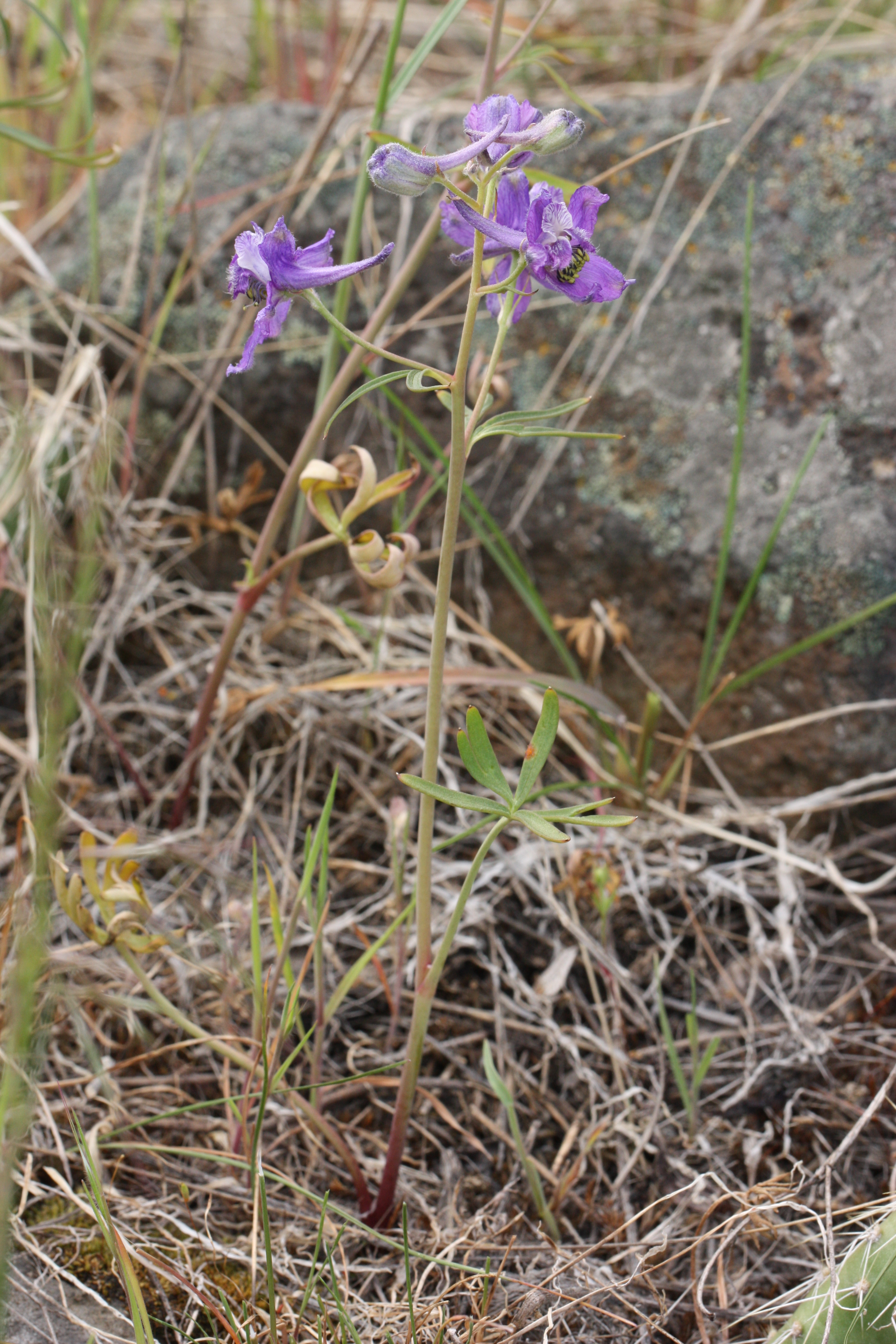
Delphinium nuttallianum

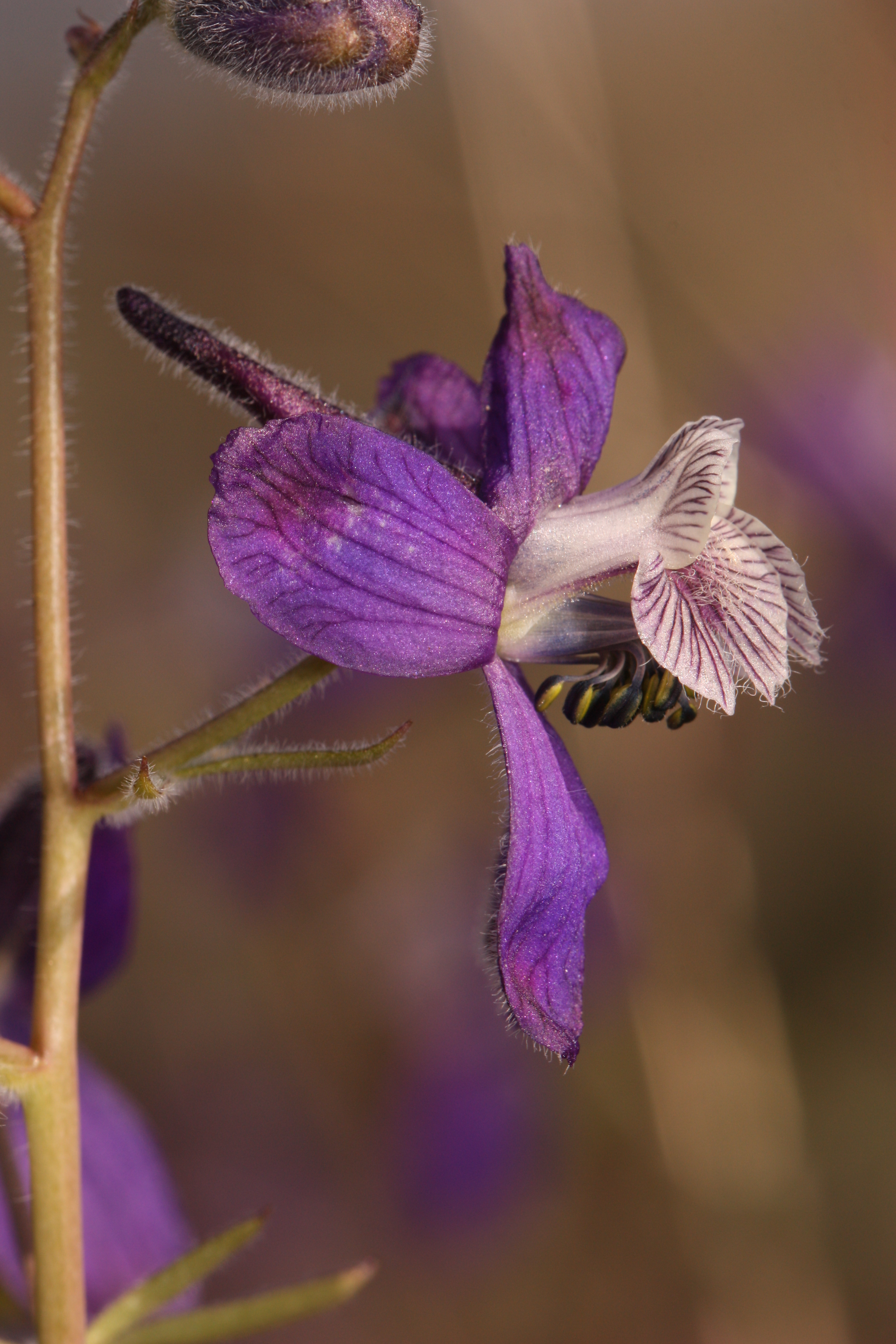
Gestielte, zygomorphen Blüte im Detail von Delphinium nuttallianum

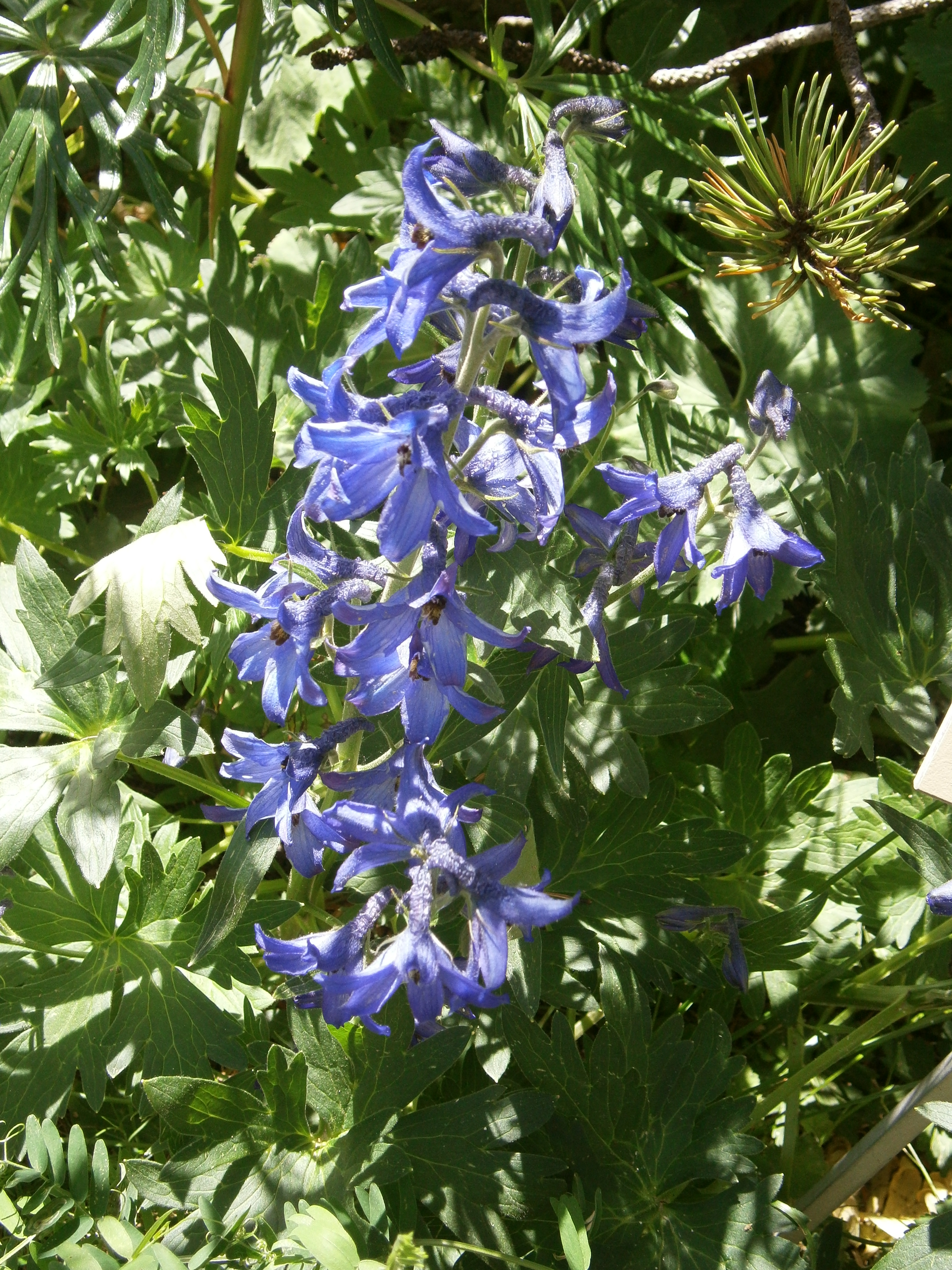
Karpaten-Rittersporn (Delphinium oxysepalum)

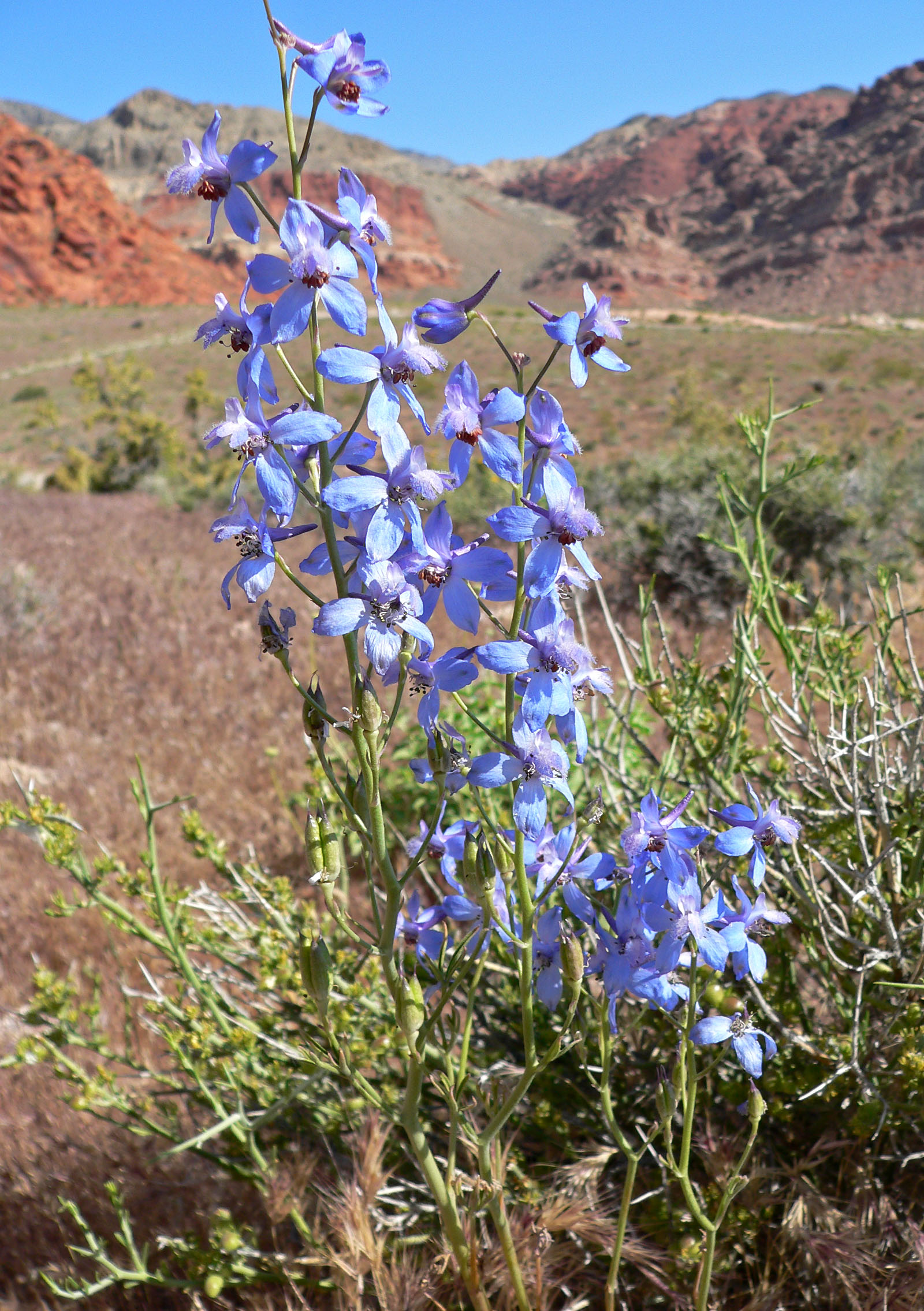
Blütenstände von Delphinium parishii im Habitat

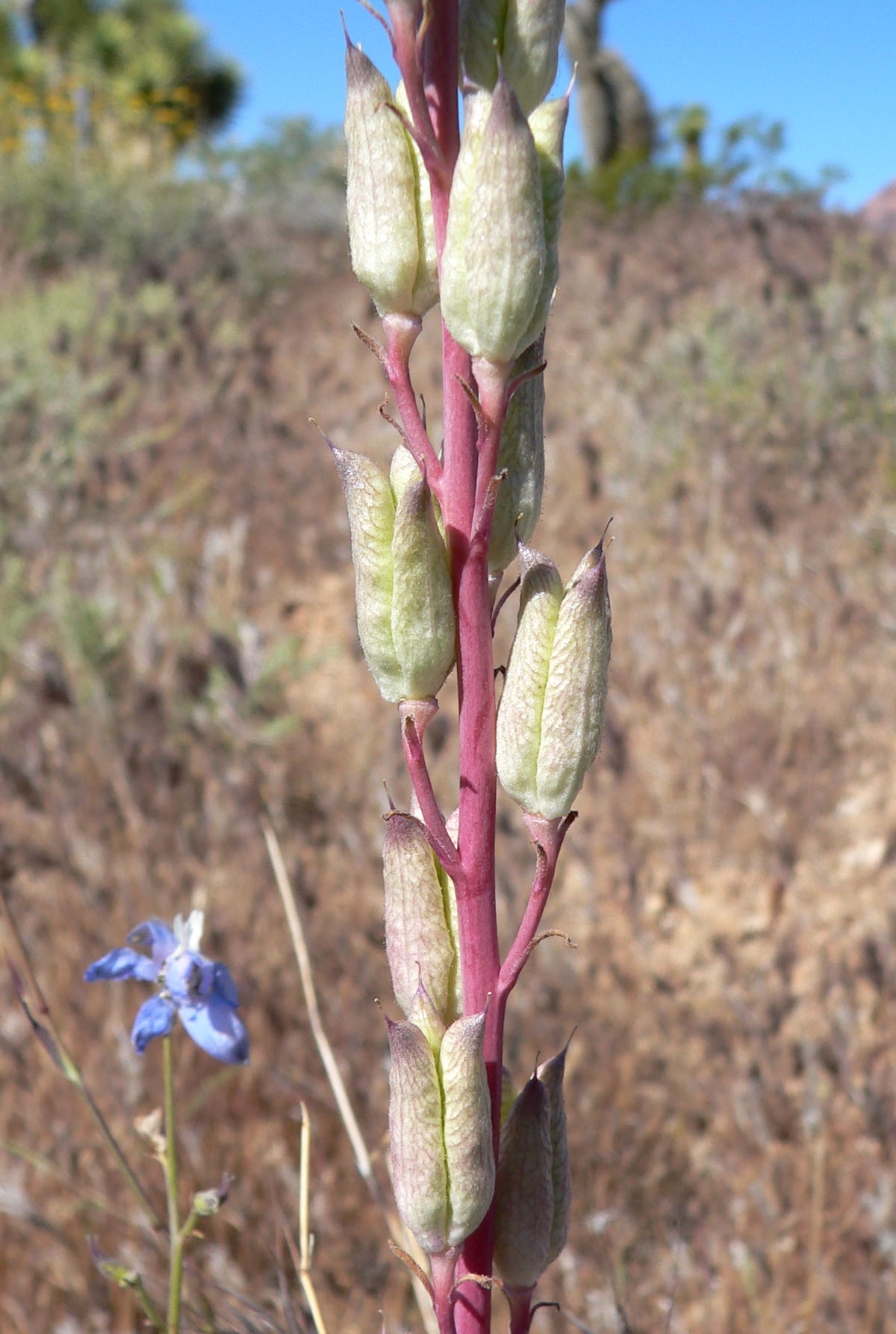
Balgfrüchte von Delphinium parishii im Habitat

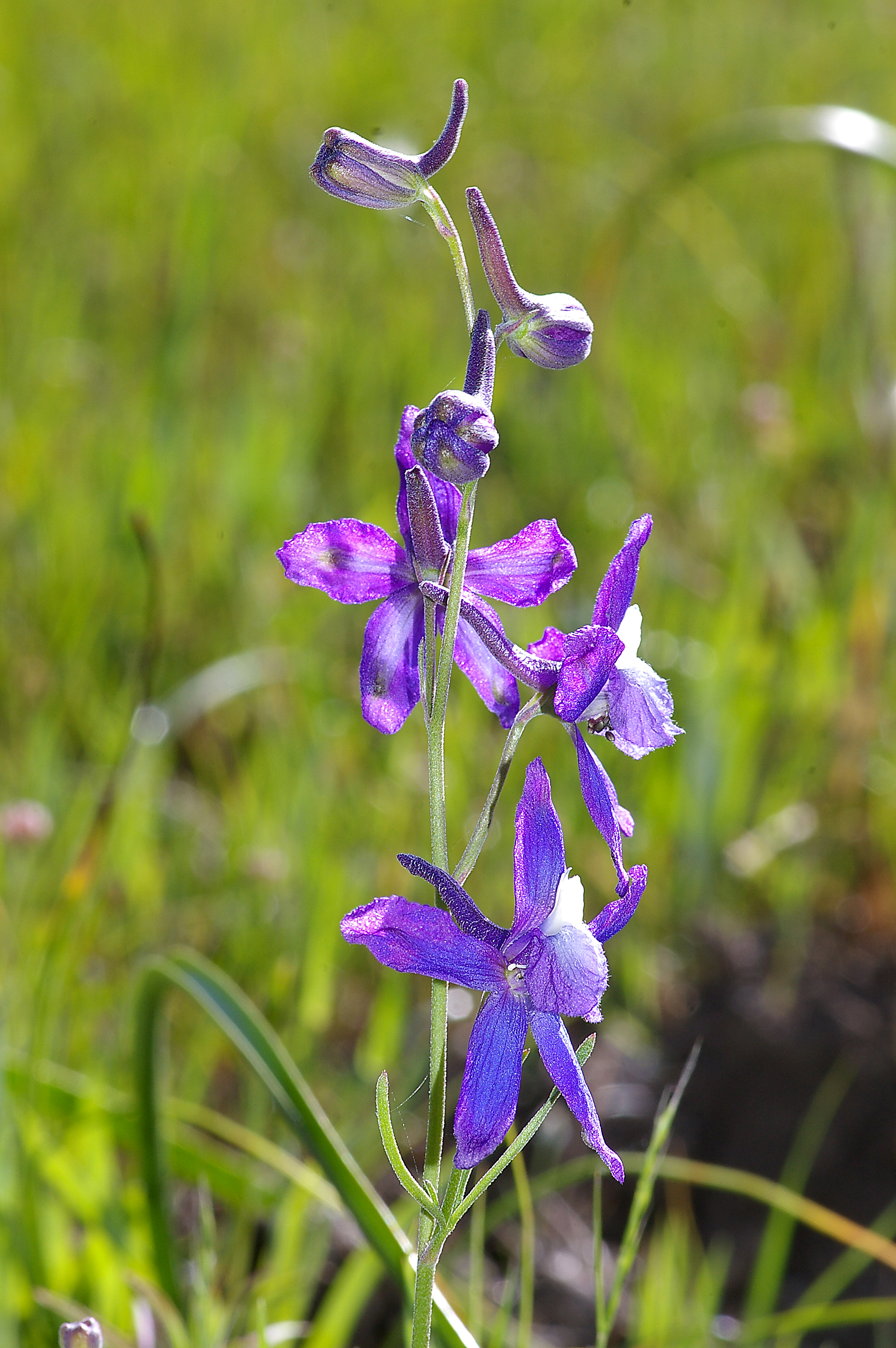
Blütenstand mit zygomorphen Blüten von Delphinium parryi

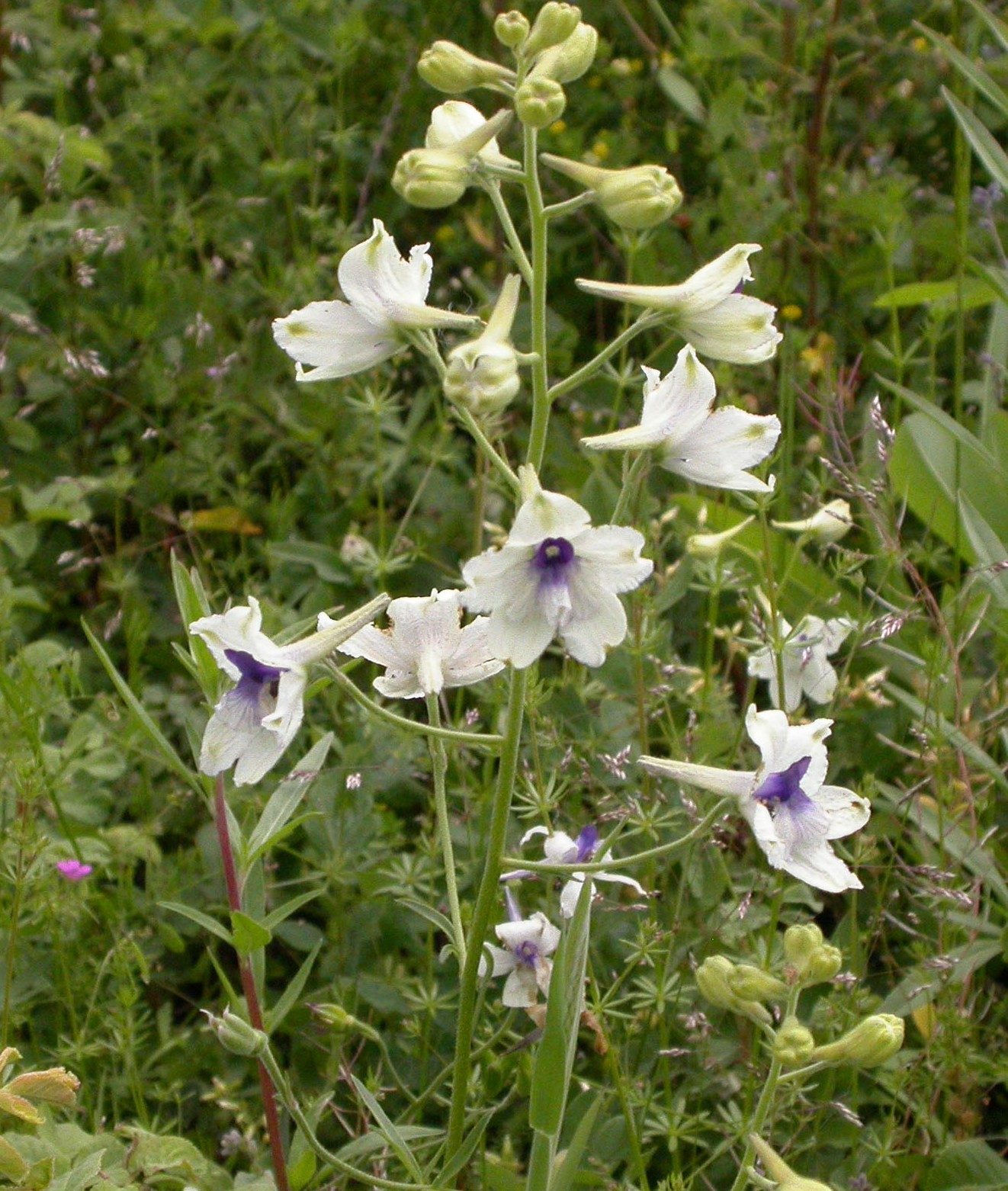
Blütenstand mit zygomorphen Blüten von Delphinium pavonaceum

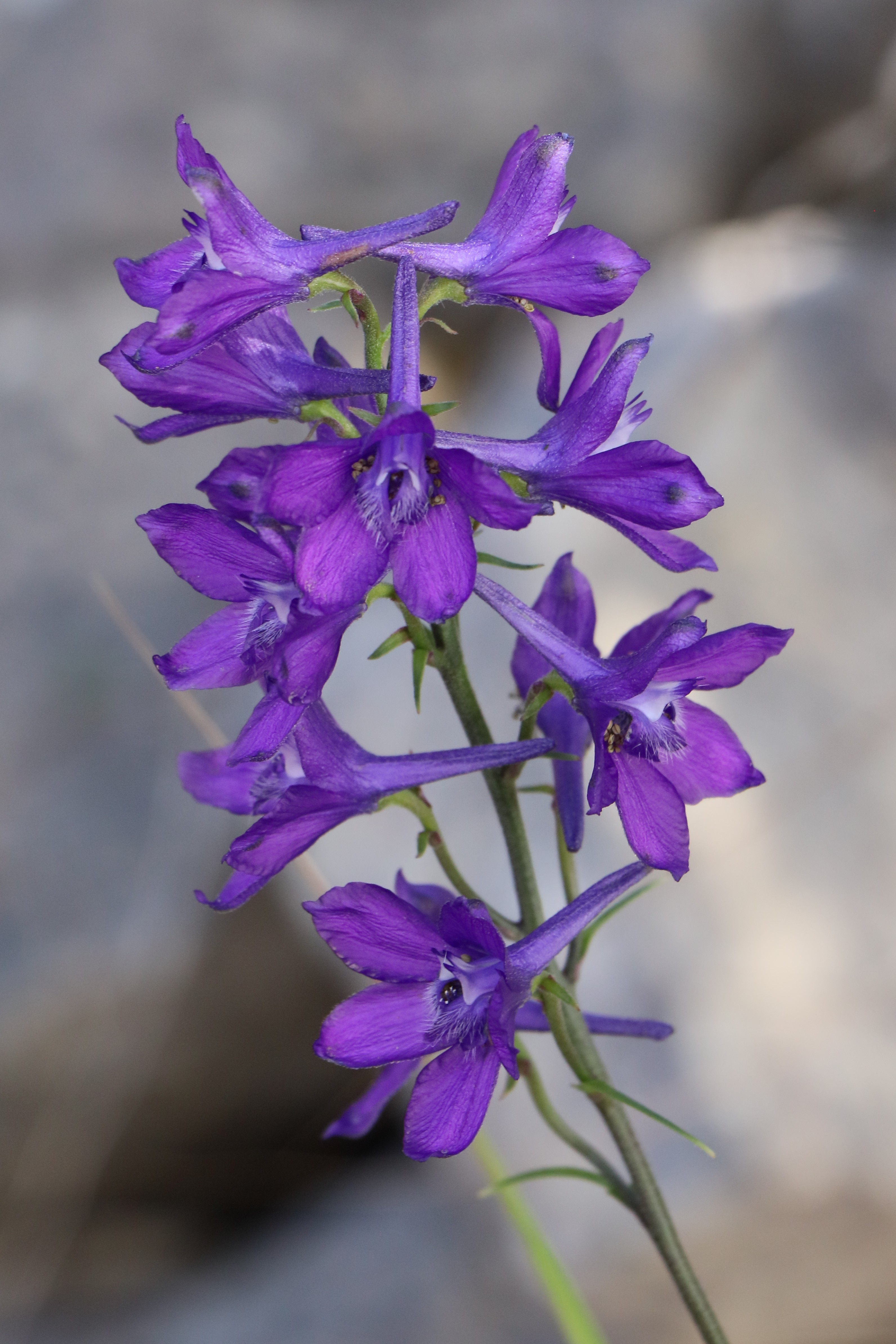
Blütenstand mit zygomorphen Blüten von Delphinium pentagynum

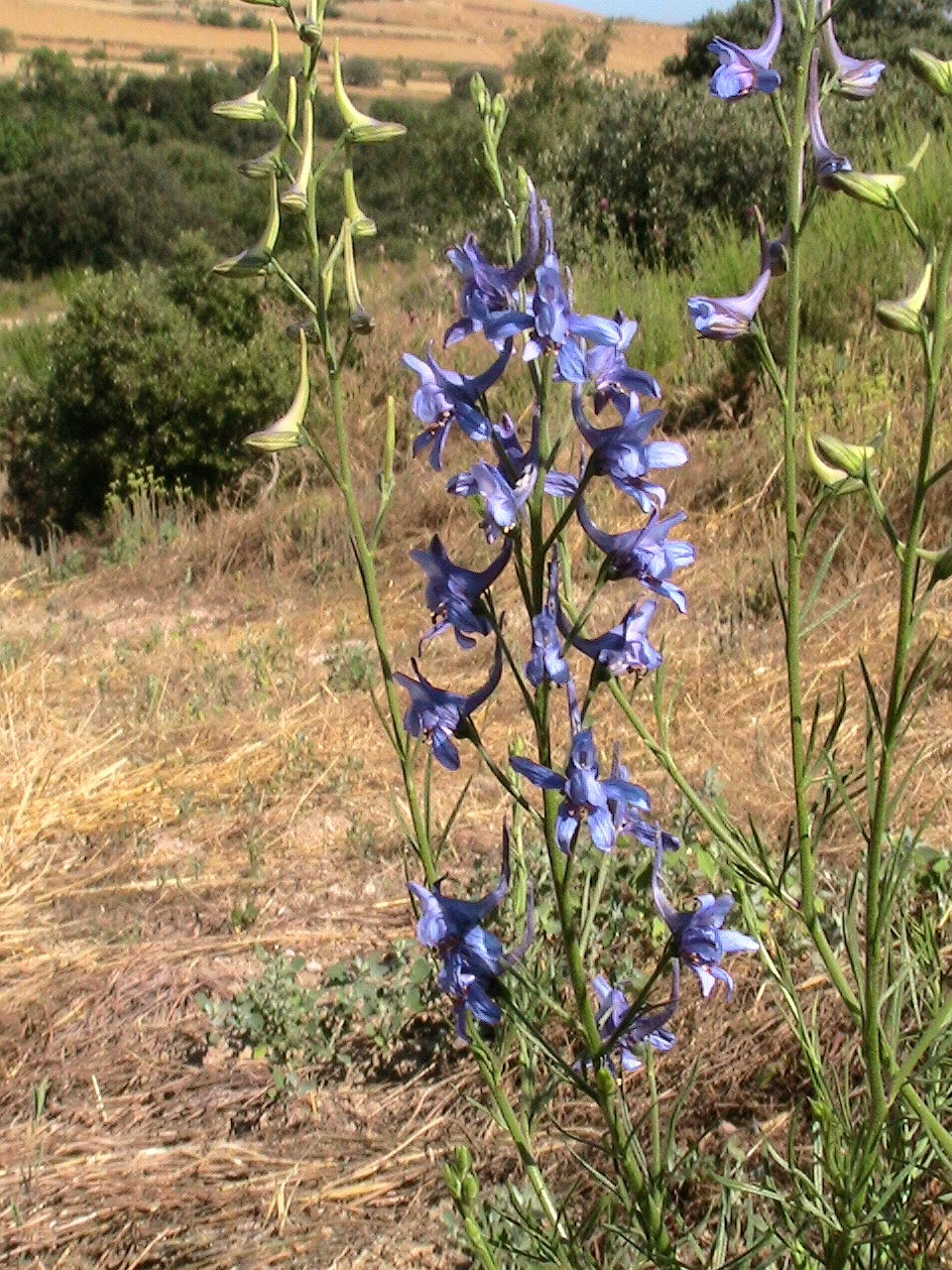
Blütenstände mit zygomorphen Blüten von Delphinium peregrinum

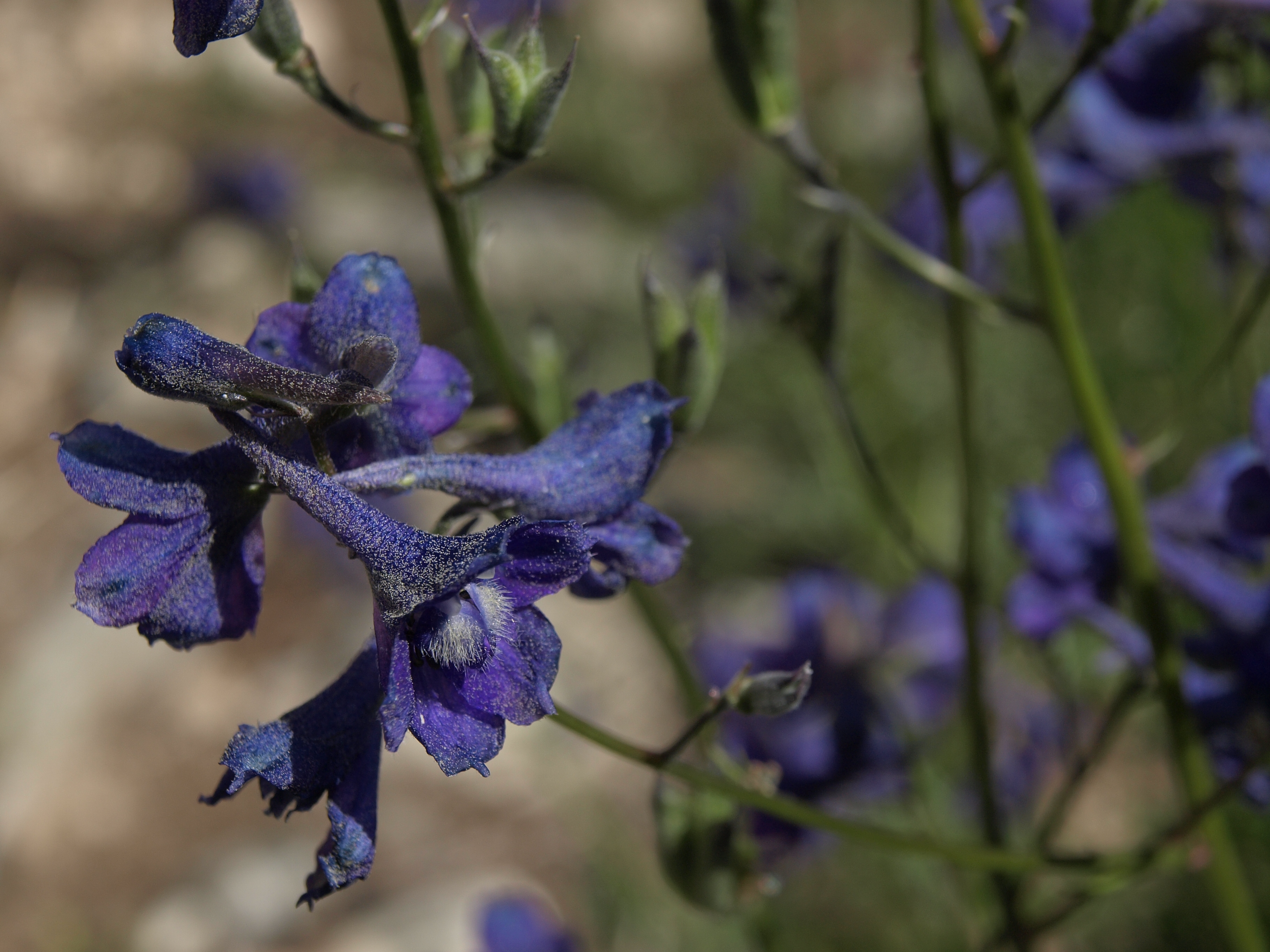
Zygomorphe Blüten von Delphinium polycladon

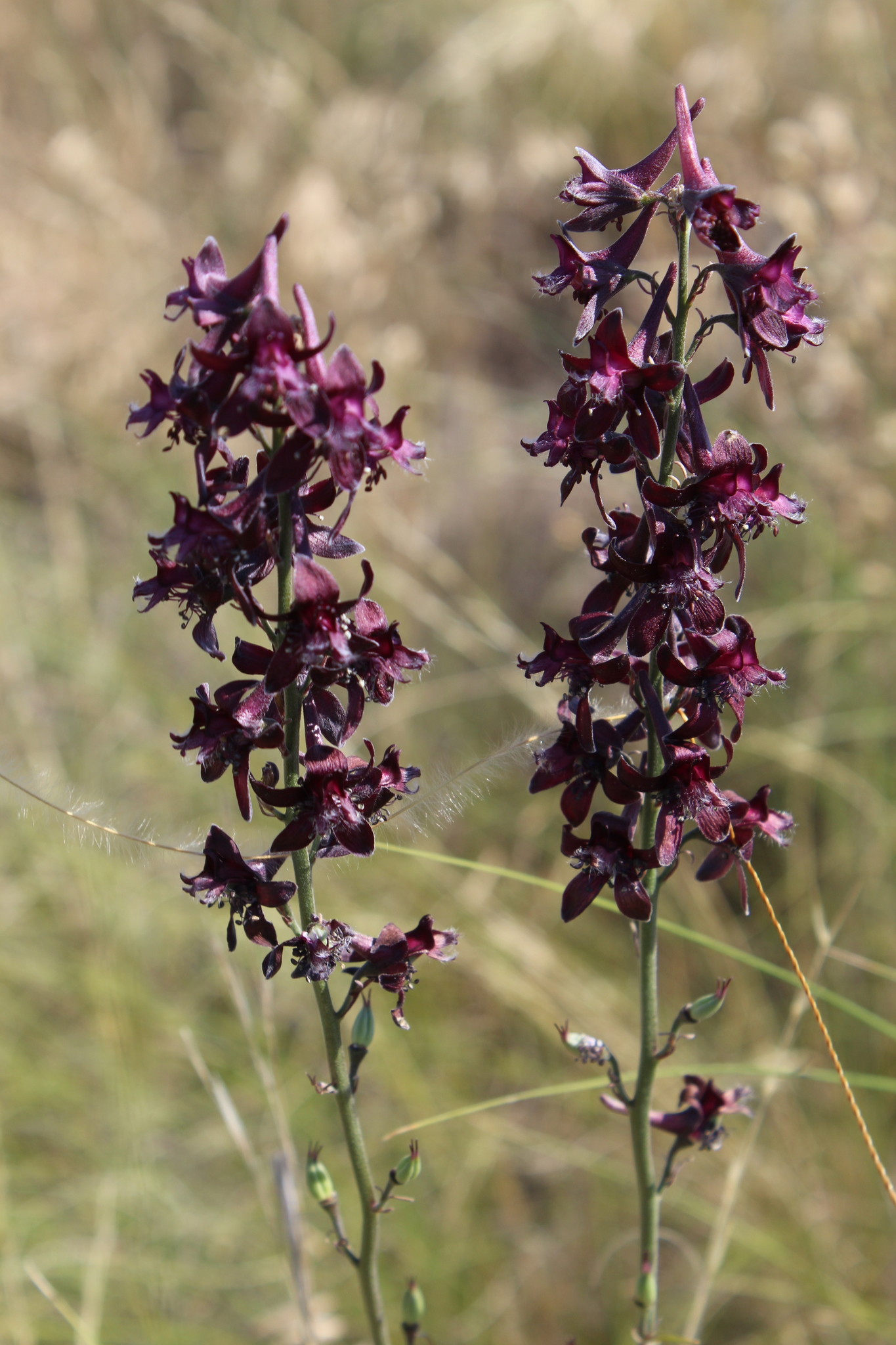
Blütenstände mit zygomorphen Blüten von Delphinium puniceum

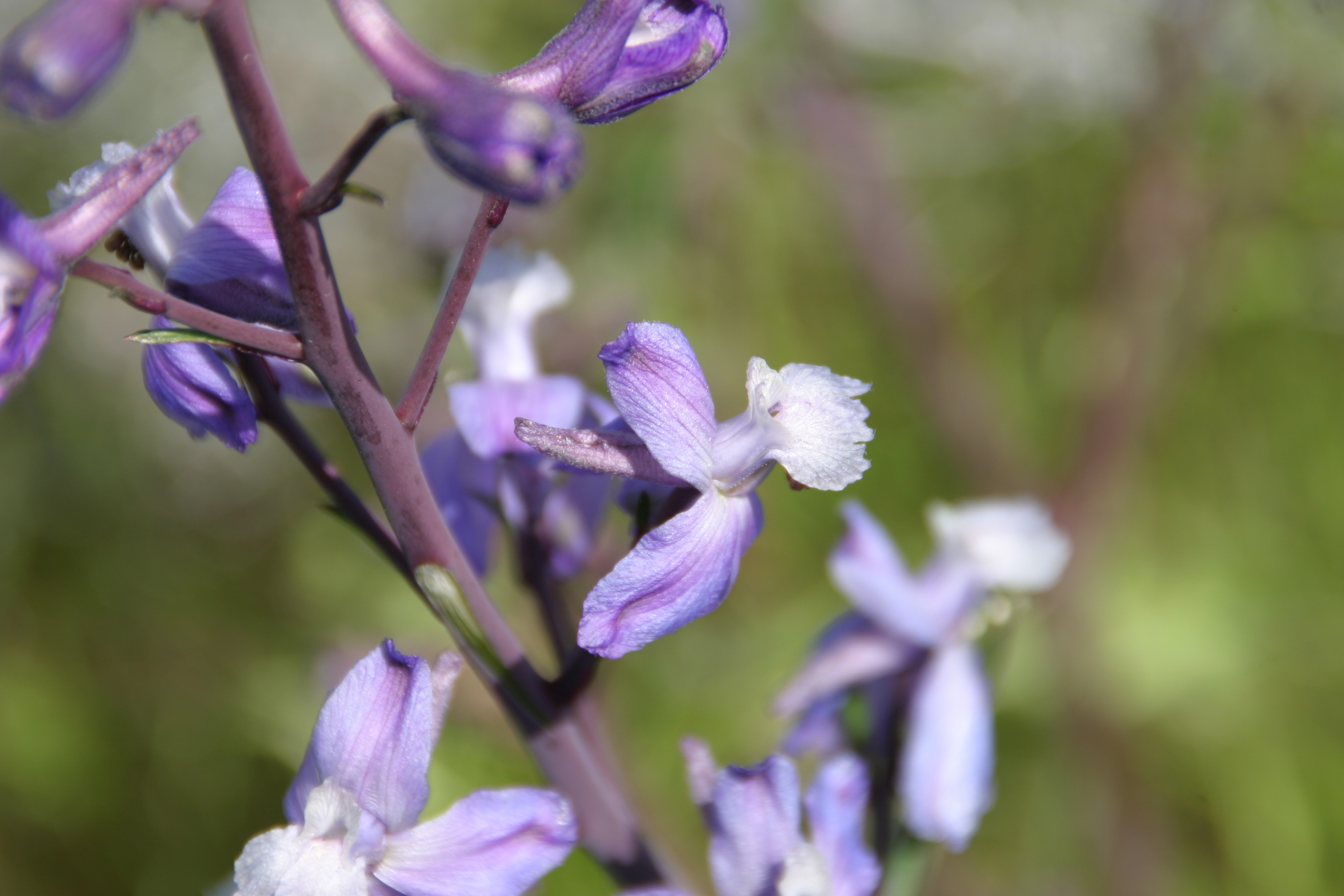
Zygomorphe Blüte von Delphinium recurvatum

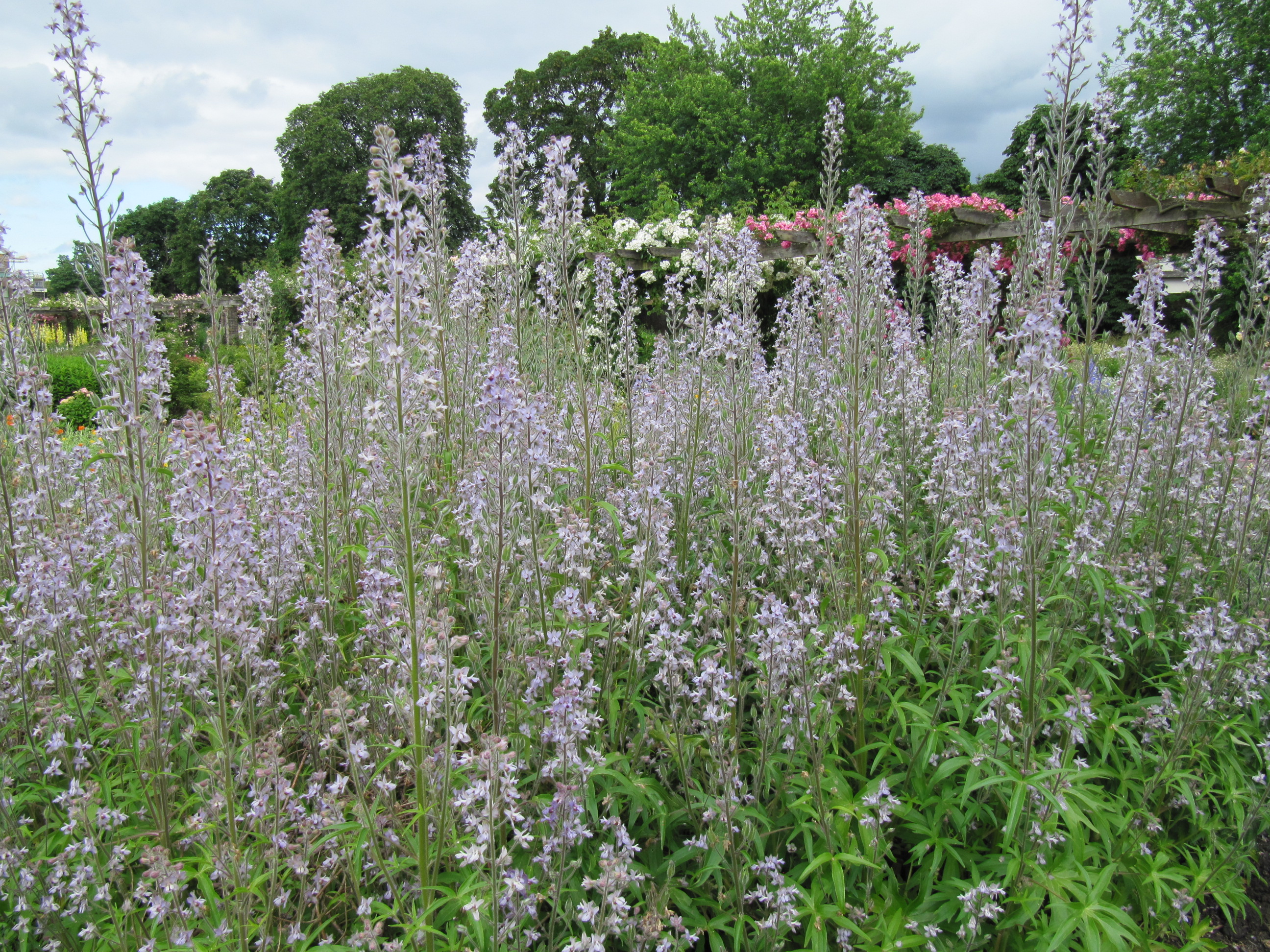
Delphinium requienii

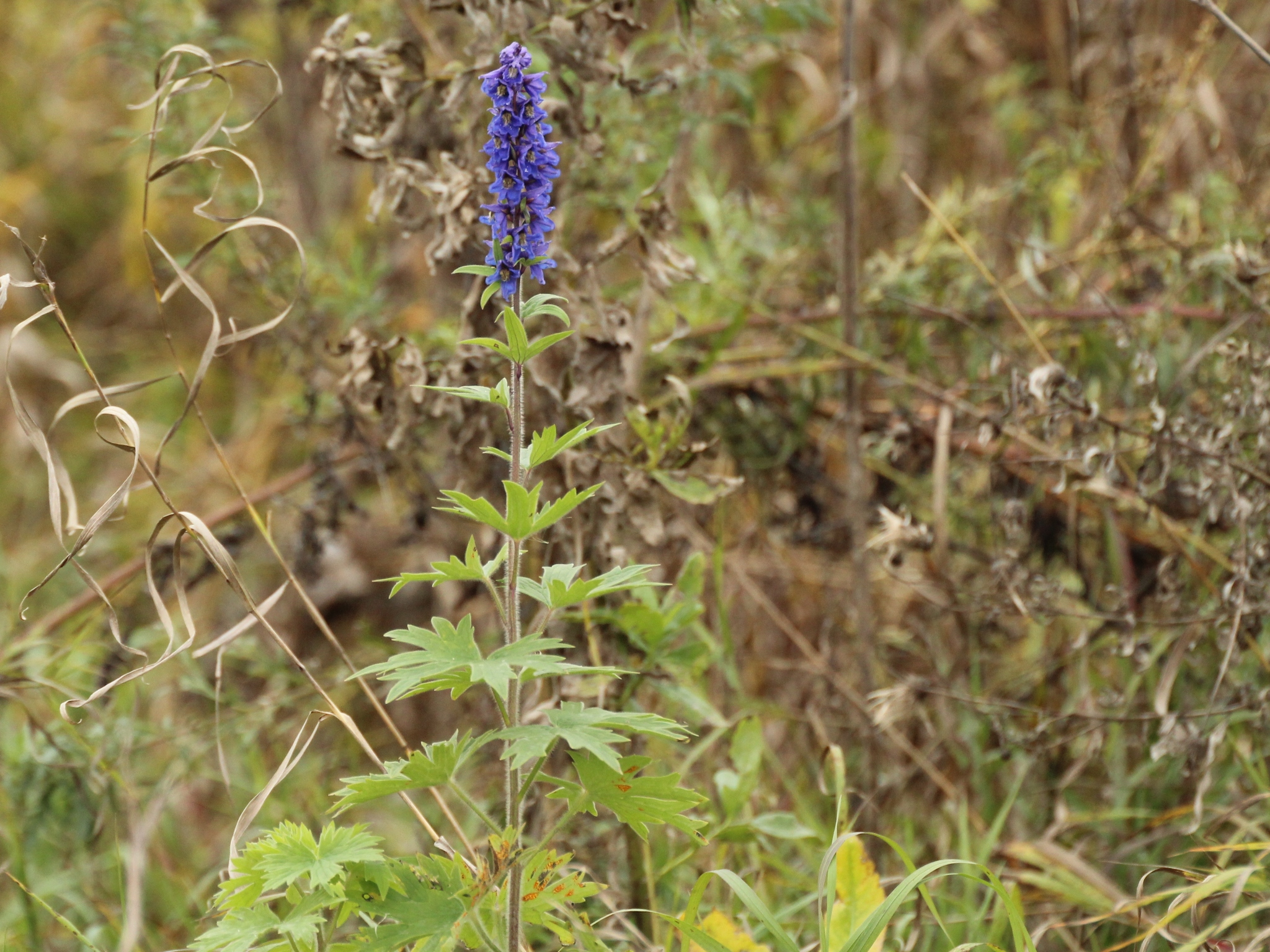
Delphinium retropilosum

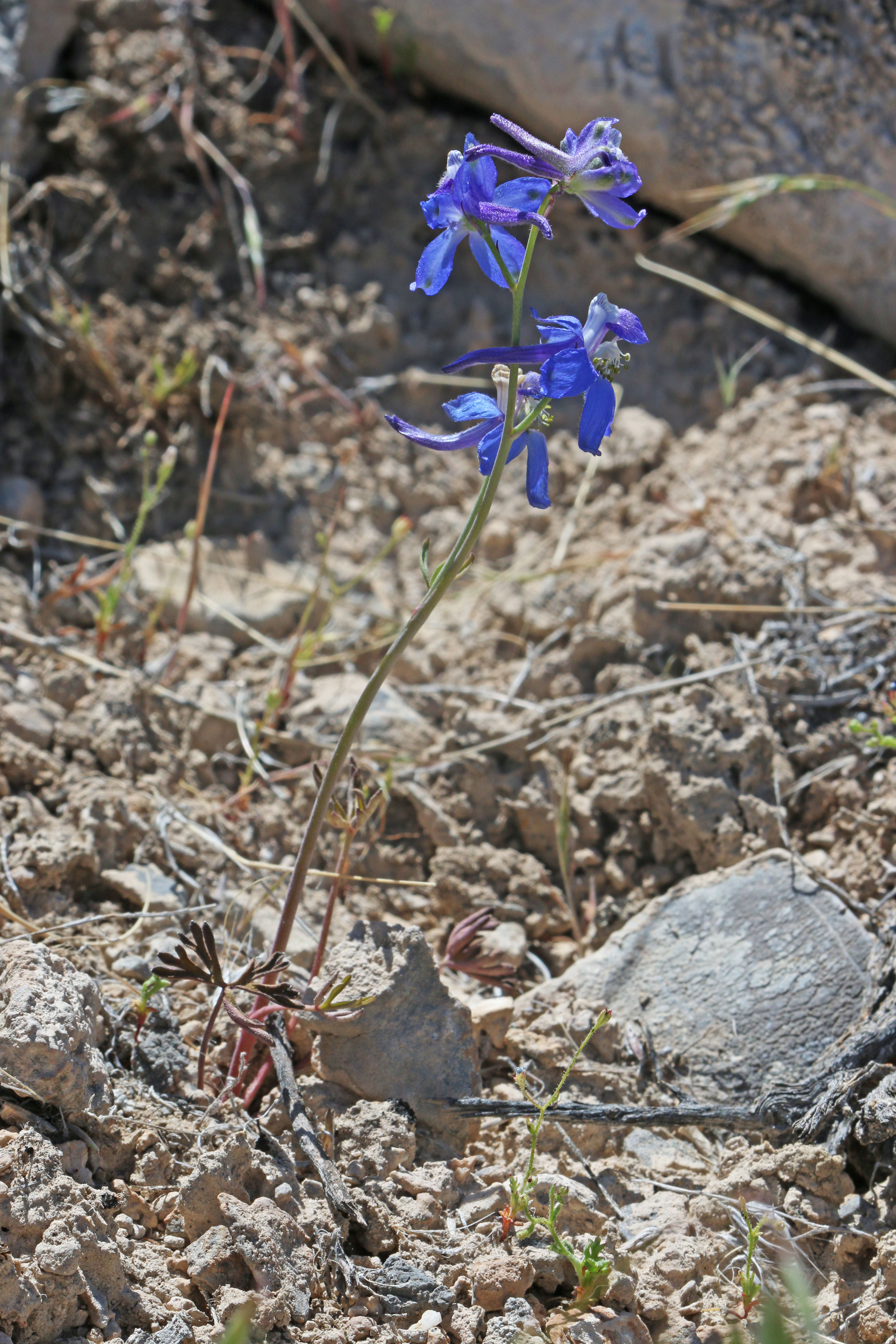
Delphinium scaposum im Habitat

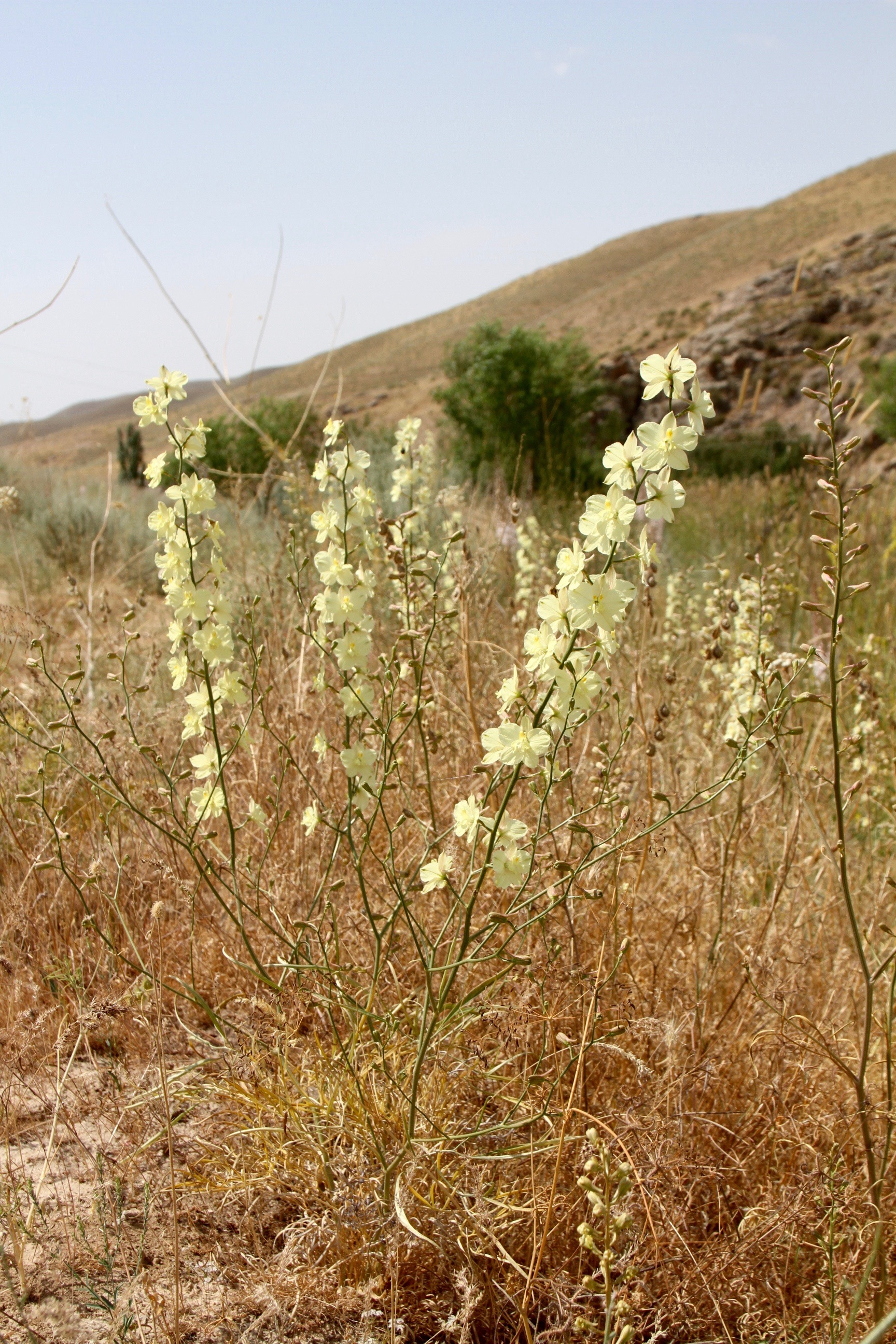
Delphinium semibarbatum im Habitat

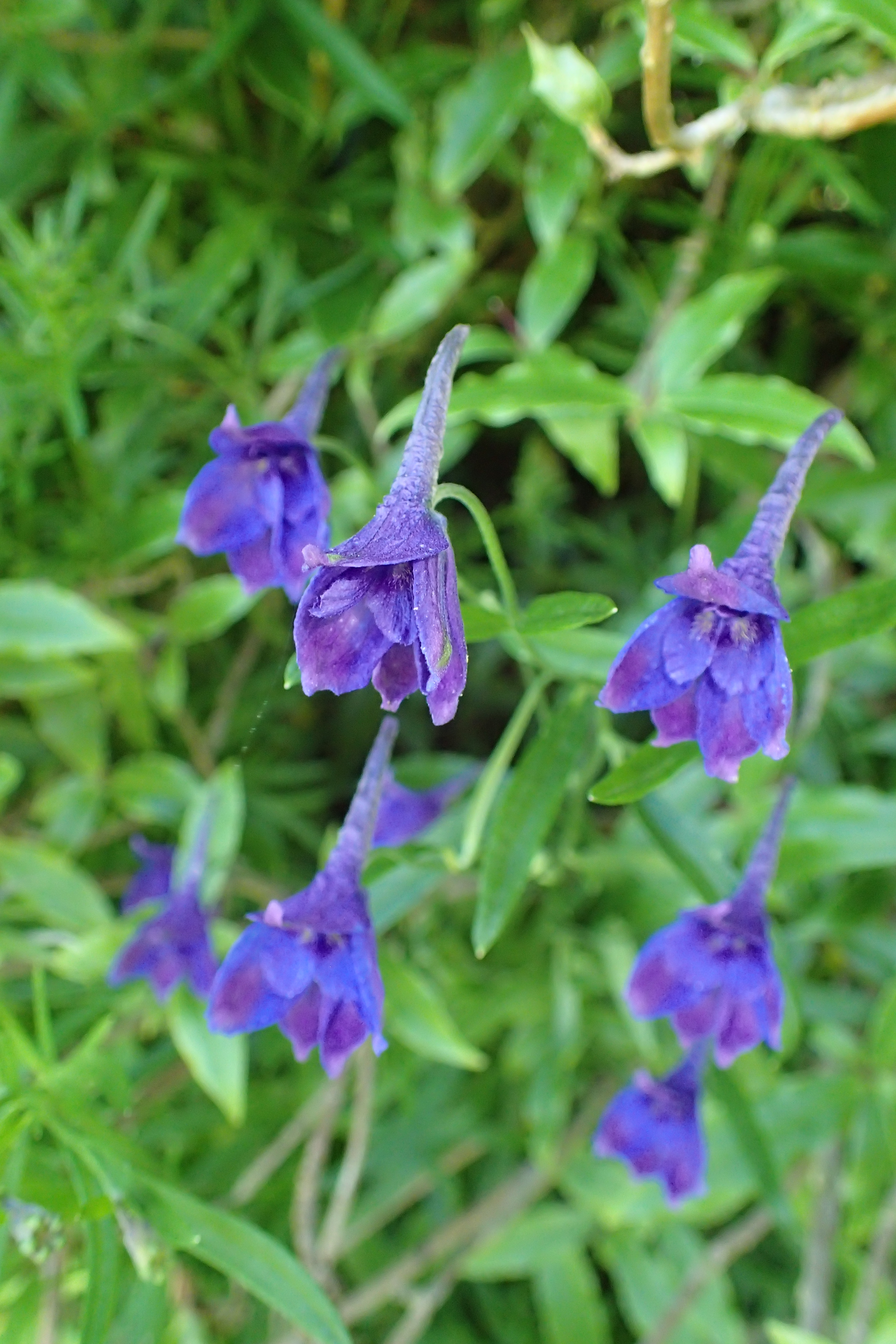
Zygomorphe Blüten von Delphinium tatsienense

## Systematik, botanische Geschichte und Verbreitung

### Botanische Geschichte
Der erste Nachweis des Namens ‘Delphinium’ wurde in Dioskorides Werk De Materia Medica gefunden. Von diesem Werk hat man Kenntnis durch arabische, griechische und lateinische Übersetzungen. Dort wurde dieser Name für Pflanzen mit langen, dünnen, fiederteiligen Laubblättern verwendet, die aussehen wie Delfine, schon dort wurde das altgriechische Wort δελφίνιον delphinion verwendet. Das erstaunt, weil schon zu der Zeit vegetative und generative Merkmale separat beschrieben wurden. Jüngere Übersetzungen schreiben die Ähnlichkeiten der Blüten mit Delfinen zu.
Im 16. Jahrhundert wurde „Rittersporn“ in der deutschsprachigen Literatur verwendet, es bezog sich auf Consolida-Arten, die ja seit 2011/2012 auch in Delphinium enthalten sind. Im 17. Jahrhundert wurde über Delphinium geschrieben, es waren meist auch Consolida-Arten.
In der wissenschaftlich gültigen Erstveröffentlichung von Delphinium durch Carl von Linné waren sechs Arten gelistet: Delphinium consolida L., Delphinium ajacis L., Delphinium peregrinum L., Delphinium grandiflorum L., Delphinium elatum L., Delphinium staphisagria L. Linné legte keine Typusart fest, dies führte im 20. Jahrhundert zu taxonomischen Kontroversen. 1818 erstellte de Candolle eine infragenerische Klassification für Delphinium L. in der diese Gattung in vier Sektionen gegliedert wurde; eine davon war sect. Consolida DC. Drei Jahre später bekam durch Gray 1821 diese Sektion den Rang einer Gattung Consolida (Brunfels) Gray. Dagegen blieb Spach 1839 bei dem größeren Umfang der Gattung Delphinium L.. Aber Spach 1839 stellte Delphinium aconitii L. in eine neue monospezifische Gattung Aconitella Spach. Huth gliederte 1895 die Gattung Delphinium L. in die zwei Untergattungen: subg. Consolida (DC.) Gray und subg. Eudelphinium Huth.
Bisher gab er drei Versuche einer Typifikation Delphinium L.: Zuerst wurde im American Code, durch Britton und Brown 1913 die Art die als erstes im Protolog gelistet ist Delphinium consolida L. mit dem Typusmaterial LINN 694.1, Fig. 1A ausgewählt. Aber 1914 verwendete Nieuwland als neuen Lectotypus das Typusmaterial von Delphinium peregrinum L. Durch die Aufteilung der Gattung Delphinium s l. war für Gattung Delphinium s str. ein neuer Lectotypus erforderlich und Warnock 1993 entschied Typusmaterial von Delphinium elatum L. zu verwenden. Da der Umfang der Gattung seit 2011/2012 wieder größer wurde scheint 2021 die Typifikation noch nicht abschließend geklärt zu sein.
Morphologische Untersuchungen in der zweiten Hälfte des 20. Jahrhunderts führten zu unterschiedlichen Gliederungen der Gattung Delphinium und unterschiedlichen Umfang der Gattungen innerhalb der Tribus Delphinieae. Molekulargenetische Untersuchungen führen zu Veränderungen von Umfang der Subtaxa der Tribus Delphinieae.

### Taxonomie
Die Gattung Delphinium wurde 1753 durch Carl von Linné in Species Plantarum, Tomus I, S. 530 aufgestellt. Der botanische Gattungsname Delphinium leitet sich her vom griechischen delphínion für „Delphinpflanze“, denn die Knospe der Blüte soll einem Delphin ähnlich sehen. Synonyme für Delphinium L. (Stand 2012) sind: Aconitella Spach, Aconitopsis Kem.-Nath., Calcatrippa Heist., Ceratostanthus Schur, Chienia W.T.Wang, Consolida Gray, Delphidium Raf., Delphinastrum Spach, Diedropetala Galushko, Phledinium Spach, Phtirium Raf., Plectrornis Raf. ex Lunell, Pseudodelphinium H.Duman, Vural, Aytaç & Adigüzel, Staphysagria Spach.

### Äußere Systematik ab 2011
In der Tribus Delphinieae gibt es bei Jabbour und Renner 2012 drei Gattungen: Staphisagria Hill (drei Arten), Aconitum (etwa 300 Arten) und Delphinium (etwa 350 Arten). Der Umfang der Gattungen der Tribus Delphinieae wird im 21. Jahrhundert kontrovers diskutiert.

### Innere Systematik ab 2011
Die Rittersporne (Delphinium) sind den Feldritterspornen (Consolida) ähnlich und mit ihnen nahe verwandt. Vor allem in der älteren Literatur werden die Consolida auch in die Gattung Delphinium eingeordnet. Neueste molekulargenetische Ergebnisse zeigen, dass Consolida (inklusive Aconitella) in den phylogenetischen Baum von Delphinium eingebettet ist. Es ist noch offen, ob Consolida deshalb in Delphinium eingegliedert werden müssen oder ob Delphinium in mehrere kleinere Gattungen aufgeteilt wird. Die Angelegenheit wird dadurch verkompliziert, dass in dieser Veröffentlichung Delphinium auch in Hinblick auf die Gattung Eisenhut (Aconitum) paraphyletisch erscheint. Weil aber eurasiatische ausdauernde Rittersporne in der Studie nur in sehr geringer Zahl untersucht worden sind, sind die Ergebnisse in dieser Beziehung nur als vorläufig zu betrachten. Die Verwandtschaftsverhältnisse nach dieser Arbeit Jabbour und Renner 2011 werden noch durch das folgende Kladogramm dargestellt (das ändert sich schon wenige Monate später):
|  | \| \| Consolida (inkl. Aconitella) \| \| \| \| \| \| Delphinium subgen. Delphinastrum + subgen. Oligophyllon \| \| \| \| |
|  | |
|  | Delphinium subgen. Delphinium                                                                                            |
|  | |
|  | Consolida (inkl. Aconitella)                                                                                             |
|  | |
|  | Delphinium subgen. Delphinastrum + subgen. Oligophyllon                                                                  |
|  | |

|  | Consolida (inkl. Aconitella)                            |
|  |                                                         |
|  | Delphinium subgen. Delphinastrum + subgen. Oligophyllon |
|  |                                                         |

|  | \| \| Consolida (inkl. Aconitella) \| \| \| \| \| \| Delphinium subgen. Delphinastrum + subgen. Oligophyllon \| \| \| \| |
|  | |
|  | Delphinium subgen. Delphinium                                                                                            |
|  | |
|  | Consolida (inkl. Aconitella)                                                                                             |
|  | |
|  | Delphinium subgen. Delphinastrum + subgen. Oligophyllon                                                                  |
|  | |

|  | Consolida (inkl. Aconitella)                            |
|  |                                                         |
|  | Delphinium subgen. Delphinastrum + subgen. Oligophyllon |
|  |                                                         |

|  | \| \| Consolida (inkl. Aconitella) \| \| \| \| \| \| Delphinium subgen. Delphinastrum + subgen. Oligophyllon \| \| \| \| |
|  | |
|  | Delphinium subgen. Delphinium                                                                                            |
|  | |
|  | Consolida (inkl. Aconitella)                                                                                             |
|  | |
|  | Delphinium subgen. Delphinastrum + subgen. Oligophyllon                                                                  |
|  | |

|  | Consolida (inkl. Aconitella)                            |
|  |                                                         |
|  | Delphinium subgen. Delphinastrum + subgen. Oligophyllon |
|  |                                                         |

|  | \| \| Consolida (inkl. Aconitella) \| \| \| \| \| \| Delphinium subgen. Delphinastrum + subgen. Oligophyllon \| \| \| \| |
|  | |
|  | Delphinium subgen. Delphinium                                                                                            |
|  | |
|  | Consolida (inkl. Aconitella)                                                                                             |
|  | |
|  | Delphinium subgen. Delphinastrum + subgen. Oligophyllon                                                                  |
|  | |

|  | Consolida (inkl. Aconitella)                            |
|  |                                                         |
|  | Delphinium subgen. Delphinastrum + subgen. Oligophyllon |
|  |                                                         |

Die je nach Stand der Wissenschaft 300 bis über 500 Delphinium-Arten sind hauptsächlich in den gemäßigten Gebieten Eurasiens und Nordamerikas (Holarktis) verbreitet. Außerdem kommen wenige Arten in den Gebirgsregionen Zentralafrikas vor. Allein in China kommen 173 Arten vor, davon 150 nur dort. 61 Arten sind in Nordamerika beheimatet.
Zur Untergattung Delphinium subgen. Delphinium gehören etwa 250 Arten.
Zur Untergattung Delphinium subgen. Lycoctonum gehören etwa 50 Arten.

### Arten und ihre Verbreitung
Arten und ihre Verbreitung (Auswahl):
- Delphinium aconiti L. (Syn.: Aconitella aconiti (L.) Soják, Aconitella delphinioides Spach, Aconitopsis aconiti (L.) Kem.-Nath., Aconitum monogynum Forssk., Consolida aconiti (L.) Lindl.): Sie kommt in der europäischen und asiatischen Türkei vor.[16]
- Delphinium acutidentatum (W.T.Wang) N.I.Malyutin
- Delphinium aemulans Nevski: Sie kommt in Kasachstan und im nordwestlichen Xinjiang vor.[12]
- Delphinium afghanicum Rech. f. (Syn.: Delphinium aktoense W.T.Wang,[12] Delphinium kaschgaricum ChangY.Yang & B.Wang,[12] Delphinium kunlunshanicum ChangY.Yang & B.Wang,[12] Delphinium wuqiaense W.T.Wang,[12] Delphinium zhangii W.T.Wang[12]): 2019 wurden fünf Namen als Synonyme zu dieser Art gestellt. Sie kommt nur im Gebiet des östlichen Pamir und westlichen Kunlun Shan im westlichen Xinjiang vor.[17]
- Garten-Feldrittersporn (Delphinium ajacis L., Syn.: Ceratostanthus ajacis (L.) Schur, Consolida ajacis (L.) Schur, Consolida orientalis Schrödinger, Delphinium addendum W.R.McNab, Delphinium ambiguum Mill. non L., Delphinium azureum Newb., Delphinium candelabrum Lebas, Delphinium orientale J.Gay ex Gren. & Godr., Delphinium ornatum C.D.Bouché, Delphinium pauciflorum D.Don, Delphinium simplex Salisb.)[11][10]
- Delphinium alabamicum Kral: Diese gefährdete Art gedeiht in Höhenlagen von 100 bis 300 Metern im US-Bundesstaat Alabama und es ist in Georgia nur ein Fundort bekannt, der nicht gesichert ursprünglich ist.[13]
- Delphinium albocoeruleum Maxim.: Es gibt etwa zwei Varietäten:[12]
  - Delphinium albocoeruleum Maxim. var. albocoeruleum: Sie gedeiht in Juniperus-Wäldern und an Grashängen in Höhenlagen von 3600 bis 4900 Metern im nordöstlichen Tibet und in den chinesischen Provinzen Gansu, östliches Qinghai sowie nordwestliches Sichuan.[12]
  - Delphinium albocoeruleum var. przewalskii (Huth) W.T.Wang: Dieser Endemit gedeiht an Hängen in Höhenlagen von 1500 bis 2000 Metern nur im Helan Shan im nördlichen Ningxia.[12]
- Delphinium albomarginatum O.A.Simonova
- Delphinium alpestre Rydb.: Diese gefährdete Art gedeiht in Höhenlagen von selten 3400, meist 3800 Metern und darüber in den US-Bundesstaaten Colorado sowie New Mexico.[13]
- Delphinium altaicum Nevski
- Delphinium altissimum Wallich: Sie kommt im nordöstlichen Indien, in Bhutan, in Nepal und im südlichen Tibet vor.[12]
- Delphinium andersonii A.Gray: Sie gedeiht in Höhenlagen von 1300 bis 2000 Metern in den US-Bundesstaaten Oregon, Montana, Utah, Idaho, Nevada sowie Kalifornien.[13]
- Delphinium andesicola Ewan: Sie gedeiht in Höhenlagen von 2200 bis 3200 Metern in den Chiricahua-, Huachuca-, Graham-Bergen sowie den White Mountains nur in Arizona.[13]
- Delphinium angustipaniculatum W.T.Wang: Sie kommt nur im südlichen Gansu vor.[12]
- Delphinium angustirhombicum W.T.Wang: Sie kommt nur im nordwestlichen Yunnan vor.[12]
- Delphinium anthoroideum Boiss. (Syn.: Aconitella anthoroidea (Boiss.) Soják, Aconitopsis anthoroidea (Boiss.) Kem.-Nath. Consolida anthoroidea (Boiss.) Schrödinger, Delphinium acutilobum Turrill)
- Delphinium anthriscifolium Hance: Sie kommt in etwa drei Varietäten in China und im nördlichen Vietnam vor.[12]
- Delphinium antoninum Eastw.: Diese gefährdete Art gedeiht in Höhenlagen von 1100 bis 2700 Metern nur in Kalifornien.[13]
- Delphinium araraticum (N.Busch) Grossh.: Sie kommt in Kleinasien vor.
- Delphinium arcuatum N.Busch
- Delphinium autumnale Hand.-Mazz.: Sie gedeiht in Höhenlagen von 3600 bis 3900 Metern im südwestlichen Sichuan und nordwestlichen Yunnan.[12]
- Delphinium bakeri Ewan: Sie kommt in Kalifornien vor.[13]
- Delphinium balcanicum Pawl.: Sie kommt auf der Balkanhalbinsel vor.[16]
- Delphinium barbeyi (Huth) Huth: Sie gedeiht in Höhenlagen von 2500 bis 4100 Metern in den US-Bundesstaaten Wyoming, Utah, Colorado, New Mexico und Arizona.[13]
- Delphinium barlykense Lomon. & Khanm.
- Delphinium basalticum Warnock: Diese gefährdete Art gedeiht in Höhenlagen von 200 bis 500 Metern in den westlichen US-Bundesstaaten Oregon und Washington.[13]
- Delphinium batalinii Huth
- Delphinium batangense Finet & Gagnepain: Sie gedeiht in Höhenlagen von 3400 bis 4200 Metern im südwestlichen Sichuan sowie nordwestlichen Yunnan.[12]
- Delphinium beesianum W.W.Smith: Sie kommt in drei Varietäten im östlichen Tibet, westlichen Sichuan und nordwestlichen Yunnan in Höhenlagen von 3500 bis 4800 Metern vor.[12]
- Niederer Rittersporn (Delphinium bicolor Nutt.): Es gibt zwei Unterarten:[13]
  - Delphinium bicolor Nutt. subsp. bicolor (Syn.: Delphinium bicolor var. montanense Rydb., Delphinium helleri Rydb., Delphinium nuttallianum var. pilosum C.L.Hitchc.): Sie gedeiht in Höhenlagen von 600 bis 3100 Metern im westlichen Nordamerika in den kanadischen Provinzen südliches Saskatchewan, südliches Alberta, südliches British Columbia und in den US-Bundesstaaten westliches North Dakota, westliches South Dakota, Idaho, Montana, nordwestliches Washington, nordwestliches Wyoming.[13][14]
  - Delphinium bicolor subsp. calcicola M.J.Warnock & Vanderhorst (Delphinium bicolor var. typicum Huth): Sie gedeiht über Kalkstein in Höhenlagen von 1300 bis 2100 Metern nur in Montana.[13]
- Delphinium biternatum Huth: Sie kommt im westlichen Xinjiang, in Kasachstan und Kirgisistan vor.[12]
- Delphinium bolosii C.Blanché & Molero: Dieser Endemit kommt nur in Nordostspanien vor.
- Delphinium brachycentrum Ledeb.: Sie kommt in Ostasien, Alaska und Yukon vor.[13]
- Delphinium bracteosum Sommier & Levier
- Delphinium brevisepalum W.T.Wang: Sie kommt nur im nordwestlichen Yunnan vor.[12]
- Himalaja-Rittersporn[18] (Delphinium brunonianum Royle): Er kommt in Afghanistan, Nordpakistan, Kaschmir, Tibet sowie Nepal vor.
- Delphinium bucharicum Popov
- Delphinium bulleyanum Forrest ex Diels: Sie gedeiht in Höhenlagen von 3100 bis 4800 Metern im südwestlichen Sichuan und nordwestlichen Yunnan.[12]
- Delphinium buschianum Grossh.: Sie kommt in der Türkei, in Armenien und in Aserbaidschan vor.[16]
- Delphinium caeruleum Jacquemont: Sie kommt in vier Varietäten in Bhutan, Nepal, Sikkim, Tibet und in den chinesischen Provinzen Gansu, Sichuan, Yunnan sowie Qinghai vor.[12]
- Delphinium californicum Torr. & A.Gray: Sie kommt in zwei Unterarten in Kalifornien vor.[13]
- Delphinium calophyllum W.T.Wang: Sie kommt nur im östlichen Qinghai vor.[12]
- Delphinium calthifolium Q.E.Yang & Y.Luo: Sie kommt in Sichuan vor.[12]
- Delphinium campylocentrum Maxim.: Sie kommt im südlichen Gansu und im nordwestlichen Sichuan in Höhenlagen von 3400 bis 3900 Metern vor.[12]
- Delphinium candelabrum Ostenf.: Sie kommt in zwei Varietäten im südwestlichen Gansu, in Qinghai, in Sichuan und in Tibet in Höhenlagen von 4100 bis 5300 Metern vor.[12]
- Roter Rittersporn[18] (Delphinium cardinale Hook.): Sie kommt in Kalifornien und in den mexikanischen Bundesstaaten Baja California sowie Baja California Sur vor.[13]
- Delphinium carolinianum Walt.: Sie kommt in vier Unterarten in den Vereinigten Staaten und in Mexiko vor.[13]
- Kaschmir-Rittersporn (Delphinium cashmerianum Royle): Er gedeiht im Westhimalaja in Höhenlagen von 2700 bis 4500 Metern.
- Delphinium caucasicum C.A.Mey.
- Delphinium caudatolobum W.T.Wang: Dieser Endemit gedeiht auf Grashängen in Höhenlagen von etwa 4600 Metern nur im Garzê Xian im nordwestlichen Sichuan vor.[12]
- Delphinium ceratophoroides W.T.Wang: Dieser Endemit gedeiht auf alpinen Matten in Höhenlagen von etwa 3200 Metern nur im Zayü Xian im südöstlichen Tibet vor.[12]
- Delphinium ceratophorum Franch.: Sie kommt in vier Varietäten gedeihen in Höhenlagen von 2800 bis 4200 Metern im nordwestlichen Yunnan.[12]
- Delphinium chamissonis Pritz. ex Walp.
- Delphinium charadzeae Kem.-Nath. & Gagnidze
- Delphinium chayuense W.T.Wang: Sie kommt nur im südöstlichen Tibet vor.[12]
- Delphinium cheilanthum Fisch.ex DC.: Sie kommt in Sibirien, in der Mongolei, in der Inneren Mongolei und im nördlichen Xinjiang vor.[12]
- Delphinium chenii W.T.Wang: Sie gedeiht in Höhenlagen von 3900 bis 5000 Metern im südwestlichen Sichuan sowie nordwestlichen Yunnan vor.[12]
- Delphinium chrysotrichum Finet & Gagnepain: Sie kommt in zwei Varietäten im westlichen Sichuan, im nordwestlichen Yunnan und im östlichen Tibet in Höhenlagen von 3000 bis 5000 Metern vor.[12]
- Delphinium chumulangmaense W.T.Wang: Sie kommt nur im südlichen Tibet vor.[12]
- Delphinium chungbaense W.T.Wang: Sie kommt nur im südwestlichen Tibet in Höhenlagen um 5600 Metern vor.[12]
- Delphinium coleopodum Hand.-Mazz.: Sie kommt im nordwestlichen Yunnan in Höhenlagen von 3000 bis 3700 Metern vor.[12]
- Delphinium conaense W.T.Wang: Dieser Endemit gedeiht in Höhenlagen von 3400 bis 3500 Metern nur im südöstlichen Tibet.[12]
- Delphinium confusum Popov non Lowe
- Delphinium connectens Pachom.
- Delphinium conocentrum Chatterjee: Sie kommt in Sikkim und in Tibet vor.[12]
- Gewöhnlicher Feldrittersporn (Delphinium consolida L., Syn.: Ceratostanthus consolida (L.) Schur, Consolida arvensis Opiz, Consolida regalis Gray, Consolida regalis var. glanduligera (Peterm.) Starm., Consolida regalis var. mollis (Lipsky ex N.Busch) Luferov, Consolida regalis var. sparsiflora (Vis.) Starm., Delphinium confusum Lowe non Popov, Delphinium diffusum Stokes, Delphinium divaricatum Dulac, Delphinium monophyllum Gilib., Delphinium segetum Lam., Delphinium versicolor Salisb.)[11][10]
- Delphinium crassicaule Ledeb.
- Delphinium crassifolium Schrad. ex Ledeb.
- Delphinium crispulum Rupr.
- Delphinium cryophilum Nevski
- Delphinium cuneatum Steven ex DC.: Sie kommt nur in der Ukraine und im europäischen Russland vor.[16]
- Delphinium cyananthum Nevski
- Delphinium cyphoplectrum Boiss.: Sie kommt in Vorderasien vor.
- Delphinium darginicum Dimitrova
- Delphinium dasyanthum Kar. & Kir.
- Delphinium dasycarpum Steven ex DC.
- Delphinium davidii Franch.: Sie kommt im westlichen Sichuan vor.[12]
- Delphinium dazangense W.T.Wang: Sie wurde 2010 aus Sichuan erstbeschrieben.[12]
- Delphinium decoloratum Ovcz. & Kochk.
- Delphinium decorum Fisch. & C.A.Mey.: Sie kommt in zwei Unterarten in Kalifornien vor.[13]
- Delphinium delavayi Franch.: Sie kommt in vier Varietäten in Guizhou, Sichuan und Yunnan vor.[12]
- Delphinium densiflorum Duthie ex Huth: Sie kommt im nördlichen Indien, in Nepal und China vor.[12]
- Delphinium denudatum Wall. ex Hook. f. & Thoms.
- Delphinium depauperatum Nutt.: Sie kommt in Washington, Oregon, Kalifornien, Idaho, Montana und Nevada in Höhenlagen von 1800 bis 2600 Metern vor.[13]
- Delphinium dictyocarpum DC.: Sie kommt im europäischen Russland, in Zentralasien und in Westsibirien vor.
- Delphinium distichum Geyer ex Hook.: Sie kommt in British Columbia, Washington, Oregon, Idaho, Montana und Wyoming vor in Höhenlagen von 100 bis 2400 Metern.[13]
- Delphinium dolichocentroides W.T.Wang: Sie kommt in zwei Varietäten im südwestlichen Sichuan in Höhenlagen von 2900 bis 3600 Metern vor.[12]
- Delphinium dubium (Rouy & Foucaud) Pawl.: Sie kommt nur in Italien und Frankreich vor.[16]
- Delphinium dzavakhischwilii Kem.-Nath.
- Delphinium eglandulosum Chang Y.Yang & B.Wang: Sie kommt im nördlichen Xinjiang vor.[12]
- Hoher Rittersporn[18] (Delphinium elatum L.): Er kommt in Eurasien vor.
- Delphinium elisabethae N.Busch
- Delphinium ellipticovatum W.T.Wang: Sie kommt nur im nordwestlichen Xinjiang vor.[12]
- Delphinium emarginatum C.Presl: Sie kommt in zwei Unterarten in Marokko, Algerien, Tunesien, Sizilien und in der Sierra Nevada in Spanien vor.[16]
- Delphinium eriostylum H.Lév.: Sie kommt in zwei Varietäten in Guizhou und im südöstlichen Sichuan vor.[12]
- Delphinium erlangshanicum W.T.Wang: Sie kommt im westlichen Sichuan vor.[12]
- Delphinium exaltatum Ait.: Die Heimat sind die USA.[13]
- Delphinium fedorovii Dimitrova
- Schlitzblättriger Rittersporn[18] (Delphinium fissum Waldst. & Kit.): Er ist in Süd-, Südost- und Osteuropa sowie Vorderasien verbreitet. Je nach Autor gibt es drei bis acht Unterarten:[16]
  - Delphinium fissum subsp. albiflorum (DC.) Greuter & Burdet (Syn.: Delphinium albiflorum DC., Delphinium ponticum Hausskn. & Bornm.): Sie kommt in Bulgarien, und im asiatischen Teil der Türkei vor.[16]
  - Delphinium fissum subsp. anatolicum Chowdhuri & P.H.Davis (Syn.: Delphinium amani Post): Sie kommt im asiatischen Teil der Türkei vor.[16]
  - Delphinium fissum subsp. caseyi (B.L.Burtt) C.Blanché & Molero (Syn.: Delphinium caseyi B.L.Burtt): Dieser Endemit kommt nur auf Zypern vor.[16]
  - Delphinium fissum Waldst. & Kit. subsp. fissum: Sie kommt auf den Kanalinseln, in Spanien, Gibraltar, Andorra, in Frankreich, Monaco, San Marino, im Vatikan, in Italien, im früheren Jugoslawien, Kroatien, Rumänien, Albanien, Bulgarien, auf der Krim, in Griechenland, im europäischen Teil der Türkei und auf Ostägaischen Inseln vor.[16]
  - Delphinium fissum subsp. ithaburense (Boiss.) C.Blanché & Molero (Syn.: Delphinium salmoneum Mouterde): Sie kommt im Nahen Osten vor.[16]
  - Delphinium fissum subsp. sordidum (Cuatrec.) Amich, E.Rico & J.Sánchez (Syn.: Delphinium sordidum Cuatrec.): Sie kommt in Spanien, Gibraltar sowie Andorra vor.[16]
- Delphinium flexuosum M.Bieb.: Sie kommt in der Türkei, im Kaukasusraum, in Armenien, Georgien und Aserbaidschan vor.[16]
- Delphinium foetidum Lomakin
- Delphinium formosum Boiss. & A.Huet: Sie kommt nur in Kleinasien vor.[16]
- Delphinium forrestii Diels: Es gibt zwei Varietäten:[12]
  - Delphinium forrestii Diels var. forrestii: Sie gedeiht in Höhenlagen von 3800 bis 4900 Metern im südwestlichen Sichuan sowie nördlichen Yunnan.[12]
  - Delphinium forrestii var. viride (W.T.Wang) W.T.Wang: Sie gedeiht an Waldrändern und auf Grashängen in Höhenlagen von 3100 bis in 4100 Metern in Chawalong im südöstlichen Tibet und im Dêqên Xian im nordwestlichen Yunnan.[12]
- Delphinium freynii P.Conrath: Sie wurde aus dem Iran erstbeschrieben.
- Delphinium geraniifolium Rydb.: Sie kommt in Arizona und New Mexico in Höhenlagen von 1800 bis 3400 Metern Meereshöhe vor.[13]
- Delphinium geyeri Greene: Sie kommt in Colorado, Nebraska, Wyoming, Montana und Utah in Höhenlagen von 1400 bis 3000 Metern Meereshöhe vor.[13]
- Delphinium giraldii Diels: Sie gedeiht in Wäldern und auf Grashängen in Höhenlagen von 1000 bis 2000 Metern in den chinesischen Provinzen südöstliches Gansu, westliches Henan, westliches Hubei, südliches Ningxia, südliches Shaanxi, südliches Shanxi sowie nordwestliches Sichuan (nur im Barkam Xian).[12]
- Delphinium glabricaule W.T.Wang: Sie kommt im westlichen Sichuan vor.[12]
- Delphinium glaciale Hook. f. & Thomson: Sie kommt in Bhutan, Nepal, Sikkim und im zentralen Tibet (nur im Xainza Xian) vor.[12]
- Delphinium glareosum Greene: Sie kommt in British Columbia, Washington und Oregon vor in Höhenlagen von 1500 bis 2800 Metern Meereshöhe vor.[13]
- Delphinium glaucescens Rydb.: Sie kommt in Idaho, Montana und Wyoming in Höhenlagen von 2000 bis 4000 Metern Meereshöhe vor.[13]
- Delphinium glaucum S.Wats.: Sie kommt im westlichen Nordamerika von Alaska bis Kalifornien in Höhenlagen von 0 bis 3200 Metern Meereshöhe vor.[13]
- Delphinium gonggaense W.T.Wang: Dieser Endemit gedeiht im alpinen Eichen-Dickicht in Höhenlagen von etwa 3600 Metern nur im Gongga Shan sowie Luding Xian im westlichen Sichuan.[12]
- Delphinium gracile DC.: Sie kommt nur in Spanien, Portugal, Tunesien, Algerien und vielleicht auch in Marokko vor.[16]
- Delphinium gracilentum Greene: Sie kommt in Kalifornien in Höhenlagen von 150 bis 2700 Metern vor.[13]
- Großblütiger Rittersporn[18] (Delphinium grandiflorum L.): Die etwa sechs Varietäten sind in Sibirien, in der Mongolei und weiten Teilen Chinas verbreitet.[12]
- Delphinium grandilimbum W.T.Wang & M.J.Warnock: Dieser Endemit gedeiht auf alpine Matten in Höhenlagen von etwa 3600 Metern nur im Lijiang Naxi Zu Zizhixian im nordwestlichen Yunnan.[12]
- Delphinium gyalanum C.Marquand & Airy Shaw: Sie gedeiht im Gebüsch an grasigen Hängen in Höhenlagen von 3000 bis 4500 Metern im südlichen Tibet.[12]
- Delphinium gypsophilum Ewan: Sie kommt in zwei Unterarten in Kalifornien vor.[13]
- Delphinium halteratum Sm.: Sie kommt nur in Südeuropa und in Algerien vor.
- Delphinium hamatum Franch.: Dieser Endemit gedeiht an grasigen oder steinigen Hängen in Höhenlagen von 2900 bis 3800 Metern im Eryuan Xian, Heqing Xian im nordwestlichen Yunnan.[12]
- Delphinium handelianum W.T.Wang: Dieser Endemit gedeiht in lichten Wäldern, auf Hängen nur im Dayao Xian sowie Yongsheng Xian im nordwestlichen Yunnan.[12]
- Delphinium hansenii (Greene) Greene: Sie kommt in drei Unterarten in Kalifornien vor.[13]
- Delphinium hellenicum Pawl.: Sie kommt nur in Griechenland vor.
- Delphinium henryi Franch.: Sie gedeiht an grasigen Hängen in Höhenlagen von 1400 bis 2200 Metern in den chinesischen Provinzen südwestliches Henan, westliches Hubei, südliches Shaanxi sowie nordöstliches Sichuan.[12]
- Delphinium hesperium A.Gray: Sie kommt in drei Unterarten in Kalifornien vor.[13]
- Delphinium hillcoatiae Munz: Es gibt seit 2003 zwei Varietäten:[12]
  - Delphinium hillcoatiae Munz var. hillcoatiae: Sie gedeiht an grasigen Hängen in Höhenlagen von etwa 3700 Metern nur im südöstlichen Tibet.[12]
  - Delphinium hillcoatiae var. pilocarpum Q.E.Yang & Y.Luo: Sie wurde 2003 erstbeschrieben und gedeiht an schattigen Standorten in Höhenlagen von 3500 bis 3600 Metern in Tibet.[12]
- Delphinium hirschfeldianum Heldr. & Holzm.: Sie kommt nur auf wenigen Inseln der Ägäis vor.
- Delphinium hirticaule Franch.: Es gibt zwei Varietäten:[12]
  - Delphinium hirticaule Franch. var. hirticaule: Sie gedeiht an grasigen Hängen in Höhenlagen von 1400 bis 2900 Metern in den chinesischen Provinzen westliches Hubei, südliches Shaanxi sowie nordöstliches Sichuan.[12]
  - Delphinium hirticaule var. mollipes W.T.Wang: Sie gedeiht an grasigen Hängen in Höhenlagen von 1200 bis 2600 Metern in den chinesischen Provinzen westliches Hubei sowie östliches Sichuan.[12]
- Delphinium hirtifolium W.T.Wang: Dieser Endemit gedeiht an steinigen Hängen in Höhenlagen von etwa 2500 Metern nur im Muli Zang Zu Zizhixian im südwestlichen Sichuan.[12]
- Delphinium hispanicum Willk. ex Costa (Syn.: Consolida hispanica (Willk. ex Costa) Greuter & Burdet, Consolida orientalis subsp. hispanica (Willk. ex Costa) P.W.Ball & Heywood, Consolida orientalis var. hispanica (Willk. ex Costa) Losa & Rivas Goday, Delphinium bithynicum Griseb.)[11][10]
- Delphinium honanense W.T.Wang: Es gibt zwei Varietäten:[12]
  - Delphinium honanense W.T.Wang var. honanense: Sie gedeiht Wäldern in Höhenlagen von 600 bis 1900 Metern in den chinesischen Provinzen südwestliches Henan, westliches Hubei sowie südliches Shaanxi.[12]
  - Delphinium honanense var. piliferum W.T.Wang: Sie gedeiht an Grashängen im südöstlichen Shaanxi.[12]
- Delphinium hsinganense S.H.Li & Z.F.Fang: Dieser Endemit gedeiht an Waldrändern im nordöstlichen Teil der Inneren Mongolei.[12]
- Delphinium huangzhongense W.T.Wang: Dieser Endemit gedeiht im Gebüsch in Höhenlagen von etwa 3900 Metern nur im Huangzhong Xian im westlichen Qinghai.[12]
- Delphinium hueizeense W.T.Wang: Dieser Endemit gedeiht im Rand der Strauchvegetation entlang von Fließgewässern und auf alpinen Matten in Höhenlagen von etwa 3400 Metern nur im Huize Xian im nordöstlichen Yunnan.[12]
- Delphinium hui Chen: Dieser Endemit gedeiht an steinigen Hängen in Höhenlagen von etwa 4500 Metern nur im Daocheng Xian im südwestlichen Sichuan.[12]
- Delphinium humilius (W.T.Wang) W.T.Wang: Sie gedeiht an grasigen oder steinigen Hängen in Höhenlagen von 4600 bis 4800 Metern nur im Xiangcheng Xian im südwestlichen Sichuan und im Zhongdian Xian im nordwestlichen Yunnan.[12]
- Delphinium hutchinsoniae Ewan: Sie kommt in Kalifornien vor.[13]
- Delphinium iliense Huth (Syn.: Delphinium longiciliatum W.T.Wang, Delphinium naviculare W.T.Wang, Delphinium naviculare var. lasiocarpum W.T.Wang, Delphinium turkestanicum Huth): Sie kommt in Kasachstan, Kirgisistan, in der Mongolei und in Xinjiang vor.[12][19]
- Delphinium incisolobulatum W.T.Wang: Dieser Endemit gedeiht im Gebüsch am Rand von Fichtenwäldern nur im Qamdo Xian im östlichen Tibet.[12]
- Delphinium inconspicuum Serg.
- Delphinium inopinatum Nevski
- Delphinium inopinum (Jepson) Lewis & Epling: Sie kommt in Kalifornien in Höhenlagen von 2200 bis 2800 Metern vor.[13]
- Delphinium intermedium Sol.
- Delphinium ironorum N.Busch
- Delphinium kamaonense Huth: Es gibt etwa zwei Varietäten:[12]
  - Delphinium kamaonense Huth var. kamaonense: Sie kommt im nordwestlichen Indien, Nepal und südlichen Tibet vor.[12]
  - Delphinium kamaonense var. glabrescens (W.T.Wang) W.T.Wang: Sie gedeiht auf Wiesen in Höhenlagen von 2500 bis 4200 Metern im östlichen Tibet und in den chinesischen Provinzen südwestliches Gansu, südliches Qinghai sowie westliches Sichuan.[12]
- Delphinium kansuense W.T.Wang: Es gibt zwei Varietäten:[12]
  - Delphinium kansuense W.T.Wang var. kansuense: Dieser Endemit gedeiht an grasigen Hängen in Höhenlagen von etwa 3000 Metern nur im südlichen-zentralen Gansu.[12]
  - Delphinium kansuense var. villosiusculum W.T.Wang: Dieser Endemit gedeiht an grasigen Hängen in Höhenlagen von etwa 3000 Metern nur in Datong He im nordöstlichen Qinghai.[12]
- Delphinium kantzeense W.T.Wang: Dieser Endemit kommt nur im Garzê Xian im nordwestlichen Sichuan vor.[12]
- Delphinium karategini Korsh.
- Delphinium keminense Pachom.
- Delphinium kingianum Brühl ex Huth: Es gibt vier Varietäten in Tibet:[12]
  - Delphinium kingianum var. acuminatissimum (W.T.Wang) W.T.Wang (Syn.: Delphinium acuminatissimum W.T.Wang): Sie gedeiht im Gebüsch auf Grashängen in Höhenlagen von 4600 bis 4800 Metern nur im südöstlichen sowie westlichen Tibet.[12]
  - Delphinium kingianum var. var. eglandulosum W.T.Wang: Sie kommt in südlichen Tibet vor.[12]
  - Delphinium kingianum Brühl ex Huth var. kingianum: Sie gedeiht an Hängen in Höhenlagen von etwa 4600 Metern im südlichen Tibet.[12]
  - Delphinium kingianum var. leiocarpum Brühl ex Huth: Sie kommt in südlichen Tibet vor.[12]
- Delphinium knorringianum B.Fedtsch.
- Delphinium kolymense A.P.Khokhr.
- Delphinium korshinskyanum Nevski: Sie kommt in Russlands Fernem Osten, zentralen Sibirien und im nördlichen sowie westlichen Heilongjiang vor.[12]
- Delphinium lacostei Danguy: Sie kommt in Kirgisistan, im nördlichen Pakistan und südwestlichen Xinjiang vor.[12]
- Delphinium lasiantherum W.T.Wang (Syn.: Delphinium taliense var. pubipes W.T.Wang): Dieser Endemit gedeiht im Gebüsch in Höhenlagen von etwa 3200 Metern nur im Daocheng Xian im südwestlichen Sichuan.[12]
- Delphinium latirhombicum W.T.Wang: Dieser Endemit gedeiht an Wäldrändern in Höhenlagen von etwa 2900 Metern nur im Eryuan Xian im nordwestlichen Yunnan.[12]
- Delphinium laxicymosum W.T.Wang: Es gibt zwei Varietäten:[12]
  - Delphinium laxicymosum W.T.Wang var. laxicymosum: Dieser Endemit gedeiht im Gebüsch in Höhenlagen von etwa 3100 Metern nur im Wenchuan Xian im nordwestlichen Sichuan.[12]
  - Delphinium laxicymosum var. pilostachyum W.T.Wang: Dieser Endemit gedeiht in Mischwäldern in tälern und an Fließgewässern in Höhenlagen von etwa 1300 Metern nur im Qingchuan Xian im nördlichen Sichuan.[12]
- Delphinium laxiflorum DC.
- Delphinium leiophyllum (W.T.Wang) W.T.Wang (Syn.: Delphinium forrestii var. leiophyllum W.T.Wang): Sie gedeiht im Gebüsch auf steinigen Hängen in Höhenlagen von 4400 bis 4700 Metern nur im südöstlichen Tibet.[12]
- Delphinium leiostachyum W.T.Wang: Dieser Endemit gedeiht im Gebüsch in Höhenlagen von etwa 3000 Metern nur im Muli Zang Zu Zizhixian im südwestlichen Sichuan.[12]
- Delphinium leonidae Kem.-Nath.
- Delphinium leroyi Franchet ex Huth (Syn.: Delphinium candidum Hemsl., Delphinium goetzeanum Engl., Delphinium gommengingeri Volkens ex Engl., Delphinium gomminggeri Volkens ex Engl.)
- Delphinium liangshanense W.T.Wang: Sie gedeiht an Grashängen in Höhenlagen von etwa 3000 Metern im südwestlichen Sichuan (nur Yuexi Xian) sowie nordöstlichen Yunnan (nur Qiaojia Xian).[12]
- Delphinium likiangense Franch.: Dieser Endemit gedeiht an grasigen oder steinigen Hängen in Höhenlagen von 3400 bis 4500 Metern nur im nordwestlichen Yunnan (nur in Lijiang Naxi Zu Zizhixian sowie Zhongdian Xian).[12]
- Delphinium lineapetalum Ewan: Sie kommt in Washington in Höhenlagen von 400 bis 1800 Metern vor.[13]
- Delphinium linearilobum (Trautv.) N.Busch: Sie kommt in Kleinasien und im Kaukasusraum vor.
- Delphinium lingbaoense S.Y.Wang & Q.S.Yang: Dieser Endemit gedeiht im Gebüsch in Höhenlagen von 1700 bis 2000 Metern nur im Lingbao Xian im westlichen Henan.[12]
- Delphinium lipskyi Korsh.
- Delphinium lomakinii Kem.-Nath.
- Delphinium longipedicellatum W.T.Wang: Dieser Endemit gedeiht in Tannen-Wäldern in Höhenlagen von etwa 3800 Metern nur im Bomi Xian im östlichen Tibet.[12]
- Delphinium longipedunculatum Regel & Schmalh.
- Delphinium luteum A.Heller: Die Heimat ist Nordkalifornien.[13]
- Delphinium maackianum Regel: Sie kommt im Russlands Fernem Osten, in Korea und in den chinesischen Provinzen östlichen Heilongjiang, östlichen Jilin sowie östlichen Liaoning vor.[12]
- Delphinium macrocentron Oliv.
- Delphinium macropogon Prokh.
- Delphinium madrense S.Wats.: Sie kommt in Texas und in Mexiko vor.[13]
- Delphinium majus (W.T.Wang) W.T.Wang: Sie gedeiht in Höhenlagen von 1600 bis 1800 Metern im südwestlichen Sichuan und nordwestlichen Yunnan (nur im Lijiang Naxi Zu Zizhixian sowie Zhongdian Xian).[12]
- Delphinium malacophyllum Hand.-Mazz.: Sie gedeiht auf alpinen Matten in Höhenlagen von 3900 bis 4300 Metern in den chinesischen Provinzen südwestliches Gansu sowie nordwestliches Sichuan.[12]
- Delphinium malyschevii N.V.Friesen
- Delphinium maoxianense W.T.Wang: Dieser Endemit kommt nur im Maowen Qiang Zu Zizhixian im nördlichen-zentralen Sichuan vor.[12]
- Delphinium mariae N.Busch
- Delphinium maximowiczii Franch.: Sie gedeiht an Grashängen in Höhenlagen von 1500 bis 1900 Metern im südlichen Gansu sowie nordwestlichen Sichuan (nur im Nanping Xian).[12]
- Delphinium medogense W.T.Wang: Dieser Endemit gedeiht im Gebüsch auf alpinen Matten in Höhenlagen von 3500 bis 3700 Metern nur im Mêdog Xian im südöstlichen Tibet.[12]
- Delphinium megalanthum Nevski
- Delphinium menziesii DC.: Sie ist in zwei Unterarten im westlichen Kanada und den westlichen Vereinigten Staaten verbreitet.[13]
- Delphinium micropetalum Finet & Gagnepain: Sie kommt im nördlichen Myanmar und im nordwestlichen Yunnan vor.[12]
- Delphinium middendorffii Trautv.: Sie kommt in Europa im arktischen Russland vor.
- Delphinium minjanense Rech. f.: Sie wurde aus Afghanistan erstbeschrieben.
- Delphinium mirabile Serg.
- Delphinium mollifolium W.T.Wang: Dieser Endemit gedeiht an Hängen in Höhenlagen von etwa 1700 Metern nur im Xinyuan Xian in Xinjiang.[12]
- Delphinium mollipilum W.T.Wang: Dieser Endemit gedeiht an Grashängen in Höhenlagen von etwa 3300 Metern nur in Hegang Shan in Gansu.[12]
- Delphinium montanum DC.: Sie kommt in Frankreich und Spanien vor.[16]
- Delphinium motingshanicum W.T.Wang & M.J.Warnock: Dieser Endemit gedeiht an steinigen Hängen in Höhenlagen von etwa 4600 Metern nur im Dêqên Xian im nordwestlichen Yunnan.[12]
- Delphinium muliense W.T.Wang: Es gibt zwei Varietäten:[12]
  - Delphinium muliense W.T.Wang var. muliense: Dieser Endemit gedeiht im Wald oder am Waldrand in Höhenlagen von 3500 bis 4200 Metern nur im Muli Zang Zu Zizhixian im südwestlichen Sichuan.[12]
  - Delphinium muliense var. minutibracteolatum W.T.Wang: Dieser Endemit gedeiht auf grasigen Standorten entlang von Fließgewässern in Höhenlagen von etwa 3300 Metern nur im Muli Zang Zu Zizhixian im südwestlichen Sichuan.[12]
- Delphinium multiplex (Ewan) C.L.Hitchc.: Sie kommt nur in Washington vor.[13]
- Delphinium muscosum Exell & Hillc.: Sie kommt nur in Bhutan vor.
- Delphinium nachiczevanicum Tzvelev
- Delphinium nacladense Zapal.
- Delphinium nangchienense W.T.Wang: Dieser Endemit gedeiht auf grasigen Standorten nahe am Waldrand in Höhenlagen von etwa 4200 Metern nur im Nangqên Xian im südlichen Qinghai.[12]
- Delphinium nangziense W.T.Wang: Dieser Endemit gedeiht im Gebüsch in Höhenlagen von etwa 4500 Metern nur in Lhasa im südlichen Tibet.[12]
- Delphinium neowentsaii ChangY.Yang: Sie wurde 2005 aus dem Tianshan in Xinjiang erstbeschrieben.[12]
- Delphinium newtonianum D.M.Moore: Sie kommt in Arkansas vor.[13]
- Delphinium nikitinae Pachom.
- Delphinium ninglangshanicum W.T.Wang: Dieser Endemit gedeiht im Gebüsch in Höhenlagen von 3600 bis 3800 Metern nur im Muli Zang Zu Zizhixian im südwestlichen Sichuan.[12]
- Delphinium nordhagenii Wendelbo: Es gibt zwei Varietäten:[12]
  - Delphinium nordhagenii var. acutidentatum W.T.Wang: Dieser Endemit gedeiht an steinigen Hängen in Höhenlagen von etwa 4700 Metern nur im Burang Xian im südwestlichen Tibet.[12]
  - Delphinium nordhagenii Wendelbo var. nordhagenii: Sie kommt im nördlichen Pakistan, westlichen Tibet und im Hotan Xian im südwestlichen Xinjiang vor.[12]
- Delphinium nortonii Dunn: Sie kommt in Nepal, Tibet und im östlichen Himalaja vor.
- Delphinium novomexicanum Woot.: Sie kommt in New Mexico in Höhenlagen von 2200 bis 3900 Metern Meereshöhe vor.[13]
- Nacktstängliger Rittersporn[18] (Delphinium nudicaule Torr. & A.Gray): Sie kommt in den westlichen US-Bundesstaaten nördliches Kalifornien und Oregon vor.[13]
- Delphinium nuttallianum Pritz. ex Walp.: Die Heimat sind British Columbia und die USA.[13]
- Delphinium nuttallii A.Gray: Sie kommt in zwei Unterarten in Washington und Oregon vor.[13]
- Delphinium obcordatilimbum W.T.Wang: Dieser Endemit gedeiht auf alpinen Matten in Höhenlagen von etwa 3800 Metern nur im Riwoqê Xian im östlichen Tibet.[12]
- Delphinium occidentale (S.Wats.) S.Wats.
- Delphinium ochotense Nevski
- Delphinium oliverianum DC. (Syn.: Consolida oliveriana (DC.) Schrödinger, Delphinium cappadocicum Boiss.)[11][10]
- Delphinium omeiense W.T.Wang: Es gibt drei Varietäten:[12]
  - Delphinium omeiense var. micranthum G.F.Tao: Dieser Endemit gedeiht an Hängen in Höhenlagen von etwa 2000 Metern nur im Jianshi Xian im südwestlichen Hubei.[12]
  - Delphinium omeiense W.T.Wang var. omeiense: Sie gedeiht in Wäldern und an grasigen Hängen in Höhenlagen von 2500 bis 3300 Metern in den chinesischen Provinzen südwestliches Sichuan sowie nordöstliches Yunnan.[12]
  - Delphinium omeiense var. pubescens W.T.Wang: Dieser Endemit gedeiht im am Waldrand und im Gebüsch in Höhenlagen von 2200 bis 2600 Metern nur im Muli Zang Zu Zizhixian im südwestlichen Sichuan.[12]
- Delphinium oreophilum Huth
- Delphinium orthocentroides W.T.Wang: Sie wurde 2010 aus dem Ruoergai Xian in Sichuan erstbeschrieben.[12]
- Delphinium orthocentrum Franch.: Dieser Endemit gedeiht an Grashängen in Höhenlagen von etwa 3500 Metern nur im Songpan Xian sowie Wenchuan Xian im nordwestlichen Sichuan.[12]
- Delphinium osseticum N.Busch
- Delphinium ovczinnikovii Kamelin & Pissjauk.
- Delphinium oxycentrum W.T.Wang: Dieser Endemit gedeiht an Grashängen in der Nähe vom Waldrand in Höhenlagen von etwa 4000 Metern nur im Daocheng Xian sowie in Gongga Shan im südwestlichen Sichuan.[12]
- Karpaten-Rittersporn[18] (Delphinium oxysepalum Borbás & Pax): Er kommt in den Karpaten vor.
- Delphinium pachycentrum Hemsley: Es gibt zwei Varietäten:[12]
  - Delphinium pachycentrum var. lancisepalum (Hand.-Mazz.) W.T.Wang: Dieser Endemit gedeiht an Grashängen in Höhenlagen von 4200 bis 4600 Metern nur im Jinchuan Xian sowie Kangding Xian im westlichen Sichuan.[12]
  - Delphinium pachycentrum Hemsley var. pachycentrum: Sie gedeiht an steinigen Hängen in Höhenlagen von 4000 bis 4500 Metern im südöstlichen Qinghai sowie westlichen Sichuan.[12]
- Delphinium pallidiflorum Freyn
- Delphinium parishii A.Gray (Syn.: Delphinium amabile Tidest.): Sie kommt in drei Unterarten in den westlichen Vereinigten Staaten und in Mexiko vor.[13]
- Delphinium parryi A.Gray: Sie kommt in fünf Unterarten in Kalifornien vor.[13]
- Delphinium patens Benth.: Sie kommt in drei Unterarten in Kalifornien vor.[13]
- Delphinium pavlovii Kamelin
- Delphinium pentagynum Lam.: Sie kommt in Spanien, Gibraltar, Portugal, Algerien, Tunesien und in Marokko vor.[16]
- Delphinium peregrinum L.: Sie kommt in Süd- und Südosteuropa, Tunesien, Libyen und Vorderasien vor.[16]
- Delphinium pergameneum W.T.Wang: Dieser Endemit gedeiht auf grasigen Standorten in Wäldern in Höhenlagen von 3400 bis 3600 Metern nur im Dêqên Xian im nordwestlichen Yunnan.[12]
- Delphinium platyonychinum W.T.Wang: Sie wurde 2010 aus Maerkang in Sichuan erstbeschrieben.[12]
- Delphinium poltoratzkii Rupr.
- Delphinium polycladon Eastw.: Sie kommt in Kalifornien und Nevada in Höhenlagen von 2200 bis 3600 Metern Meereshöhe vor.[13]
- Delphinium pomeense W.T.Wang: Dieser Endemit gedeiht in Tannen-Wäldern in Höhenlagen von 3800 bis 4000 Metern nur im Bomi Xian im östlichen Tibet.[12]
- Delphinium popovii Pachom.
- Delphinium potaninii Huth: Es gibt drei Varietäten:[12]
  - Delphinium potaninii var. bonvalotii (Franchet) W.T.Wang (Syn.: Delphinium bonvalotii Franchet): Sie hat seit 1996 den Rang einer Varietät. Sie gedeiht an Waldrändern in Höhenlagen von 1100 bis 3800 Metern im westlichen Sichuan.[12]
  - Delphinium potaninii var. latibracteolatum W.T.Wang: Dieser Endemit gedeiht an Grashängen in Höhenlagen von etwa 2300 Metern nur im Maowen Qiang Zu Zizhixian im nördlichen-zentralen Sichuan.[12]
  - Delphinium potaninii Huth var. potanini: Sie gedeiht an Hängen in Wäldern in Höhenlagen von 1800 bis 3300 Metern in den chinesischen Provinzen südliches Gansu, südliches Shaanxi, östliches sowie nordwestliches Sichuan.[12]
- Delphinium prokhanovii Dimitrova
- Delphinium propinquum Nevski
- Delphinium pseudocaeruleum W.T.Wang: Dieser Endemit gedeiht an Grashängen in Höhenlagen von 1200 bis 2500 Metern nur im Zhugqu Xian im südlichen Gansu.[12]
- Delphinium pseudocampylocentrum W.T.Wang: Es gibt zwei Varietäten:[12]
  - Delphinium pseudocampylocentrum var. glabripes W.T.Wang: Dieser Endemit gedeiht an Rändern von Fichten-Wäldern in Höhenlagen von etwa 3400 Metern nur im Aba Xian im nordwestlichen Sichuan.[12]
  - Delphinium pseudocampylocentrum W.T.Wang var. pseudocampylocentrum: Dieser Endemit gedeiht an Grashängen in Höhenlagen von etwa 4400 Metern nur im Jinchuan Xian im nordwestlichen Sichuan.[12]
- Delphinium pseudocandelabrum W.T.Wang: Dieser Endemit gedeiht an steinigen Hängen in Höhenlagen von etwa 5000 Metern nur im Nangqên Xian im südlichen Qinghai.[12]
- Delphinium pseudocyananthum ChangY.Yang & B.Wang: Dieser Endemit gedeiht auf grasigen Standorten entlang von Fließgewässern in Höhenlagen von etwa 1000 Metern nur im Habahe Xian im nördlichen Xinjiang.[12]
- Delphinium pseudoglaciale W.T.Wang: Dieser Endemit gedeiht an steinigen Hängen in Höhenlagen von etwa 4900 Metern nur im Namling Xian im südlichen Tibet.[12]
- Delphinium pseudohamatum W.T.Wang: Dieser Endemit gedeiht auf alpinen Matten in Höhenlagen von etwa 3800 Metern nur im Ninglang Yi Zu Zizhixian im nordwestlichen Yunnan.[12]
- Delphinium pseudomosoynense W.T.Wang: Es gibt zwei Varietäten:[12]
  - Delphinium pseudomosoynense W.T.Wang var. pseudomosoynense: Dieser Endemit gedeiht im Gebüsch nur im Yajiang Xian im westlichen Sichuan.[12]
  - Delphinium pseudomosoynense var. subglabrum W.T.Wang: Dieser Endemit gedeiht auf Wiesen nur im Yajiang Xian im westlichen Sichuan.[12]
- Delphinium pseudopulcherrimum W.T.Wang: Dieser Endemit gedeiht an Grashängen in Höhenlagen von 4000 bis 5000 Metern nur in Lhasa Shi im südlichen Tibet.[12]
- Delphinium pseudothibeticum W.T.Wang & M.J.Warnock: Dieser Endemit gedeiht an steinigen Hängen in Höhenlagen von etwa 4600 Metern nur im Dêqên Xian im nordwestlichen Yunnan.[12]
- Delphinium pseudotongolense W.T.Wang: Sie gedeiht im Dickicht in Höhenlagen von 1200 bis 2500 Metern im westlichen Sichuan.[12]
- Delphinium pseudoyunnanense W.T.Wang & M.J.Warnock: Sie gedeiht am Straßenrand nur vom Longling Xian bis Tengchong Xian im westlichen Yunnan.[12]
- Delphinium pulanense W.T.Wang: Dieser Endemit gedeiht an steinigen Hängen in Höhenlagen von etwa 5000 Metern nur im Burang Xian im südwestlichen Tibet.[12]
- Delphinium pumilum W.T.Wang: Dieser Endemit gedeiht an Grashängen in Höhenlagen von 3900 bis 4300 Metern nur im Muli Zang Zu Zizhixian im südwestlichen Sichuan.[12]
- Delphinium puniceum Pall.: Sie kommt im Gebiet der früheren UdSSR vor.
- Delphinium purpurascens W.T.Wang: Dieser Endemit gedeiht an Hängen in Höhenlagen von 3800 bis 4700 Metern nur im Nyalam Xian im südlichen Tibet.[12]
- Delphinium purpusii Brandeg.: Sie kommt in Kalifornien in Höhenlagen von 300 bis 1300 Metern vor.[13]
- Delphinium pycnocentrum Franch. (Syn: Delphinium lankongense Franch., Delphinium pycnocentrum var. lankongense (Franch.) Huth): Dieser Endemit gedeiht auf alpinen Matten in Höhenlagen von etwa 3000 Metern nur im Dali Xian sowie Eryuan Xian im nordwestlichen Yunnan.[12]
- Delphinium pylzowii Maxim. ex Regel: Es gibt zwei Varietäten:[12]
  - Delphinium pylzowii Maxim. ex Regel var. pylzowii: Sie gedeiht an Grashängen in Höhenlagen von 2300 bis 3000 Metern in den chinesischen Provinzen westliches Gansu sowie östliches Qinghai.[12]
  - Delphinium pylzowii var. trigynum W.T.Wang: Sie gedeiht auf alpinen Matten in Höhenlagen von 3500 bis 4500 Metern im östlichen Tibet und in den chinesischen Provinzen südwestliches Gansu, südliches Qinghai sowie nordwestliches Sichuan.[12]
- Delphinium pyramidatum Albov
- Delphinium qinghaiense W.T.Wang: Sie gedeiht an Hängen in Höhenlagen von 4300 bis 5000 Metern im südwestlichen Qinghai.[12]
- Delphinium raikovae Pachom.
- Delphinium ramosum Rydb.: Sie kommt in Colorado und New Mexico in Höhenlagen von 2100 bis 3400 Metern vor.[13]
- Delphinium rangtangense W.T.Wang: Dieser Endemit gedeiht in Tannen-Wäldern in Höhenlagen von etwa 3300 Metern nur im Zamtang Xian im nordwestlichen Sichuan.[12]
- Delphinium recurvatum Greene: Sie kommt nur in Kalifornien vor.[13]
- Delphinium retropilosum (Huth) Sambuk
- Delphinium reverdattoanum Polozhij & Revjakina
- Delphinium robustum Rydb.: Sie kommt in Colorado und New Mexico in Höhenlagen von 2200 bis 3000 Metern vor.[13]
- Delphinium rossicum Litv.
- Delphinium rotundifolium Afan.
- Delphinium roylei Munz
- Delphinium rugulosum Boiss. (Syn.: Consolida rugulosa (Boiss.) Schrödinger)[11][10]
- Delphinium sajanense Jurtzev
- Delphinium sapellonis Cockerell: Sie kommt in New Mexico in Höhenlagen von 2600 bis 3500 Metern vor.[13]
- Delphinium sauricum Schischk.
- Delphinium saxatile W.T.Wang: Dieser Endemit gedeiht in felsigen Tälern in Höhenlagen von etwa 2100 Metern nur im Baoxing Xian im westlichen Sichuan.[12]
- Delphinium scaposum Greene: Sie kommt in Arizona, New Mexico, Colorado und Utah in Höhenlagen von 1200 bis 2700 Metern vor.[13]
- Delphinium schmalhausenii Albov: Sie kommt in Kleinasien und im Gebiet der früheren südlichen UdSSR vor.
- Delphinium scopulorum A.Gray: Sie kommt in Arizona, New Mexico und im mexikanischen Bundesstaat Sonora in Höhenlagen von 1700 bis 2600 Metern vor.[13]
- Gelber Rittersporn[18] (Delphinium semibarbatum Bien. ex Boiss.): Er kommt im Nordostiran, in Afghanistan und Zentralasien vor.
- Delphinium semiclavatum Nevski
- Delphinium sergii Wissjul.
- Delphinium shawurense W.T.Wang: Es gibt drei Varietäten:[12]
  - Delphinium shawurense var. albiflorum ChangY.Yang & B.Wang: Dieser Endemit gedeiht an grasigen Standorten in Tälern in Höhenlagen von 1800 bis 1900 Metern nur im Hoboksar Mongol Zizhixian im nördlichen Xinjiang.[12]
  - Delphinium shawurense var. pseudoaemulans (ChangY.Yang & B.Wang) W.T.Wang & M.J.Warnock: Dieser Endemit gedeiht im Gebüsch an Fließgewässern in Höhenlagen von etwa 1900 Metern nur im Hoboksar Mongol Zizhixian im nördlichen Xinjiang.[12]
  - Delphinium shawurense W.T.Wang var. shawurense: Dieser Endemit gedeiht in Kiefern-Wäldern und Ufern von an Fließgewässern in Höhenlagen von 1800 bis 2200 Metern nur im Hoboksar Mongol Zizhixian im nördlichen Xinjiang.[12]
- Delphinium sherriffii Munz: Sie kommt im südöstlichen Tibet in Höhenlagen von 3000 bis 3500 Metern vor.[12]
- Delphinium shuichengense W.T.Wang: Sie kommt im westlichen Guizhou vor.[12]
- Delphinium simonkaianum Pawl., Heimat: Rumänien.
- Delphinium sinoelatum Chang Y.Yang & B.Wang: Sie kommt im nördlichen Xinjiang vor.[12]
- Delphinium sinopentagynum W.T.Wang: Sie kommt im nördlichen Sichuan vor.[12]
- Delphinium sinoscaposum W.T.Wang: Sie wkommt im westlichen Sichuan vor.[12]
- Delphinium sinovitifolium W.T.Wang: Sie kommt im westlichen Sichuan in Höhenlagen um 4000 Metern vor.[12]
- Delphinium siwanense Franch.: Sie kommt in zwei Varietäten in der südlichen Inneren Mongolei, in Gansu, im nördlichen Hebei, im südlichen Ningxia, im südlichen Shaanxi sowie in Shanxi vor.[12]
- Delphinium smithianum Hand.-Mazz.: Sie kommt im westlichen Sichuan und im nordwestlichen Yunnan in Höhenlagen von 3500 bis 4600 Metern vor.[12]
- Delphinium souliei Franch.: Sie kommt im südwestlichen Gansu und im westlichen Sichuan in Höhenlagen von 3500 bis 4400 Metern vor.[12]
- Delphinium sparsiflorum Maximowicz: Sie kommt im zentralen und südlichen Gansu, im südlichen Ningxia und im östlichen Qinghai in Höhenlagen von 1900 bis 2800 Metern vor.[12]
- Delphinium speciosum M.Bieb.
- Delphinium spirocentrum Hand.-Mazz.: Sie kommt im südwestlichen Sichuan und im nordwestlichen Yunnan in Höhenlagen von 3400 bis 4200 Metern vor.[12]
- Delphinium stachydeum (A.Gray) Tidestrom: Sie kommt in Washington, Oregon, Nevada, Idaho und Kalifornien in Höhenlagen von 1300 bis 3000 Metern vor.[13]
- Delphinium subspathulatum W.T.Wang: Sie kommt im südlichen Tibet in Höhenlagem um 3800 Metern vor.[12]
- Delphinium sutchuenense Franch.: Sie kommt im südlichen Gansu und im nordwestlichen Sichuan vor.[12]
- Delphinium sutherlandii Warnock: Sie kommt in British Columbia, Washington, Idaho und Montana vor.[13]
- Delphinium szowitsianum Boiss.: Sie kommt in Kleinasien vor.
- Delphinium tabatae Tamura: Sie kommt im südlichen Tibet in Höhenlagen von 3100 bis 3600 Metern Meereshöhe und in Nepal vor.[12]
- Delphinium taipaicum W.T.Wang: Sie kommt im südlichen Shaanxi in Höhenlagen von 3600 bis 3900 Metern vor.[12]
- Delphinium taliense Franch.: Sie kommt in vier Varietäten im südwestlichen Sichuan und in Yunnan in Höhenlagen von 2800 bis 3500 Metern vor.[12]
- Delphinium talyschense Tzvelev
- Delphinium tangkulaense W.T.Wang: Sie kommt im südwestlichen Qinghai und im nördlichen Tibet in Höhenlagen von 4700 bis 5500 Metern vor.[12]
- Delphinium tarbagataicum Chang Y.Yang & B.Wang: Sie kommt im nördlichen Xinjiang vor.[12]
- Sichuan-Rittersporn[18] (Delphinium tatsienense Franch.): Er gedeiht in China in alpinen Wiesen in Höhenlagen von 2300 bis 4000 Metern.[12]
- Delphinium taxkorganense W.T.Wang: Sie kommt im südwestlichen Xinjiang in Höhenlagen um 4700 Metern vor.[12]
- Delphinium tenii H.Léveillé: Sie kommt im südwestlichen Sichuan, im südöstlichen Tibet und im nordwestlichen Yunnan in Höhenlagen von 1900 bis 3400 Metern vor.[12]
- Delphinium tenuisectum Greene
- Delphinium ternatum Huth
- Delphinium tetragynum W.T.Wang: Sie kommt im südwestlichen Xinjiang in Höhenlagen um 4500 Metern vor.[12]
- Delphinium thamarae Kem.-Nath.
- Delphinium thibeticum Finet & Gagnepain: Sie kommt in zwei Varietäten in Sichuan, im nordwestlichen Yunnan un dim östlichen Tibet in Höhenlagen von 2800 bis 3800 Metern vor.[12]
- Delphinium tianschanicum W.T.Wang: Sie kommt im zentralen Xinjiang in Höhenlagen von 1700 bis 2700 Metern vor.[12]
- Delphinium tomentellum N.Busch
- Delphinium tongolense Franch.: Sie kommt im westlichen Sichuan und im nördlichen Yunnan in Höhenlagen von 2200 bis 3800 Metern vor.[12]
- Delphinium treleasei Bush ex K.C.Davis: Sie kommt in Arkansas und Missouri vor.[13]
- Delphinium trichophorum Franchet: Sie kommt in drei Varietäten im zentralen und südlichen Gansu, im östlichen Qinghai, im westlichen Sichuan und im östlichen Tibet in Höhenlagen von 2100 bis 4600 Metern Meereshöhe vor.[12]
- Delphinium tricorne Michx., Heimat: USA.[13]
- Delphinium trifoliolatum Finet & Gagnepain: Sie kommt im westlichen Anhui, im südwestlichen Hubei und im südöstlichen Sichuan in Höhenlagen von 1500 bis 1600 Metern vor.[12]
- Delphinium trisectum W.T.Wang: Sie kommt im westlichen Anhui, im südlichen Henan und im nördlichen Hubei vor.[12]
- Delphinium triste Fisch., Heimat: Sibirien.
- Delphinium trolliifolium A.Gray: Sie kommt in Oregon und in Kalifornien vor.[13]
- Delphinium turczaninovii N.V.Friesen
- Delphinium turkmenum Lipsky
- Delphinium ukokense Serg.
- Delphinium uliginosum Curran: Die Heimat ist Kalifornien.[13]
- Delphinium umbraculorum Lewis & Epling: Sie kommt in Kalifornien vor.[13]
- Delphinium umbrosum Hand.-Mazz.: Sie kommt in drei Varietäten im´n Nepal und im südwestlichen Sichuan, im südlichen Tibet und im nördlichen Yunnan in Höhenlagen von 1900 bis 3900 Metern vor.[12]
- Delphinium uncinatum Hook. f. & Thomson
- Delphinium uralense Nevski (wird auch als Unterart subsp. uralense (Nevski) Pawl. zu Delphinium dictyocarpum gestellt), ist im europäischen Ural endemisch.
- Delphinium variegatum Torr. & A.Gray: Sie kommt in drei Unterarten in Kalifornien vor.[13]
- Delphinium verdunense Balb.: Sie kommt nur in Portugal, Spanien, Frankreich, Tunesien, Algerien und Marokko vor.
- Delphinium vestitum Wallich ex Royle: Sie kommt im Himalaja (Pakistan bis Ostnepal) und im südlichen Tibet vor.[12]
- Delphinium villosum Steven
- Delphinium viride S.Watson[12]
- Delphinium viridescens Leib.: Sie kommt in Washington vor.[13]
- Delphinium viscosum J.D.Hooker & Thomson: Sie kommt in Indien, Nepal, Sikkim und im südöstlichen Tibet vor.[12]
- Delphinium vvedenskyi Pachom.
- Delphinium wangii M.J.Warnock: Sie gedeiht in Höhenlagen etwa 2300 Metern nur im nördlichen Xinjiang.[12]
- Delphinium wardii C. Marquand & Airy Shaw: Sie kommt im südlichen Tibet in Höhenlagen um 4200 Metern vor.[12]
- Delphinium weiningense W.T.Wang: Sie kommt im westlichen Guizhou in Höhenlagen um 2100 Metern vor.[12]
- Delphinium wenchuanense W.T.Wang: Sie kommt im nordwestlichen Sichuan in Höhenlagen um 2500 Metern vor.[12]
- Delphinium wentsaii Y.Z.Zhao: Sie kommt nur im westlichen Xinjiang vor.[12]
- Delphinium winklerianum Huth: Sie kommt im westlichen Xinjiang und vielleicht auch in Kasachstan vor.[12]
- Delphinium wootonii Rydb.: Sie kommt in Arizona, Colorado, New Mexico, Texas und in Mexiko in den Bundesstaaten Sonora, Coahuila und Chihuahua vor.[13]
- Delphinium wrightii Chen: Sie kommt in zwei Varietäten im südwestlichen Sichuan und im nordöstlichen Yunnan in Höhenlagen um 3400 Metern Meereshöhe vor.[12]
- Delphinium wuqiaense W.T.Wang: Sie kommt im südwestlichen Xinjiang in Höhenlagen um 3300 Metern vor.[12]
- Delphinium xantholeucum Piper: Sie kommt nur in Washington vor.[13]
- Delphinium xichangense W.T.Wang: Sie kommt im südwestlichen Sichuan in Höhenlagen um 3800 Metern vor.[12]
- Delphinium yajiangense W.T.Wang: Sie kommt im westlichen Sichuan in Höhenlagen um 4400 Metern vor.[12]
- Delphinium yangii W.T.Wang: Sie kommt im nordwestlichen Yunnan in Höhenlagen von 4200 bis 4500 Metern vor.[12]
- Delphinium yanwaense W.T.Wang: Sie kommt im nordwestlichen Yunnan in Höhenlagen um 2700 Metern vor.[12]
- Delphinium yechengense Chang Y.Yang & B.Wang: Sie kommt im südwestlichen Xinjiang in Höhenlagen von 3800 bis 4300 Metern vor.[12]
- Delphinium yongningense W.T.Wang & M.J.Warnock: Sie kommt im nordwestlichen Yunnan in Höhenlagen von 3300 bis 4000 Metern vor.[12]
- Delphinium yuanum Chen: Sie kommt im nordwestlichen Yunnan in Höhenlagen um 3000 Metern vor.[12]
- Delphinium yuchuanii Y.Z.Zhao: Sie kommt in der südwestlichen Inneren Mongolei vor.[12]
- Delphinium yulungshanicum W.T.Wang: Sie kommt im nordwestlichen Yunnan in Höhenlagen um 3700 Metern vor.[12]
- Delphinium yunnanense (Franch.) Franch.: Sie kommt im westlichen Guizhou, im südwestlichen Sichuan und in Yunnan in Höhenlagen von 1000 bis 2400 Metern vor.[12]
- Delphinium zalil Aitch. & Hemsley
- Delphinium zhangii W.T.Wang: Sie kommt im südwestlichen Xinjiang in Höhenlagen um 3600 Metern vor.[12]

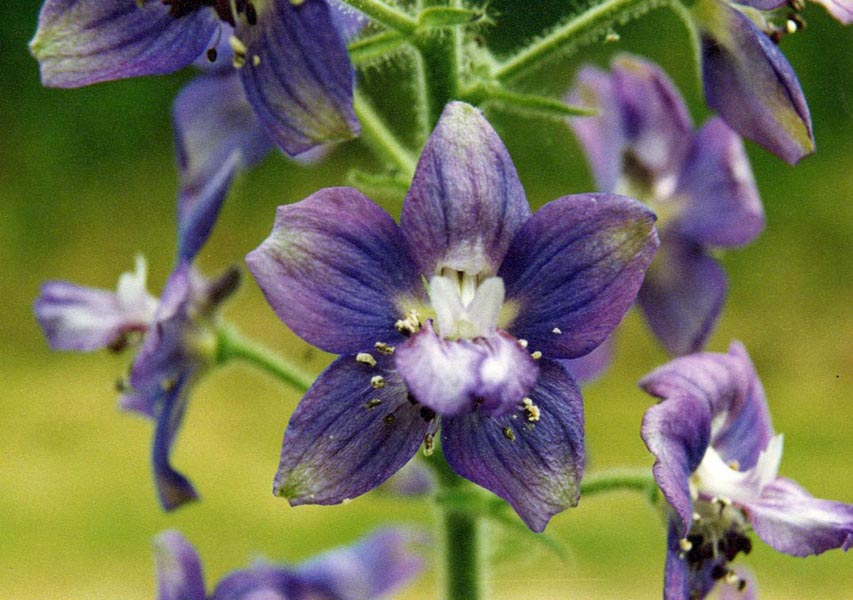
Stephanskraut (Staphisagria macrosperma)

Nicht mehr zur Gattung Delphinium L. gehören seit 2011 die drei Arten der reaktivierten Gattung Staphisagria J.Hill (Syn.: Delphinium subg. Staphisagria (J.Hill) Peterm.):
- Stephanskraut: Delphinium staphisagria L. → Staphisagria macrosperma Spach: Es kommt im Mittelmeerraum von Nordafrika bis Vorderasien vor.[9]
- Delphinium pictum Willd. → Staphisagria picta (Willd.) F.Jabbour: Sie kommt nur auf den Balearen, auf Sardinien und Korsika vor.[9]
- Requien-Rittersporn: Delphinium requienii DC. → Staphisagria requienii (DC.) Spach: Diese Neukombination erfolgte 2011. Dieser Endemit kommt nur auf dem Mittelmeer-Archipel Isles d’Hyères vor der Küste Südfrankreichs vor.[9]

### Naturhybriden
Beispielsweise bilden Delphinium bulleyanum mit Delphinium delavayi, Delphinium ceratophorum mit Delphinium grandiflorum und Delphinium coleopodum mit Delphinium delavayi Naturhybriden.

## Zierpflanze
Rittersporn-Sorten einzelner Arten und Hybride sind beliebte Zierpflanzen für Parks und Gärten. Sie werden sehr häufig in Staudenbeeten angepflanzt und werden auch in Bauerngärten regelmäßig gepflegt. Die Gartensorten sind ausgezeichnete Rabattenpflanzen, die sich leicht halten. Sie gedeihen am besten in schweren, nährstoffreichen Böden und nehmen regelmäßige Düngung in Anspruch. Die beste Zeit zum Aussäen der Samen ist Oktober/November. Wem es hierbei von äußerster Wichtigkeit ist im Frühjahr zu säen, muss dies im März tun. Am besten sollen die Pflanzen 25–30 cm entfernt stehen.
- Stauden-Rittersporn (Delphinium-Cultorum-Hybriden)
- Delphinium belladonna hybrida

## Postwertzeichen
Die Deutsche Bundespost Berlin gab innerhalb eines Wohlfahrtsmarkensatzes am 14. Oktober 1976 eine Marke mit dem Nominalwert 70 Pfennig und einem Zuschlagswert von 35 Pfennig zugunsten der allgemeinen Wohlfahrtspflege heraus. Das von Heinz Schillinger entworfene Motiv zeigt einen Hohen Rittersporn (Delphinium elatum).
Die Deutsche Post AG und das Bundesfinanzministerium haben im Rahmen der Dauermarkenserie „Blumen“ für Deutschland am 3. Januar 2005 ein Postwertzeichen mit dem Motiv des Rittersporns herausgegeben. Der Nominalwert der Briefmarke beträgt 430 Eurocent. Diese Briefmarke gehört zu den ersten Ausgaben der neuen Briefmarkenserie.